# Storia di Pescara

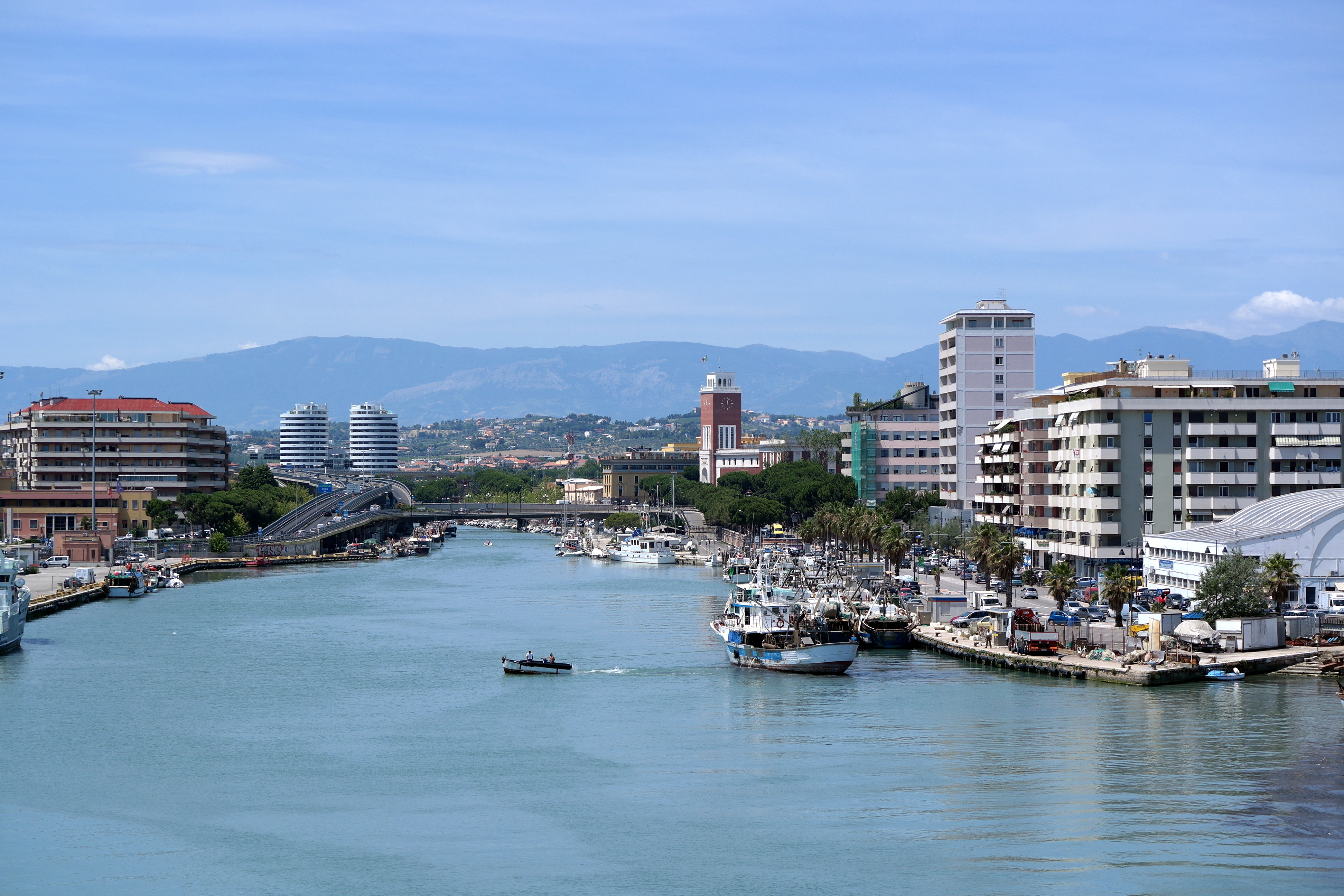
Panoramica del porto fluviale

La storia di Pescara inizia in età italica grazie alla posizione geograficamente favorevole di raccordo delle vie di comunicazione tra l'antica Roma e l'area del Medio Adriatico, che determinerà sin dalle origini lo sviluppo dell'insediamento.
Esisteva infatti un villaggio marino lungo la foce del fiume Pescara già dal I secolo a.C., chiamato Aternum od Ostia Aterni.
Nei secoli seguenti l'importanza della posizione strategica di Pescara, porta della grande valle che divide l'Abruzzo, connoterà costantemente lo sviluppo della sua vita economica e sociale, in un primo momento limitata alla funzione di baluardo di difesa militare dei regni meridionali e poi, dalla seconda metà del XIX secolo, caratterizzata da una fruttuosa attitudine ai traffici commerciali e al turismo balneare.
In seguito ai bombardamenti del 1943, che distrussero gran parte del centro abitato, la città rinacque velocemente come nuovo centro moderno della regione, godendo di un notevole sviluppo economico, industriale e turistico per la felice posizione geografica di cerniera tra Nord e Sud Italia e formando una vasta area metropolitana che in pochi anni diventerà il baricentro della regione abruzzese e dell'area del medio adriatico.

## Preistoria e protostoria

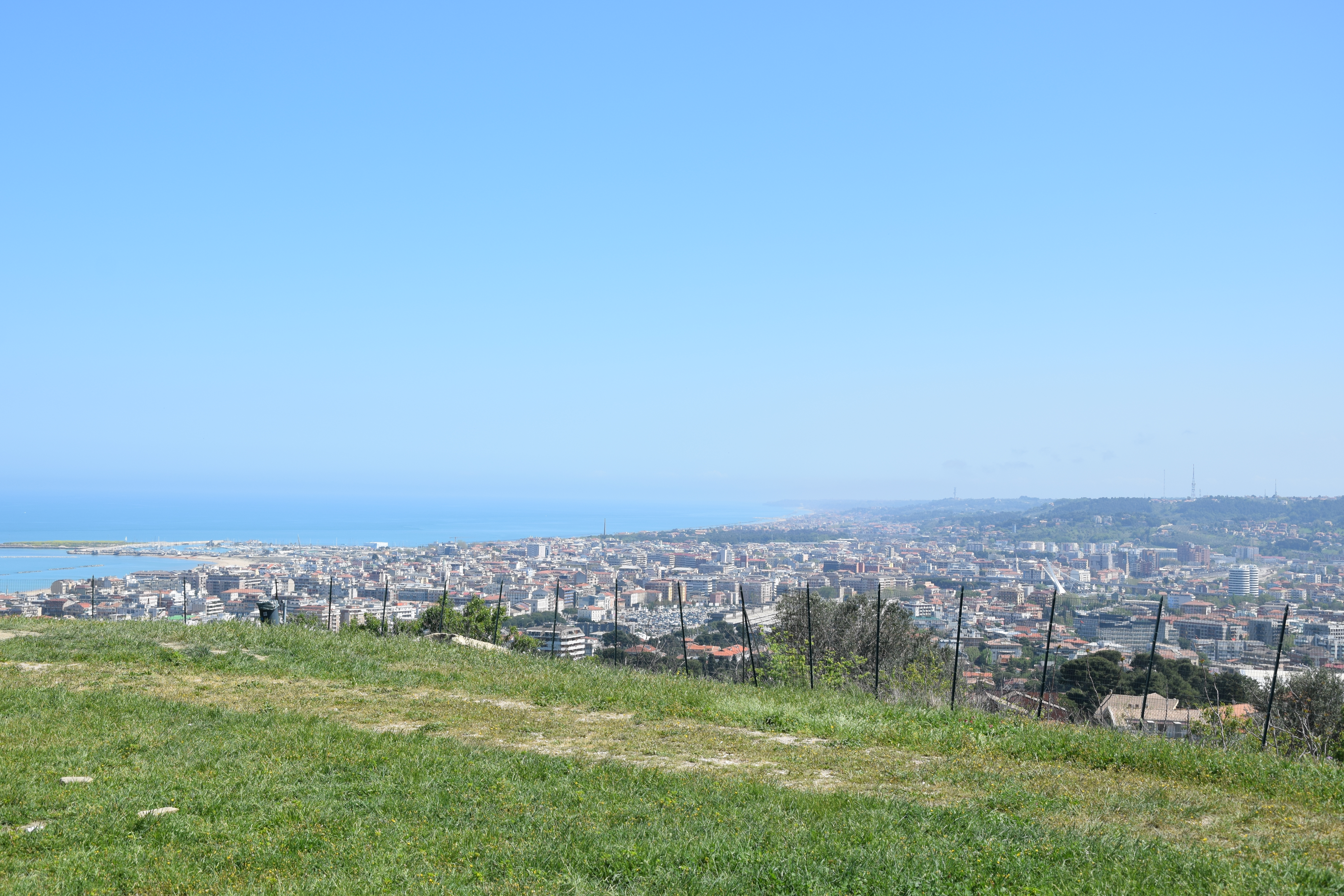
La città vista dal pianoro del colle del Telegrafo, luogo dove sorse uno dei primi insediamenti

### Le origini
Si ritiene che il primo insediamento umano avvenne sulla sommità del colle del Telegrafo (chiamato così per la presenza dell'antico sistema di comunicazione), alto circa centoquaranta metri e situato a circa un chilometro dalla costa a nord del fiume, su una terrazza naturale dalla quale si dominano le vallate dei fiumi Pescara e Saline. Dopo un mese di scavi effettuati nell'estate del 2005, sono emersi reperti risalenti al IV millennio a.C. I lavori, condotti sul pianoro del colle dalla Soprintendenza per i beni archeologici dell'Abruzzo, hanno dimostrato che i vari rinvenimenti siano riferibili a un insediamento popolato nella protostoria (secondo periodo preistorico compreso tra l'età del bronzo e quella del ferro) ma anche in età romana e ancora presente nelle fonti storiche sino all'anno 1000.
Risalirebbero invece alla prima metà del V millennio i resti di un villaggio di agricoltori ritrovato a Colle della Corona, nella zona collinare a sud del fiume Pescara nei pressi del quartiere Fontanelle. Resti di numerose necropoli sono stati rinvenuti in più zone dei colli cittadini, e le loro disposizioni e articolazioni evidenziano una progressiva discesa del popolamento in direzione dell'approdo naturale alla foce del fiume Pescara; queste dinamiche daranno piena conferma all'attribuzione ai Vestini di Ostia Aterni da parte di Strabone.

## Epoca antica

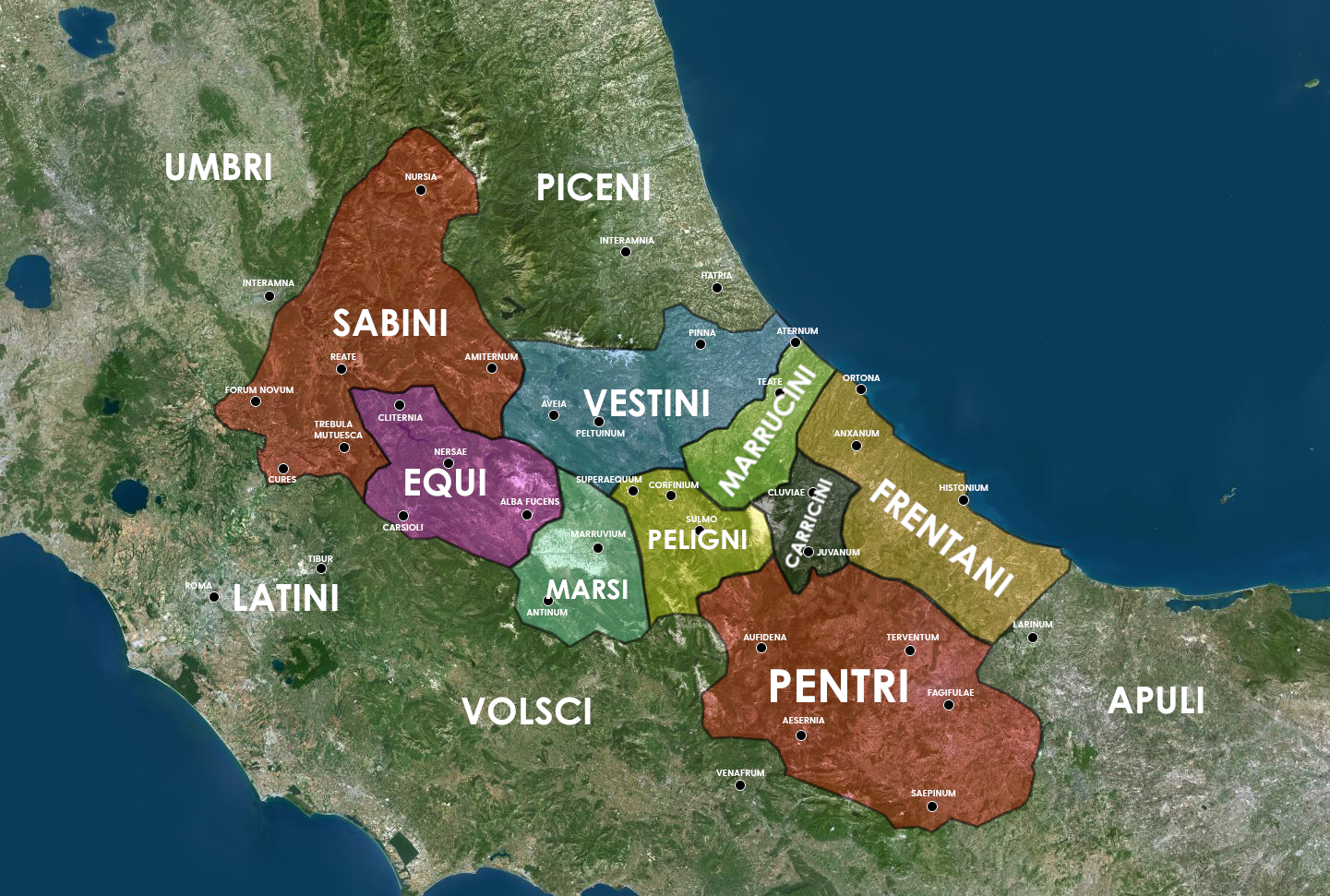
I popoli italici stanziati in Abruzzo e Molise

### Periodo italico
I primi abitanti del villaggio sulle rive del fiume vennero identificati dalle fonti storiche di origine pelasgica; attraversarono il mare Adriatico partendo dalle coste dalmate e fondarono un primo empòrion, ma furono i Vestini i primi italici a comprendere l'importanza strategica della posizione dell'agglomerato: sono state rinvenute tracce di attività portuale già dal V secolo a.C., riferibili agli scambi dell'abitato del colle del Telegrafo, che sopravviverà fino alla piena età medievale, mentre è dal I secolo a.C. che si insediarono stabilmente nell'area di Pescara Vecchia, dove allestirono un efficiente porto, usato anche dai Marrucini e dai Peligni. Il villaggio ai tempi dei primi contatti con i Romani venne chiamato da questi Vicus Aterni e successivamente, prendendo il nome dell'omonimo fiume (all'epoca noto come Aternus), Aternum; in epoca imperiale si usava indicare Pescara anche con il nome di Ostia Aterni (così riportata sulla Tabula Peutingeriana), proprio per via del ruolo di centro nevralgico delle vie di comunicazione. Infatti, con il nome Ostia Aterni si indicava l'approdo alla foce del fiume, poiché sia la città che la Val Pescara erano e sono tuttora la via principale d'accesso dalle zone litoranee abruzzesi verso l'interno regionale e Roma.

### Conquista romana
I Vestini, insieme ai Marsi, ai Marrucini e ai Peligni, presero parte a una confederazione che entrò in conflitto con la Repubblica romana durante la Seconda guerra sannitica, nel 325 a.C.. Nel 304 a.C., dopo la grave disfatta subita dagli Equi per opera dei Romani guidati dai consoli Publio Sempronio Sofo e Publio Sulpicio Saverrione, gli italici vicini dei Vestini, i Marsi, Peligni, Marrucini e Frentani, inviarono ambasciatori a Roma per chiedere un'alleanza, che fu loro concessa attraverso un trattato. Con i Vestini invece l'accordo di foedus fu siglato soltanto due anni dopo, nel 302 a.C., a riprova della loro peculiare ostilità nei confronti di Roma, che riemergerà nuovamente durante la Seconda guerra punica: Aternum infatti si rivoltò al controllo romano, e fu quindi conquistata e saccheggiata dal pretore Publio Sempronio Tuditano nel 215 a.C.
Dopo più di due secoli di alleanza tra i Vestini e Roma, la cittadina finì sotto il diretto controllo romano, insieme a tutti i territori d'Abruzzo e del Molise, nell'88 a.C. in seguito alla Guerra sociale: agli inizi del I secolo a.C., i Vestini presero parte alla vasta coalizione di popoli italici che scatenò la guerra per ottenere la concessione della cittadinanza romana più volte negata (91-88 a.C.). L'esercito italico, ripartito in due tronconi - uno sabellico guidato dal marso Quinto Poppedio Silone, l'altro sannitico affidato a Gaio Papio Mutilo - contava contingenti di numerosi popoli; quello vestino era guidato da Gaio Pontidio.
Poppedio Silone, alla testa di Marsi e Vestini, tese un'imboscata vincente nella quale cadde il romano Quinto Servilio Cepione nel 90 a.C., ma infine i Vestini vennero battuti separatamente da Gneo Pompeo Strabone, nel quadro della generale vittoria di Roma sui socii ribelli, culminata con la presa di Ascoli da parte di Pompeo.

### La città romana

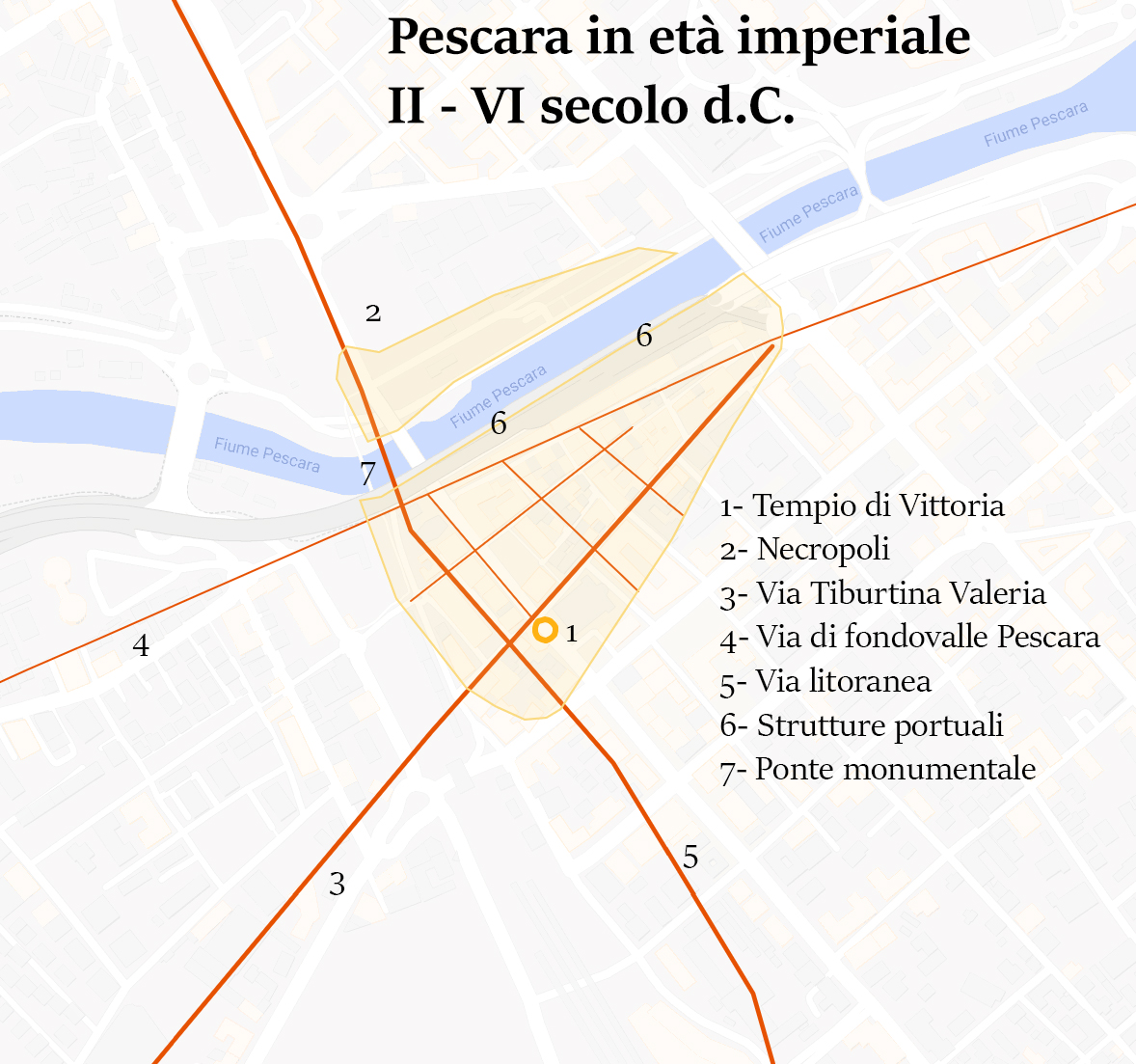
Ricostruzione del centro abitato in epoca imperiale

Dopo la Guerra sociale la Lex Iulia de civitate, che concedeva la cittadinanza romana a tutti gli italici rimasti fedeli a Roma, fu progressivamente estesa anche ai popoli ribelli, tra i quali i Vestini. I loro territori furono intensamente colonizzati, soprattutto nell'epoca di Silla, e a partire da allora la romanizzazione della regione, e di conseguenza anche di Aternum, si avviò rapidamente a compimento come attesta la rapida scomparsa delle lingue dei popoli italici dalle fonti scritte, sostituite dal latino. In epoca augustea Ostia Aterni farà parte della regio IV Samnium, una delle regioni italiane dell'epoca, e i Vestini saranno inseriti nella tribù Quirina. Con la dominazione romana il piccolo villaggio si andò strutturando in una vera e propria cittadina, raggiungendo nel II secolo il suo massimo sviluppo; furono edificati in quel periodo importanti edifici pubblici e privati, alimentati dal discreto movimento commerciale del porto, e vennero innalzati diversi templi, tra cui quello dedicato a Giove aternio, mentre nella zona del campo Rampigna è stata accertata la presenza di un'estesa necropoli, frequentata fino a tutta la tarda antichità. Alcune evidenze archeologiche, nella fattispecie il ritrovamento nel XVIII secolo su un muro nella zona Rampigna e in un cortile di Villa De Riseis di frammenti di un'epigrafe, conservati nella biblioteca provinciale di Chieti, testimoniano poi l'esistenza in città del culto della dea Iside. Altri frammenti di un bassorilievo raffigurante la dea egizia sono emersi nei pressi del porto canale, sulla sponda nord. Risale alla prima età imperiale la costruzione del ponte sul fiume, localizzato tra il vecchio ponte ferroviario e il ponte D'Annunzio, che subì un profondo restauro nel II secolo. La realizzazione nel 48/49 d.C. del nuovo percorso della via Claudia Valeria conferirà all'insediamento una singolare forma a triangolo allungato, con un vertice in corrispondenza di piazza Unione e con i due lati maggiori formati dalla più antica via di fondovalle e dal nuovo tracciato della via consolare. Più tarda la costruzione dell'edificio di culto che in età medievale sarà intitolato a Santa Gerusalemme: innalzato nei primi decenni del IV secolo, si presume che l'edificio a pianta centrale fosse un tempio o un'ara dedicato alla divinità Vittoria, particolarmente venerata in età imperiale e tetrarchica, grazie alla presenza nel muro posteriore di un'epigrafe, andata perduta nel XIX secolo, nella quale era ancora chiaramente leggibile: «(vic)toriae Augustae Sacrum». Lo schema a otto nicchie lo rendeva pressoché identico per dimensioni, tipologia e tecniche costruttive al coevo mausoleo di Elena di Roma. Questa nuova costruzione si inserì in un quadro di generale rinnovamento delle infrastrutture della città, come il ponte e il porto, sia per porre rimedio alla scarsa manutenzione nel periodo della crisi del III secolo, sia per l'importanza che l'insediamento si trovò ad assumere all'inizio del IV secolo, quando l'imperatore Diocleziano scelse di costruire il suo palazzo a Salona, nella zona che in seguito diventerà la città di Spalato. Nell'Itinerarium Maritimum Antonini Augusti veniva citata infatti una rotta tra Aternum e Salona di 1550 stadi.

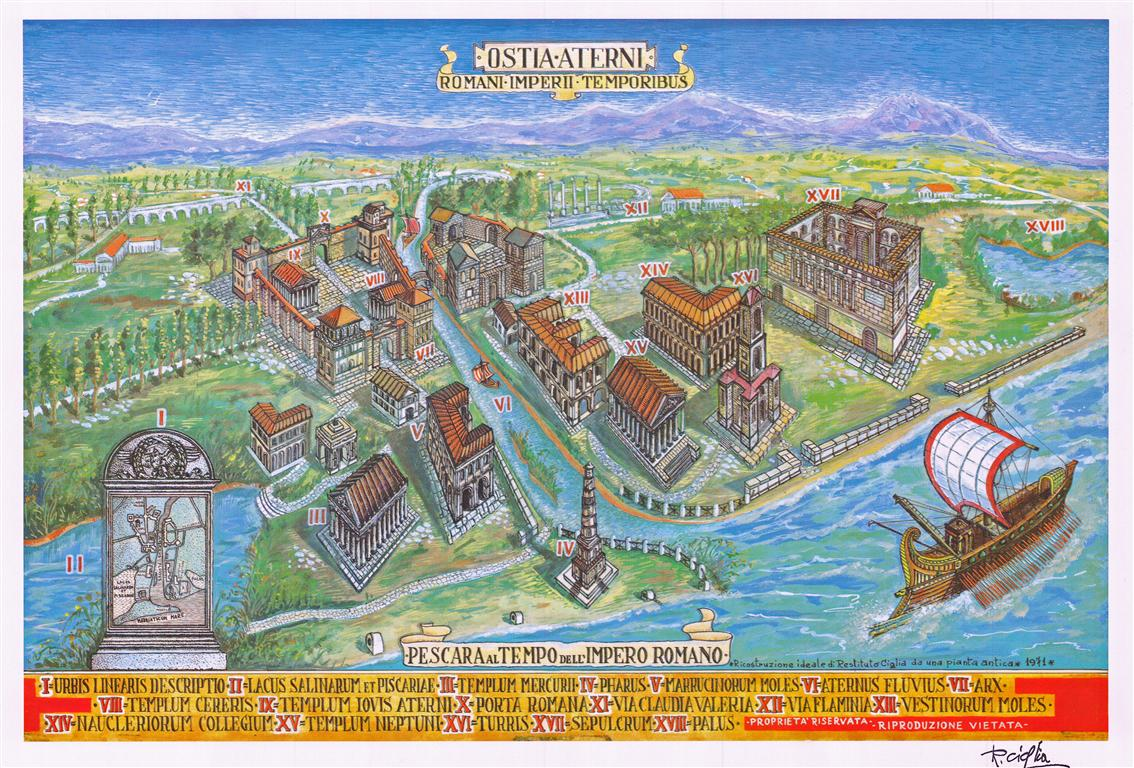
Ricostruzione artistica di Restituto Ciglia di Ostia Aterni

Nonostante la discreta rilevanza dell'insediamento, Aternum non raggiunse mai lo status di municipium, difatti non sono stati rinvenuti resti archeologici tipici dei centri romani maggiori quali anfiteatri, terme e teatri.

## Le invasioni barbariche
Con la caduta dell'Impero romano d'Occidente nel 476 e l'ascesa del Regno ostrogoto in Italia, anche la storia di Aternum diventa oscura.
Fu duramente provata dalle Invasioni barbariche, dalla sanguinosa Guerra gotica e infine dall'Invasione longobarda: nel 538 la città, presidiata dagli Ostrogoti comandati da un certo Tremone, fu conquistata dal magister militum romeo Iohannes su ordine dello strategos autokrator Belisario che, dopo aspri combattimenti, occupò l'oppidum, poco tempo dopo il primo assedio di Roma durante il tentativo di restaurazione dell'impero dell'imperatore Giustiniano I. I Bizantini, acquartieratisi a Crecchio e Ortona, potenziarono le difese e le infrastrutture portuali abruzzesi, incluse quelle di Aternum, che venne cinta da mura spesse 3,03 metri, o 10 piedi romani, circondando ciò che restava dell'abitato nella zona compresa tra via Conte di Ruvo, piazza Unione, la golena sud e via Orazio.
Probabilmente risalirebbe a quest’epoca anche la realizzazione del "Castellum ad mare", i cui resti sono stati rinvenuti sul colle del Telegrafo, luogo peraltro abitato già dal tremila avanti Cristo. Questo castello svolse un ruolo importante, sia a presidio del villaggio ivi presente, sia quale punto di avvistamento e di difesa del sottostante porto di Aternum. Il dominio dei Romani d'Oriente in Italia si rivelò però effimero, con l'inizio dell'invasione longobarda già nell'anno 568.
I Longobardi giunsero in Abruzzo tra il 580 e il 591, e furono Aternum, Ortona e Histonium i centri che resistettero più a lungo agli invasori: i Bizantini avevano infatti predisposto un articolato sistema di difesa, con presidi sulla costa ubicati presso le foci dei fiumi o nelle insenature naturali; questi avevano inoltre occupato antiche ville rurali (villae) e stationes (villaggi sorti presso le stazioni di cambio dei cavalli, che erano diventati degli snodi commerciali), facendone dei campi trincerati. In questo sistema avevano un ruolo importante anche i centri urbani di Kastron Terentinon (Castrum Truentinum) alla foce del Tronto, Kastron Nobon (Castrum Novum) nella Valle del Tordino, Aternum nella Val Pescara, Anxanum e Kastron Beneren (Vicus Veneris) nella Val di Sangro e Kastron Reunia, nella valle del Trigno, presso la periferia meridionale di Histonium. Lo scopo di questi insediamenti fortificati era quello di presidiare e difendere sia le principali foci dei fiumi sia le relative vallate, concentrandosi in particolare nella difesa delle vie Tiburtina Valeria, litoranea e Municia (coincidente con la strada statale 17, nel tratto Corfinio-Bojano). Di conseguenza, disponendo nel meridione italiano solo di un limitato esercito, anche i Longobardi si adattarono a una guerra di posizione: per tenersi lontani dalle enclavi bizantine, nonché dai vari presidi fortificati costieri, avevano scelto la via di penetrazione pedemontana, e si andarono stanziando, oltre che nelle città, anche in quegli abitati, castra, vici, pagi e ville rustiche che erano sopravvissuti alle distruttive guerre con gli Ostrogoti. I Longobardi, inoltre, spesso rioccupavano dei centri abitati abbandonati, operando uno spoglio delle rovine romane per riadattarli alle loro esigenze, e li abitavano di nuovo. In un primo momento i Bizantini riuscirono a fermare i Longobardi lungo il confine naturale costituito dal fiume Tronto, potendo contare sul campo fortificato di Castrum Truentinum e su altri centri fortificati posti nell'interno, come Castrum Aprutentium (l'odierna Teramo, un tempo municipium noto come Interamnia Praetuttiorum, ma a quell'epoca ridotto a semplice castrum), Campli e Ancarano. I Longobardi fronteggiavano il nemico e si erano insediati a Castel Trosino, Sant'Egidio alla Vibrata e Civitella del Tronto, occupando inoltre Leofara e Valle Castellana. I tentativi di occupazione avvenivano simultaneamente da nord, dal Ducato di Spoleto, guidati dal condottiero Faroaldo I, e da sud, dal Ducato di Benevento, agli ordini di Zottone, spingendo i Bizantini ad articolare una linea di difesa anche nella Marsica, presso il lago del Fucino.

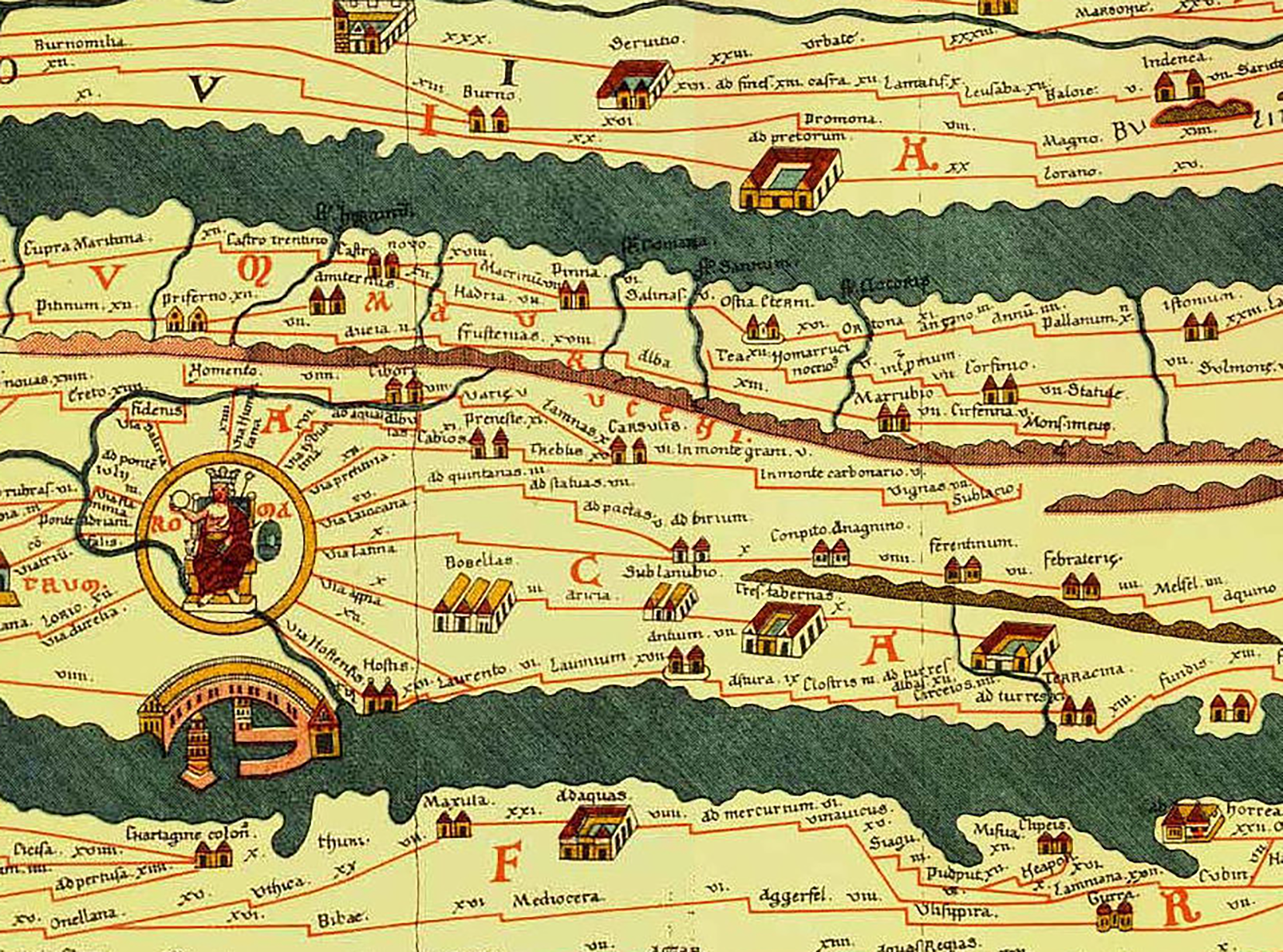
Ostia Aterni nella Tabula Peutingeriana

Il sistema difensivo bizantino entrò in crisi già dal 580, con la caduta di Castrum Truentinum, seguita poco dopo anche da Castrum Novum. I Bizantini, costretti ad arretrare, costituirono un'altra linea difensiva attestata su Pinna, Lauretum (di recente fondazione, nell'odierna frazione Colle Fiorano di Loreto Aprutino), Cappelle sul Tavo, Angulum e Statio ad Salinas (localizzata nel quartiere Villa Carmine di Montesilvano). Il caposaldo difensivo meridionale era Castrum Kephalia (l'odierna Cepagatti, ove fortificarono una grande villa rustica). Sempre a sud, i Bizantini mantennero fino al 595 i loro presidi presso la Marsica, Ortona e Crecchio.
Con la caduta di Venafrum e delle aree interne del Molise nel 595, i Longobardi ebbero la meglio sulla linea difensiva della via Tiburtina Valeria, dilagando negli altopiani abruzzesi, e presto vennero meno le regioni della Marsica e della Conca aquilana, con le città di Amiternum, Aufinum, Aveia, Alba Fucens, Peltuinum, Marruvium, Carsioli e Castrum Caelene devastate dai metodi di conquista brutali e immediati. Nel mentre, anche i Longobardi provenienti dal Ducato di Spoleto consolidarono le loro conquiste nei territori a nord di Aternum: Hadria, Angulum e Lauretum. La conquista longobarda fu portata a termine con una progressiva penetrazione, prima nel teramano a opera dei Germani del Ducato di Spoleto, e successivamente nell'aquilano e nel chietino, grazie all'avanzata dei Longobardi di Benevento, che aggirarono le difese bizantine della Conca Peligna lungo la Tiburtina e penetrarono da Pacentro attraverso Guado San Leonardo, conquistando Caramanico Terme, Roccamorice, Bolognano, Musellaro di Bolognano, San Valentino in Abruzzo Citeriore e tutta la valle dell'Orta, per ricongiungersi infine nella Val Pescara presso Pagus Fabianus con i Longobardi di Spoleto, provenienti dalla via Claudia Nova. I barbari si attestarono anche nell'interno del chietino e nella vallata della Maiella orientale, dove se ne riscontrano ancora molti toponimi. Tracce dell'insediamento longobardo sono state inoltre rilevate a Caramanico, Bolognano, Musellaro, Roccamorice, San Valentino, Manoppello, Serramonacesca, Tocco da Casauria, Scafa, Pescosansonesco, Rosciano (Piano della Fara), Civitaquana (colle Scurcola), Alanno (colle della Sala) e Spoltore. Gli eserciti longobardi si attestarono dunque sul versante orientale della Maiella, fronteggiando i Bizantini di Anxanum, Crecchio, Canosa Sannita, Vacri, Bucchianico e Teate. Sul versante settentrionale della montagna, gli invasori consolidarono le loro posizioni su entrambe le rive del fiume Pescara. Il processo di occupazione del territorio fu però lento, dilatandosi per decenni, e la costa teatina, Aternum compresa, restò ancora per diverso tempo sotto il controllo bizantino. Nei centri conquistati dai Germani si avviò un progressivo stravolgimento dell'assetto antico, come per esempio l'abbandono e la rovina di tutte le infrastrutture cittadine ancora superstiti e l'inserimento di sepolture in settori abbandonati del tessuto urbano, sia nelle aree interne come ad Amiternum e Marruvium, sia nell'Abruzzo adriatico, come a Castrum Truentinum, Castrum Novum, Pinna, Interamnia e Teate.
Restarono ai Romani d'Oriente i presidi lungo la costa: Aternum, Ortona, Vicus Veneris e Histonium, che continuarono a resistere fino alla metà del VII secolo, conservando generalmente un assetto ancora in qualche modo ispirato a quello antico, pur in presenza di consistenti fenomeni di ristrutturazione. Aternum cadde, infine, negli ultimi anni del VI secolo, ma l'insediamento resterà conteso tra i Bizantini dell'esarcato di Ravenna e i Longobardi fino alla metà del VII secolo. L'occupazione della costa teatina si concluse definitivamente solo in seguito alla fallita impresa bellica del 663 dell'imperatore Costante II, il quale, dopo essere sbarcato in Italia e aver espugnato Barium, decise di attaccare il Ducato di Benevento (in quel momento sguarnito, in quanto il duca Grimoaldo, divenuto re dei Longobardi, si era recato a Ticinum con il suo esercito per prendere possesso del regno e per difenderlo da una contestuale invasione franca da nord, facendo duca di Benevento suo figlio Romualdo). Grimoaldo, respinti i Franchi, accorse dal nord con il suo esercito di circa trentamila uomini, con cui sconfisse i Romani e impedì all'imperatore Costante II la sicura conquista di tutto il ducato. Questa circostanza fece sì che, al ritorno della vittoriosa spedizione contro l'imperatore, il re longobardo espugnasse quasi senza combattere le varie enclavi bizantine lungo la costa teatina. I Longobardi procedettero quindi a una rioccupazione sistematica di quelli che erano stati i capisaldi della presenza bizantina sul territorio, e divisero la regione abruzzese in sette gastaldati: Marsica, Valva, Amiternum, Forcona, Aprutium, Pinna e Histonium.
Il dominio dei barbari fu molto duro, animato da spirito di conquista e saccheggio, come testimoniato da tracce archeologiche di un grande incendio in città in seguito alla sua caduta e come narrato nella Passio (cioè la leggenda del martirio) di Cetteo di Amiterno: Aternum fu affidata al governo di due soldati longobardi, Alais (o Alagiso) e Umblo (o Umblone), che la vessarono con soprusi e omicidi; a loro, infatti, è attribuito l'assassinio di Cetteo, patrono di Pescara e vescovo dell'allora cittadina: accusato dai Longobardi, di fede ariana, di essere complice di un complotto dei Bizantini niceni volto alla riconquista di Aternum, egli fu fatto precipitare dal ponte marmoreo con una pietra legata al collo il 13 giugno 597. Si hanno scarsissime notizie dei secoli successivi in cui l'insediamento, notevolmente spopolato e con tutte le infrastrutture urbane in rovina, visse un periodo di grande decadenza come la maggior parte delle città della regione e come suggerito da alcune evidenze archeologiche che hanno dimostrato un ritorno a capanne e case in legno e argilla cruda, e l'abbandono di ampie porzioni del centro abitato.

## Storia medievale

L'Italia nell'anno mille

### Il nuovo nome
Passato dal territorio del Ducato di Benevento a quello del Ducato di Spoleto nell'anno 801, in seguito alle invasioni carolinge del territorio chietino, intorno all'anno 1000 il fiume Aternum viene chiamato Piscarius e il borgo fluviale riemerge dall'oblio, con i primi rinvenimenti di nuove costruzioni in muratura: come già avvenuto in passato, la cittadina seguì la nomenclatura del fiume e a sua volta cambiò nome diventando Piscaria (toponimo di probabili origini antiche), risultando tra le pertinenze dell'abbazia di Montecassino. Questo toponimo sostituì il vecchio nome gradualmente prima tra i locali e poi anche negli atti ufficiali e designava un sito particolare: un luogo adatto alla pesca e comunque ricco di pesci, un mercato del pesce o il luogo di esazione dei diritti di pesca
. Secondo un'altra teoria il nome del fiume Pescara, le cui sorgenti sono all'interno di quattro caverne del massiccio del Gran Sasso in corrispondenza delle Gole di Popoli e che dà il nome all'insediamento, trarrebbe la sua denominazione dall'antico termine osco-umbro pesco, presente in molti toponimi in regione (Pescocostanzo, Pescosansonesco, Pescasseroli...) il cui significato è quello di roccia o altura. A ogni modo il nome Piscaria è attestato in epoca tardoantica, come già testimoniato da Paolo Diacono, che si riferisce come tale al basso corso del fiume Aterno; il nome Piscaria, con cui probabilmente a livello popolare la città era nota da tempo prese lentamente piede, finché nel XIII secolo il nome Aternum comparirà solo in documenti cancellereschi, per poi perdersi del tutto. Un altro insediamento, citato tra i possedimenti dell'abbazia di Montecassino, fu la Curtis de Gozzano, localizzata nella zona pianeggiante del quartiere Zanni e in relazione con l'abitato del Colle del Telegrafo.

### Le prime attestazioni storiche diPiscaria
L'insediamento, pur distrutto e ricostruito più volte, rivestì sempre grande rilievo per la sua posizione strategica e per le sue robuste difese militari bizantine risalenti alla Guerra gotica. Nel 1059 la pieve dei santi Legonziano e Domiziano, insieme con una porzione della città di Aterno con il suo porto, risultano possedimenti della diocesi di Chieti, che come si legge in una bolla di conferma dei privilegi vescovili inviata dal papa Niccolò II al nuovo vescovo chietino Attone, confermava il diritto a una porzione dei proventi del porto, diritto già donato alla diocesi teatina nel 1045 dal conte normanno Roberto I di Loritello. Nel 1090 vi risiede (e vi morirà il 18 di agosto) il conte normanno Drogone (detto Tasso, Tassio, Tassone o Tascione), fratello di Roberto I, con il quale dopo il 1060 aveva iniziato la conquista normanna dell'Abruzzo adriatico: ciò farebbe pensare che la città fosse sede della contea insieme con Loreto Aprutino. Alla fine del secolo, i Normanni si espansero dall'area adriatica dell'Apulia verso nord, fino a conquistare vasti territori abruzzesi allora appartenenti alla Marca fermana, una suddivisione del Ducato di Spoleto (ormai in orbita pontificia). Nel 1081 papa Gregorio VII e il condottiero normanno Roberto il Guiscardo sancirono tramite l'Accordo di Ceprano la fissazione del nuovo confine tra la Marca fermana e il neocostituito Ducato di Puglia e Calabria sul fiume Tronto, anche se ai Normanni occorreranno altri sessant'anni per portare a compimento la conquista della regione ai danni dei Longobardi (l'Abruzzo infatti, pur essendo stato conquistato dai Franchi carolingi nel 774 e inserito nella marca fermana intorno all'anno 1000, non venne colonizzato da quest'ultimi, ma conservava invece per lo più intatta la struttura gerarchica e sociale longobarda, che semplicemente si sottomise ai nuovi padroni del territorio). Tale confine sarà destinato ad avere una lunga vita, perdurando da quasi mille anni e separando le Marche dall'Abruzzo. Nel 1095 Roberto I di Loritello, divenuto comes comitorum (conte dei conti) dei normanni, concede al vescovo teatino Rainolfo una serie di possedimenti che lui stesso gli aveva sottratto e, nel documento, Piscaria appare ricca di chiese: quella del san Salvatore, la già citata pieve dei santi Legonziano e Domiziano (ubicata ai piedi della città e presso la porta che si affaccia sul mare, nella zona corrispondente a piazza Unione), e le altre chiese di san Tommaso Apostolo (da cui la pieve precedente dipendeva), san Nicola e santa Gerusalemme, i cui basamenti sono stati rinvenuti tra il 1990 e il 1992 di fronte alla cattedrale di San Cetteo.

### La conquista normanna
Nell'anno 1140, dopo diversi decenni di penetrazione e consolidamento della presenza normanna in regione, Pescara fu definitivamente conquistata insieme al resto dell'Abruzzo dal re normanno Ruggero II, venendo annessa al nascente Regno di Sicilia, e ne seguirà le sorti per i successivi settecento anni. Fu Ruggero stesso a far eseguire diverse opere in città, tra le quali la ricostruzione delle mura bizantine, ormai in più punti trasformate in abitazioni e il restauro e potenziamento del porto, e a ricordo di questi lavori fu posta una lapide ancora leggibile nel XVI secolo e andata poi perduta, “Rogerius Dei Gratia Rex Fecit". A testimonianza della bontà di tali lavori, una flotta bizantina nel 1155 fece tappa ad Aternum: la flotta trasportava emissari dell'imperatore Manuele I Comneno intenzionati a trattare un'alleanza con il conte Roberto III di Loritello, in aperta ribellione contro il re Guglielmo I di Sicilia. Gli anni successivi furono però caratterizzati dal progressivo approfondirsi della crisi dell'insediamento e dalle molteplici devastazioni causate sia dalle frequenti inondazioni del fiume (la cui falda acquifera, innalzandosi, provocò l'impaludamento di gran parte dell'abitato e l'esplosione della malaria, nonché l'insabbiamento definitivo delle strutture portuali antiche, spostando la foce del fiume di una decina di metri a nord rispetto alla foce di età antica) che da attacchi da parte di eserciti dei signorotti locali o delle grandi potenze del tempo, come accadde nel 1209 durante la campagna in Italia dell'imperatore Ottone IV, che la conquista e la incendia nel suo tentativo di sottomettere il Regno di Sicilia al Sacro romano impero. Furono anni molto difficili, caratterizzati da rovine, distruzioni e scorrerie, nel quale le infelici sorti della cittadina furono dettate dal continuo succedersi di nuovi padroni del territorio. Nel frattempo nel 1273 il re Carlo I d'Angiò, promulgando il diploma di Alife, divise il giustizierato d'Abruzzo, ritenuto troppo esteso per essere ben governato, nelle due regioni di Aprutium citra flumen Piscariae e Aprutium ultra flumen Piscariae, con Piscaria ricadente nella prima; molte delle città sveve, come l'antica capitale del giustizierato Sulmona, persero il loro ruolo centrale nel regno in favore di città minori o antichi capoluoghi decaduti come L'Aquila e Chieti, che restarono in quel periodo gli unici centri abitati dotati di peso politico o attività finanziarie, economiche e culturali di rilievo. Nel periodo successivo alla seconda metà del XIII secolo, e in misura sempre maggiore durante gli anni della crisi del XIV secolo, la città andrà incontro a un progressivo spopolamento, testimoniato dall'abbandono e la rovina della maggior parte dei centri di culto. La difficile situazione della cittadina è testimoniata anche dall'esenzione totale da ogni imposizione fiscale che la regina Giovanna I fu costretta a concedere, tra gli altri motivi, «propter aeris epithimiam» (per l'aria malarica), agli ultimi abitanti della città nel 1342, nel 1349 (nel periodo di maggior intensità della peste nera) e ancora nel 1384 il suo successore Carlo III di Napoli. Fra i numerosi signori che si avvicendarono a Pescara in questo periodo, vi furono Rainaldo Orsini, Luigi di Savoia e Francesco del Borgo, detto Cecco del Cozzo, vicario di Ladislao I di Napoli, che nel 1409 fece ricostruire il castello e la torre di origini romane a guardia del ponte, ricordato come uomo saggio e virtuoso. Sarà proprio Francesco del Borgo il primo marchese di Pescara, diventando il primo nel regno ad assumere il titolo di marchese nel 1403.

## Storia moderna

Stemma del marchesato di Pescara

### I D'Avalos-D'Aquino
Il XV secolo è caratterizzato dal dominio del territorio dei D'Avalos-D'Aquino, che terranno il marchesato di Pescara sino all'eversione della feudalità, pur se con diverse interruzioni.

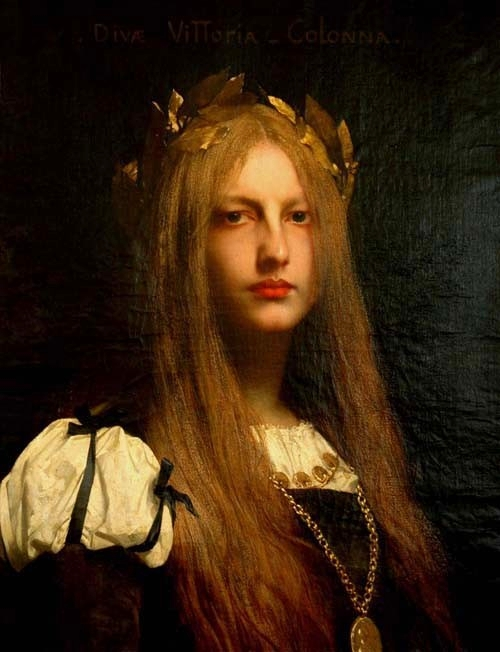
Vittoria Colonna, marchesa di Pescara, in un dipinto di Jules Lefèvre

Il 4 gennaio 1424 morì in città il condottiero Giacomo Attendolo, nel tentativo di attraversare il fiume Pescara: si stava recando con il suo esercito, dopo averlo radunato ad Ortona, in soccorso della città dell'Aquila assediata dagli Aragonesi guidati da Braccio da Montone, e impossibilitato ad attraversare la città di Pescara, anch'essa occupata da truppe aragonesi, tentò l'attraversamento del fiume nel tratto tra la città e il mare ma vi trovò la morte a causa dell'impeto dei venti e delle onde. Nel 1435 e nel 1439 la città, nuovamente schieratasi in orbita aragonese, fu conquistata dal capitano di ventura napoletano al servizio degli Angioini Giacomo Caldora, protagonista di scorrerie e saccheggi in tutta la regione, durante la guerra di successione tra Alfonso V d'Aragona e Renato d'Angiò scoppiata in seguito alla morte senza eredi della regina Giovanna II di Napoli e che diede l'avvio alla dinastia aragonese di Napoli. Alfonso V riconquisterà Pescara nel 1442 al termine del conflitto, istituendo in quel territorio l'universitas (ente comunale del Regno di Napoli) di Pescara nel 1443. Subì in seguito gli attacchi e le razzie dei Veneziani, che dopo aver distrutto l'antico porto di Atri la assaltarono una prima volta nel 1447 e successivamente nel 1482, quando ottocento stradioti della cavalleria leggera espugnarono il castello durante gli eventi della Guerra di Ferrara.
Nel 1453, dopo essere stata per molti anni feudo esclusivo dei d'Aquino, fu infeudata a Innico I d'Avalos in virtù del suo matrimonio con Antonella d'Aquino. Non disponendo il territorio pescarese delle allodialità necessarie per la battitura della moneta, i due coniugi coniarono monete in oro, argento e rame a Rocca San Giovanni, col titolo di marchesi di Pescara.
La crescente importanza del porto di Pescara a scapito di quello di San Vito chietino, tradizionale scalo della fiera di Lanciano, dirottò gli interessi della corte a Pescara, consentendo ai Lercaro e agli Spinola di estrarre olio dal porto pescarese. Nel 1503, in seguito agli eventi della Guerra d'Italia del 1499-1504, gli Spagnoli conquistarono il Regno di Napoli, ponendovi a capo dei viceré di loro fiducia e occupando tutti i posti di comando; sempre in quel periodo, nel 1509, Vittoria Colonna acquisisce il titolo di marchesa di Pescara, sposando Fernando Francesco d'Avalos, che nel 1525, alla guida di millecinquecento archibugieri italo-spagnoli, sarà uno dei protagonisti della vittoriosa Battaglia di Pavia combattuta contro i Francesi guidati dal re Francesco I di Francia in persona, imprigionato in seguito agli scontri.
Nel 1528, nel contesto della Guerra della Lega di Cognac, Pescara fu espugnata da Odet de Foix, visconte di Lautrec e maresciallo di Francia durante la sua avanzata verso Napoli voluta da Francesco I: gli stati italiani infatti, nel timore di un'eccessiva egemonia asburgica in seguito alla catastrofica sconfitta dei francesi a Pavia, si avvicinarono al re Francesco I che, ottenuta la libertà dopo la cattività di Madrid, dichiarò nulla la pace stipulata con Carlo V. Nel 1526 papa Clemente VII della famiglia de Medici, anch'egli allarmato per la grande ascesa della potenza di Carlo V, si fa dunque promotore della Lega di Cognac, assieme a Francesco I di Francia, la Repubblica di Venezia, la Repubblica di Firenze e altri stati italiani minori. Per la presenza del papa tra gli accordati fu chiamata anche "Seconda lega santa".
La lega venne stipulata il 22 maggio 1526 e fu completata l'anno successivo da Enrico VIII d'Inghilterra, che si impegnò alla neutralità.
Questa coalizione vedeva come maggiori interessati il doge di Venezia e il papa, che sollecitavano spesso il re di Francia a inviare rinforzi bellici. Una volta conquistata Pescara, Odet de Foix cinse d'assedio Napoli nell'estate del 1528, ma vi trovò la morte a causa di un'epidemia di peste da lui stesso provocata.
Con il prolungarsi del conflitto le comuni difficoltà finanziarie dei contendenti e il minaccioso incalzare degli Ottomani, giunti vittoriosi fino in Ungheria e ormai prossimi ad attaccare i possedimenti asburgici nel centro Europa, costrinsero Carlo V, re di Spagna e imperatore del Sacro Romano Impero, a firmare un accordo, la pace di Cambrai, che, sebbene fosse per i francesi meno svantaggioso del precedente sanciva la fine di ogni loro pretesa nei territori italiani. I D'Avalos si riappropriarono infine del marchesato di Pescara, mentre nel contesto nazionale la Spagna ribadiva definitivamente il suo dominio sull'Italia, delle cui sorti Carlo V diviene unico e incontrastato arbitro.

### La dominazione spagnola e la fortezza

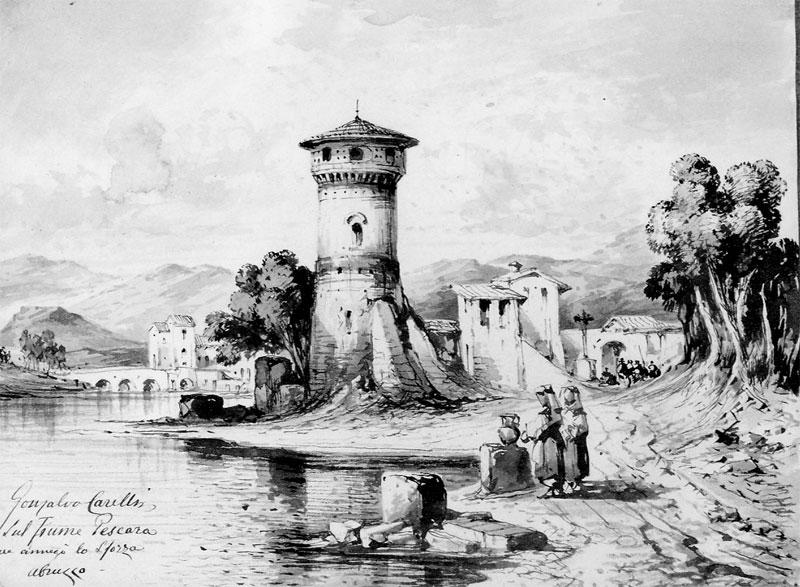
Ricostruzione di Consalvo Carelli di Pescara nel 1424

Una documento del 1530, conservato nell'archivio generale di Simancas, parla di Pescara come un villaggio semi abbandonato, descrivendo l'ormai compiuto collasso dell'abitato medievale, in cui restavano attive solo le strutture strettamente correlate ai traffici commerciali del porto:
Nell'insediamento esisteva anche la doganella delle pecore, in zona Rampigna, testimone del passaggio in città del tratturello Frisa-Rocca di Roseto, posta presso il ponte di legno costruito sulle fondamenta di quello romano di Aternum, le cui colonne saranno rappresentate nelle mappe cittadine fino al loro crollo nel XVIII secolo.

È di quel periodo l'offerta di dodicimila ducati da parte della nobiltà chietina a Carlo V per riottenere il feudo, che egli però respinse reintegrando a Pescara i d'Avalos di Vasto. Fu grazie a una certa stabilizzazione del potere politico nel Regno di Napoli che comincerà presto un nuovo e fiorente periodo della storia della città, soprattutto grazie alla sua posizione strategica: per volere di Carlo V d'Asburgo tra il 1510 e 1557, in varie fasi, fu eretta a cavallo tra le due sponde del fiume Pescara la fortezza, su progetto di Gian Tommaso Scala, a forma di pentagono irregolare con sette bastioni ai vertici, presidiata da una guarnigione ridotta allo scopo di creare un luogo fortificato di concentramento di truppe in caso di guerra. Pedro Alvarez de Toledo, viceré di Napoli per Filippo II di Spagna, diede ulteriore impulso al piano voluto da Carlo V anche a causa delle crescenti ostilità con Papa Paolo IV, e si dedicò ad accrescere le difese marittime e terrestri del regno e della cittadina attraverso la realizzazione del sistema difensivo delle torri costiere, e proseguendo i lavori della grande fortezza pescarese, parte di esso. 

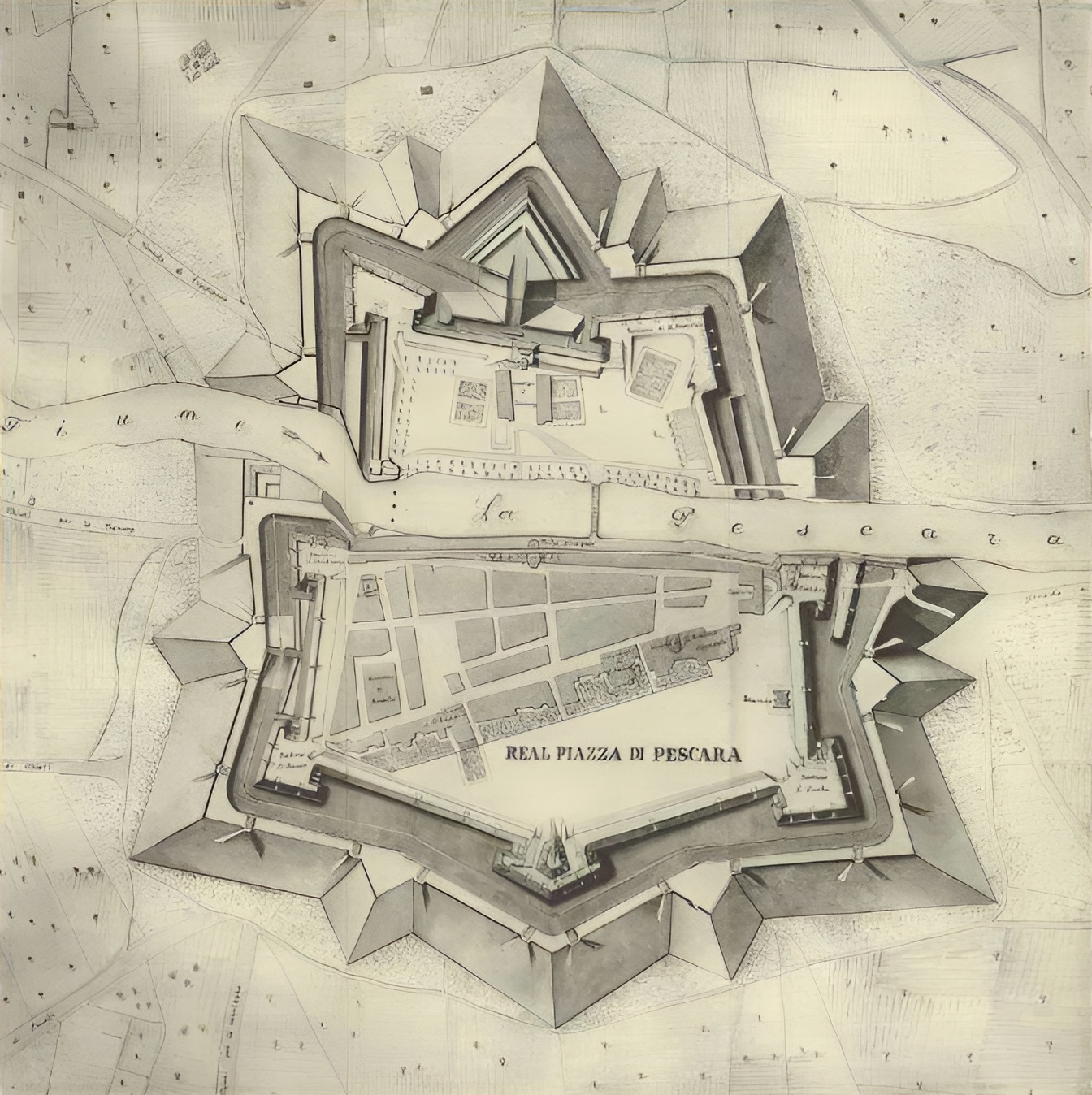
La fortezza di Pescara agli inizi del XIX secolo

In un documento di Pedro Afán de Ribera duca d'Alcalà del 1560 si cita Pescara con duecento fuochi (circa mille abitanti), principalmente forestieri e con cinquanta famiglie che possedevano case e vigne; la maggior parte degli uomini erano usati come braccianti o forza lavoro per la costruzione del forte, e in una nuova relazione del 1566 di Ferrante Loffredo, marchese di Trevico, la fortezza di Pescara veniva descritta come quasi completata. Le carte geografiche dell'epoca, che riportano ancora la presenza dell'edificio circolare di Santa Gerusalemme, testimoniano quantomeno la sopravvivenza dell'antico edificio di culto, di cui le ultime attestazioni storiche risalivano al XII secolo.
Di questa imponente struttura, che ospitava in base alle esigenze dai cento ai settecento militari, resta in piedi solamente la caserma borbonica con annesso il carcere (detto "bagno" in quanto, durante le frequenti alluvioni, molte celle venivano invase dalle acque, spesso causando la morte degli occupanti), sede del Museo delle genti d'Abruzzo; è sopravvissuto al passaggio del tempo anche un registro contabile della metà del secolo appartenuto al portulano (il guardiano del porto, incaricato di sovrintendere al traffico delle merci e all'imposizione dei dazi, e nell'Italia meridionale anche ufficiale preposto alla manutenzione delle strade, all'edilizia e alla distribuzione delle acque) di Pescara, tal Bonfiglio, che contabilizzava le merci nell'ambito della fortezza.

### L'assalto ottomano

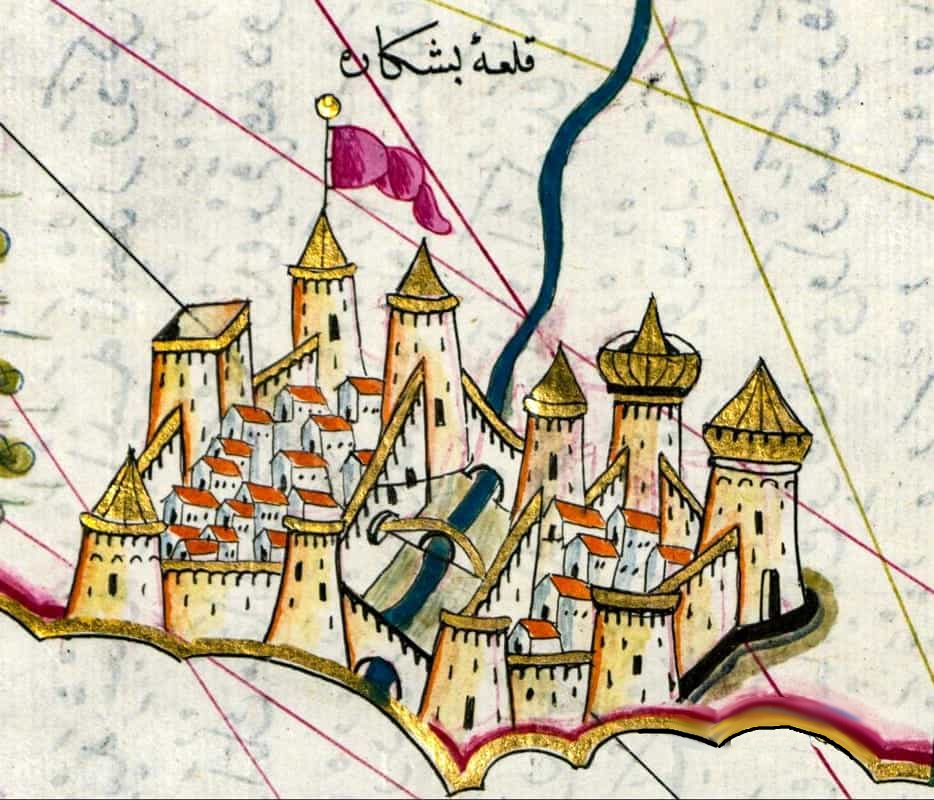
La fortezza in una mappa del 1525 di Piri Reìs

A causa dell'Alleanza franco-ottomana del 1536, che ebbe come effetto anche quello di riportare i corsari musulmani sulle coste italiane, nel 1566 la fortezza fu oggetto di un assalto portato dalla flotta ottomana di centocinque galee e settemila uomini dell'ammiraglio Piyale Paşa, capitan pascià (Kapudanpaşa) della flotta agli ordini del sultano Solimano il Magnifico. La fortezza tuttavia non fu presa, anche per il decisivo contributo del condottiero Giovan Girolamo Acquaviva duca di Atri, il quale organizzò la resistenza del forte e respinse gli attacchi dispiegando un fuoco di sbarramento dal bastione principale con tutte le artiglierie disponibili, dissuadendo l'ammiraglio di origini slave dal perseverare nell'attacco e costringendo gli aggressori alla fuga. Secondo alcuni storici invece non vi fu un vero e proprio assedio, ma vi sarebbe stato solo uno scontro minore con alcuni esploratori della flotta ottomana, i quali avendo constatato la robustezza delle difese cittadine si sarebbero quindi ritirati dissuadendo l'ammiraglio dal proseguire l'attacco. Ad ogni modo, questi si accanirono quindi contro Francavilla al Mare, Ripa Teatina, Ortona, San Vito Chietino, Vasto, Casalbordino, Serracapriola, Guglionesi e Termoli, che subirono distruzioni, deportazioni e saccheggi. Tuttavia l'ammiraglio ottomano non conseguì l'obiettivo strategico della spedizione, ovvero la conquista delle Isole Tremiti e del santuario di Santa Maria a Mare, anche a causa della tenace resistenza di Pescara. A tal proposito, Giovanni Andrea Tria, riferendo di quanto riportato da Tommaso Costo nella Istoria del Regno di Napoli, così scrive:
(Giovanni Andrea Tria, Memorie Storiche)
La protezione offerta dalle imponenti mura, che si continuarono a costruire e perfezionare per tutto il XVII secolo, offrì a molti la possibilità di vivere e commerciare e più tardi la città acquisì anche il diritto a ospitare una fiera franca, a danno della declinante fiera di Lanciano, con tutti i vantaggi derivanti dal fatto di potere attirare i mercanti. Si ebbe così un ripopolamento della riva destra del fiume, ma anche lo sviluppo della riva sinistra, già allora nota come Castellammare, dove i D'Avalos misero a cultura nuove terre e strinsero rapporti di lavoro con numerosi nuovi coloni. La cittadina fu però, insieme ai molti centri abruzzesi, colpita dalla grande epidemia della peste del 1656, che sebbene in Abruzzo fu più lieve che in altre regioni del regno (anche grazie a diversi casi di efficiente prevenzione e controllo del territorio, come avvenuto a Sulmona e Città Sant'Angelo, che scamparono l'epidemia), provocò lutti e devastazioni in tutte le città poste sulle linee di comunicazione tra la Campania e i confini settentrionali del regno, con i fuggitivi napoletani che di fatto diffusero l'epidemia in tutto il regno meridionale, con un tasso di mortalità in regione del 30%. In quegli anni venne edificata sui colli castellammaresi la piccola cappella originaria della Madonna dei sette dolori, con il primo battesimo registrato il 26 novembre 1665. La cappella sarà però ufficialmente consacrata, e contestualmente ampliata nelle sue forme odierne, solo nel 1757.

### Periodo austriaco e conquista borbonica

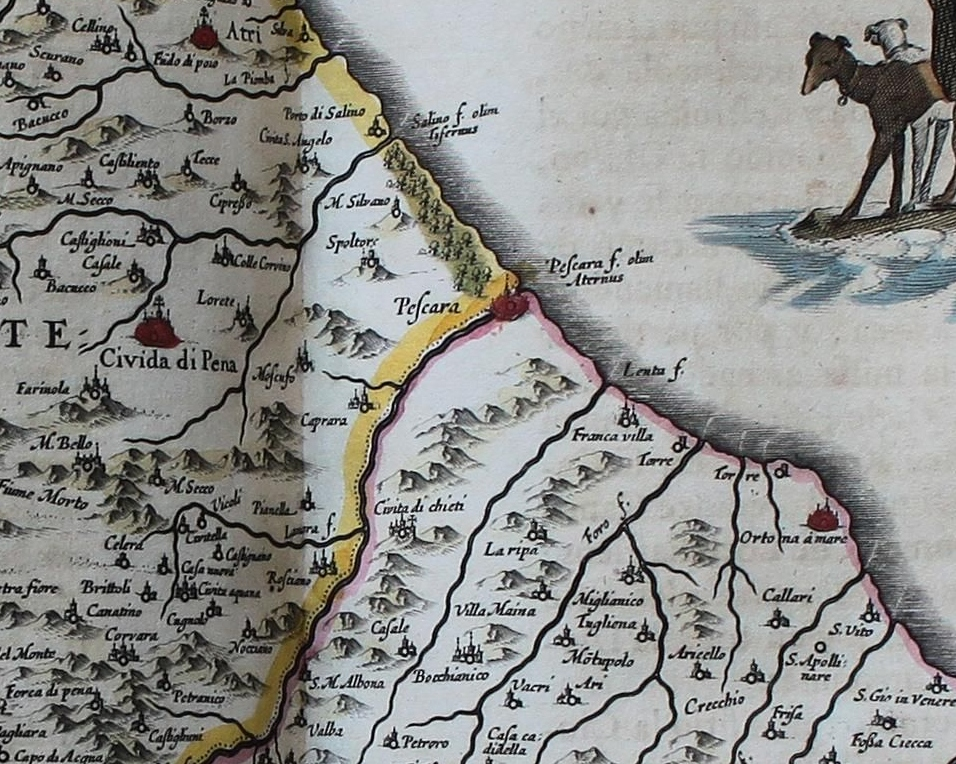
L'area pescarese in una cartina del 1659. Sono evidenziati i confini tra i due Abruzzi.

Agli inizi del XVIII secolo la cittadina contava circa tremila abitanti, e l'universitas di Pescara in quegli anni comprendeva anche Villa del Fuoco, Villa Fontanelle, Villa Castellammare (al tempo consistente solo di pochi e piccolissimi agglomerati sparsi tra i colli cittadini), Villa San Silvestro e altre zone che corrispondono al territorio del futuro comune: l'ente era governato da un camerlengo, e tale assetto amministrativo durò per tutto il Settecento.
Le battaglie per la conquista della Fortezza regia non erano terminate: in seguito alla morte senza eredi del re Carlo II di Spagna nell'anno 1700, scoppiò la Guerra di successione spagnola per il controllo del grande impero tra Filippo V di Spagna e Leopoldo I d'Asburgo, e la città fu attaccata e occupata dagli Austriaci guidati dal conte Wallis nel 1707; a difenderla c'era un altro Acquaviva duca di Atri, Giovan Girolamo II Acquaviva d'Aragona, che resistette eroicamente per due mesi prima di capitolare. Come sancito nel Trattato di Utrecht, il Regno di Napoli, e con esso la cittadella di Pescara, passarono quindi agli austriaci, ma già nel 1734, la fortezza viene nuovamente assediata dagli spagnoli di Carlo III di Borbone-Spagna durante la Conquista borbonica delle Due Sicilie, e dopo una cruenta battaglia cedette alle truppe comandate da Francesco Eboli, duca di Castropignano. Il regno borbonico in seguito ottenne un'effettiva autonomia dalla Spagna nel Trattato di Vienna del 1738, con il quale si concluse la Guerra di successione polacca. Nel 1751 iniziarono lavori di restauro dell'ormai fatiscente edificio di Santa Gerusalemme; questi lavori tuttavia vennero presto sospesi, per poi riprendere nel 1789 senza però operare un concreto recupero della struttura.

## Storia contemporanea

### Le guerre napoleoniche

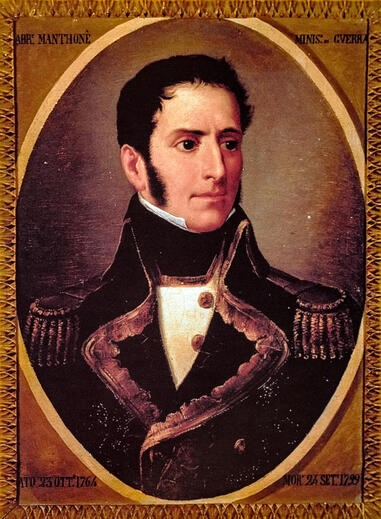
Gabriele Manthoné

Con l'avvento della Prima Repubblica francese e la seguente Guerra della Prima coalizione la fortezza di Pescara fu conquistata nel dicembre del 1798 alla fine della Campagna d'Italia di Napoleone Bonaparte, senza spargimento di sangue, dal generale Duhesme e inizia così la breve stagione della Repubblica Napolitana del 1799. Al suo arrivo a Pescara il generale aveva organizzato la sua legione nominandone a capo il cittadino Ettore Carafa conte di Ruvo, protagonista della Repubblica Napoletana assieme al pescarese Gabriele Manthoné, il quale nominato ministro del governo repubblicano di Napoli organizzò la resistenza alla reazione borbonica di quello stesso anno.

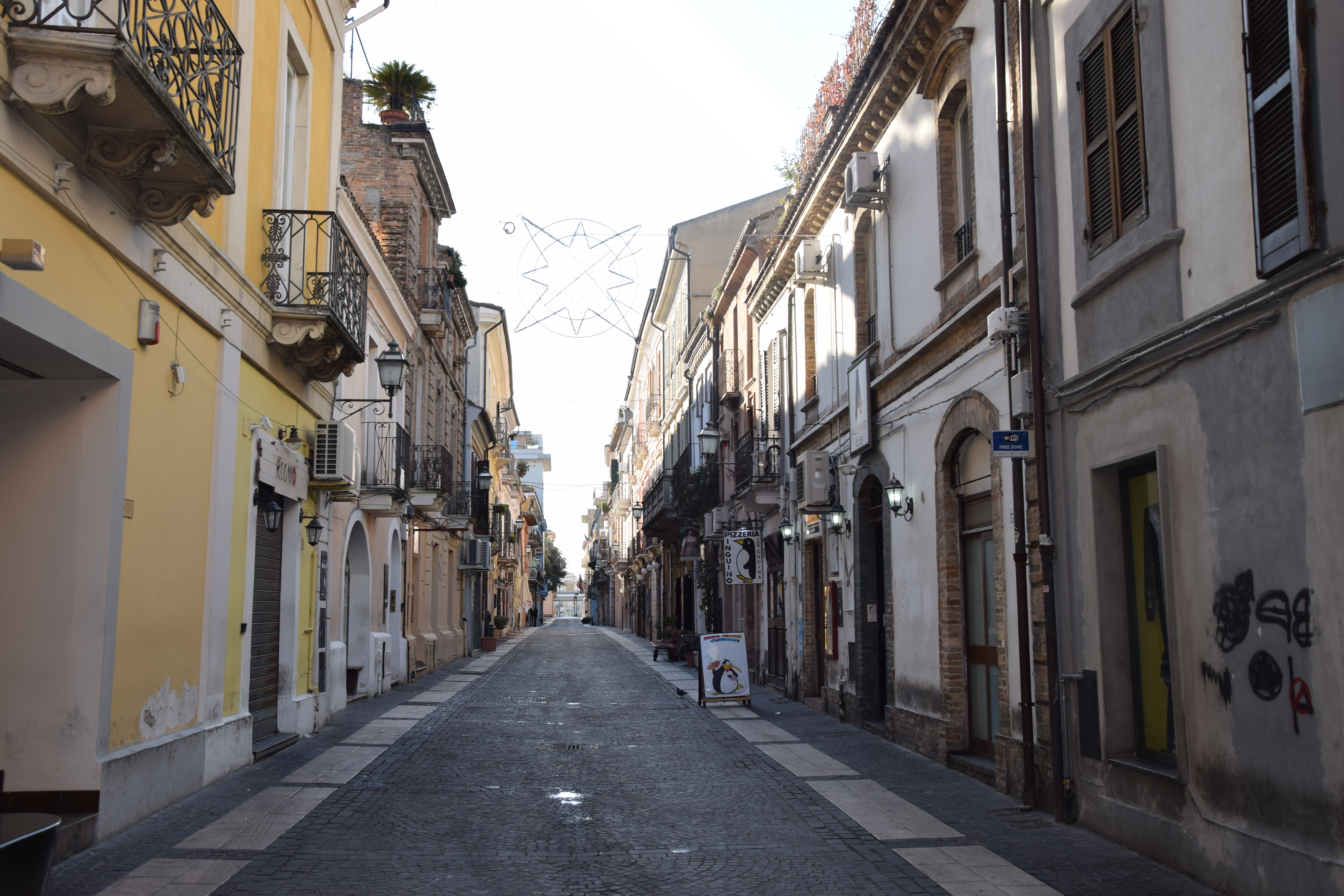
Corso Manthoné, la via principale del centro storico

La rivoluzione, anche a causa della scarsa partecipazione popolare, non ebbe gli esiti sperati e i repubblicani vennero presto sopraffatti dalle forze reazionare del cardinale Fabrizio Ruffo. L'ennesimo assedio alla fortezza pescarese difesa da Carafa, ultimo bastione in mano ai rivoluzionari in Abruzzo, fu vittoriosamente portato a termine dagli antigiacobini fedeli ai Borbone guidati dal capomassa abruzzese Giuseppe Pronio il 30 giugno 1799, agli ordini del cardinale Ruffo. Quando la fortezza capitolò non furono rispettate le condizioni di resa, e prima del suo arresto Carafa riuscì a far esplodere la polveriera, causando danni e incendi in città. Sia Carafa che Manthonè, tradotti a Napoli, vennero giustiziati nella piazza del Mercato, il primo il 4 settembre, decapitato in quanto nobile, e il secondo il 24 settembre 1799 per impiccagione.
Nei primi anni del XIX secolo, durante la Guerra della Seconda coalizione Pescara venne occupata nuovamente dai francesi nella seconda Campagna d'Italia, che la terranno fino alla restaurazione borbonica sancita dal Congresso di Vienna nel 1815, e costituì un importante bastione militare del regno di Giuseppe Bonaparte.

### La divisione della città

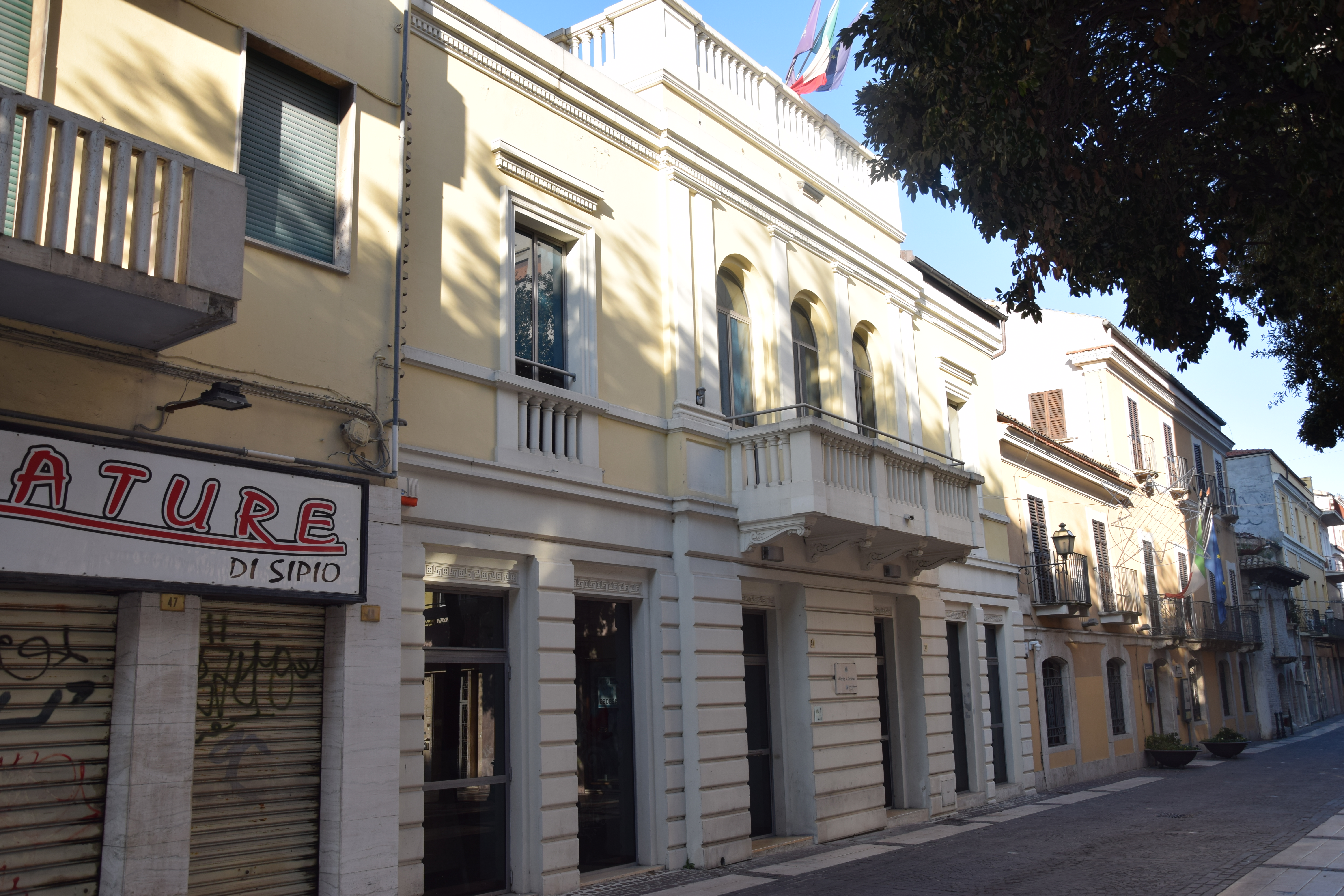
Ricostruzione moderna dell'edificio del Circolo Aternino, antica sede del comune di Pescara andata distrutta nel 1943

Nel 1807 Villa Castellammare, sulla sponda nord del fiume (che allora contava circa 1 500 abitanti), divenne un comune autonomo aggregato al distretto di Penne nell'Abruzzo Ulteriore separandosi dalla fortezza pescarese, che resterà invece nel distretto di Chieti dell'Abruzzo Citeriore.
La separazione fu conseguenza della riforma amministrativa del regno voluta da Giuseppe Bonaparte, che dopo la legge 132 dell'8 agosto 1806 "sulla divisione ed amministrazione delle province del Regno", con la successiva legge 211 del 18 ottobre 1806 ordinava l'abolizione delle universitates, sostituite dai comuni, la formazione dei decurionati e consigli provinciali e distrettuali e la sostituzione della figura del camerlengo con quella del sindaco.
La divisione fu subito problematica e causò una frattura storica tra le cittadine sulle due sponde del fiume, soprattutto perché il nuovo comune di Castellammare non intendeva farsi carico di nessuno dei debiti della vecchia amministrazione dell'universitas di Pescara; inoltre, si creò un problema di immagine per Pescara, che nella sua fortezza ospitava una intera guarnigione dell'esercito e che, allo stesso tempo, si vedeva comprimere il proprio ruolo a livello locale: la cittadina infatti non divenne subito un comune autonomo, ma dal 1807 al 1811 sarà aggregata all'allora governo di Francavilla. Per questi motivi le autorità cittadine di Pescara spingevano per la riunificazione delle due cittadine, tuttavia la comunicazione del ministero dell'Interno del Regno di Napoli del 17 gennaio 1810 negò tale possibilità, e costrinse i due centri trovare un accordo sulla ripartizione dei debiti (che arriverà solamente nel 1811, in seguito all'istituzione del comune di Pescara grazie alla legge nº 104 del 4 maggio 1811 "Decreto per la nuova circoscrizione delle quattordici provincie del Regno di Napoli"). La rivalità rimase però molto accesa, al punto che furono necessari interventi della guarnigione militare per evitare la degenerazione delle scaramucce in vere e proprie battaglie.
Le parti nemiche si esercitano assiduamente in offese e in rappresaglie, l'una osteggiando con tutte le forze il fiorire dell'altra. E poiché oggi è prima fonte di prosperità la mercatura, e poiché Pescara ha già molta dovizia d'industrie, i Castellammaresi da tempo mirano a trarre i mercanti su la loro riva con ogni sorta di astuzie e di allettamenti.
Ora, un vecchio ponte di legname cavalca il fiume su grossi battelli tutti incatramati e incatenati e trattenuti da ormeggi. Li odii tra i Pescaresi e i Castellamaresi cozzano su quelle tavole che si consumano sotto i laboriosi traffici cotidiani. E, come per di là le industrie cittadine si riversano su la provincia teramana e vi si spandono felicemente, oh con qual gioia la parte avversa taglierebbe i canapi e respingerebbe i sette rei battelli a naufragare!»
(Gabriele D'Annunzio, La guerra del ponte)

### Il Risorgimento

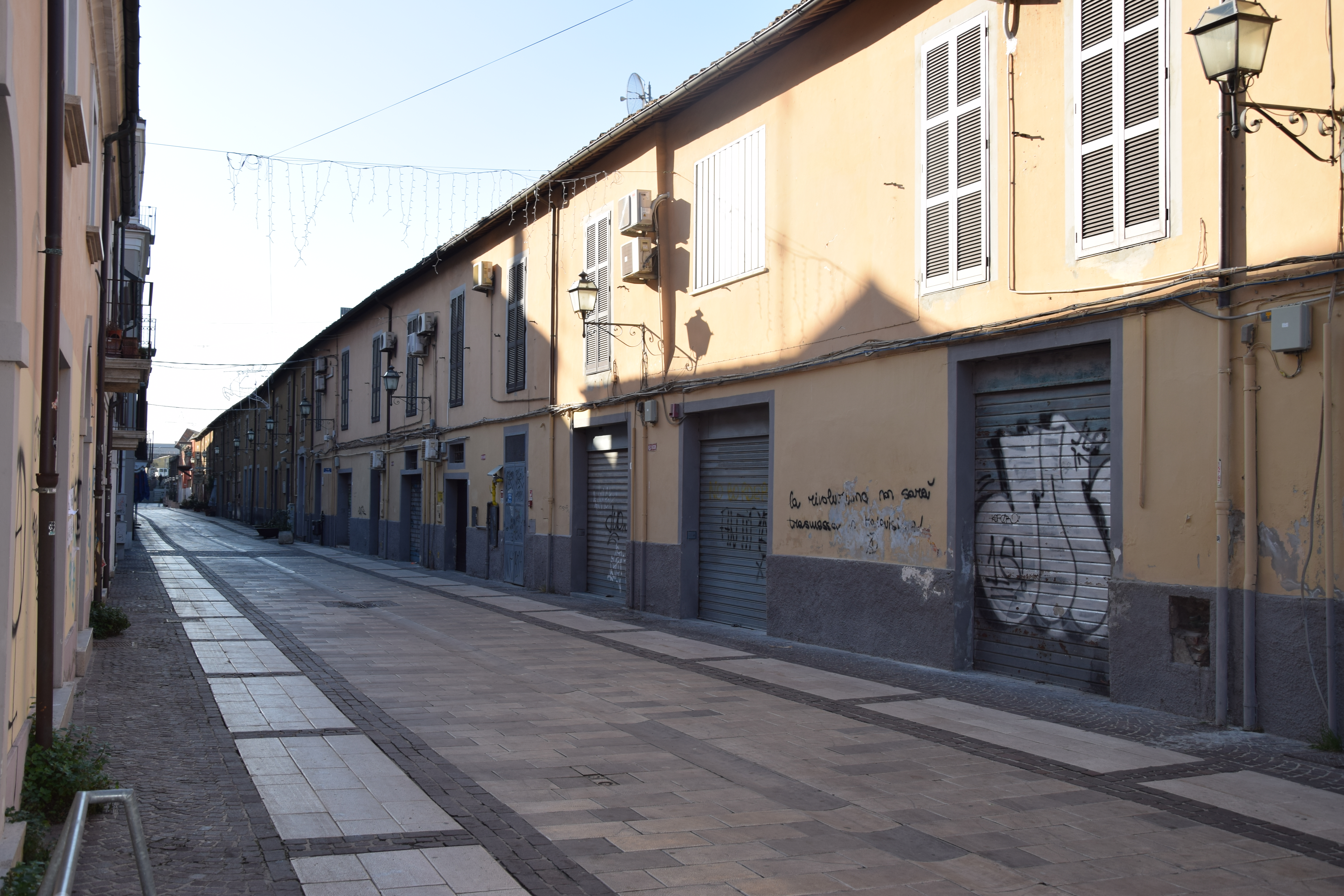
La struttura dell'ex carcere borbonico

Nel 1814 Pescara divenne obiettivo dei moti carbonari abruzzesi contro Gioacchino Murat, re di Napoli. La scelta di dare luogo all'insurrezione proprio a Pescara era dovuta all'intenzione dei rivoltosi sia di conquistare la fortezza, che aveva una grande importanza strategica, sia di conquistare il carcere per poter liberare i tanti patrioti ivi rinchiusi, tuttavia i carbonari ebbero successo solo a Città Sant'Angelo e in altri centri dell'area Vestina, e la rivolta venne presto stroncata.

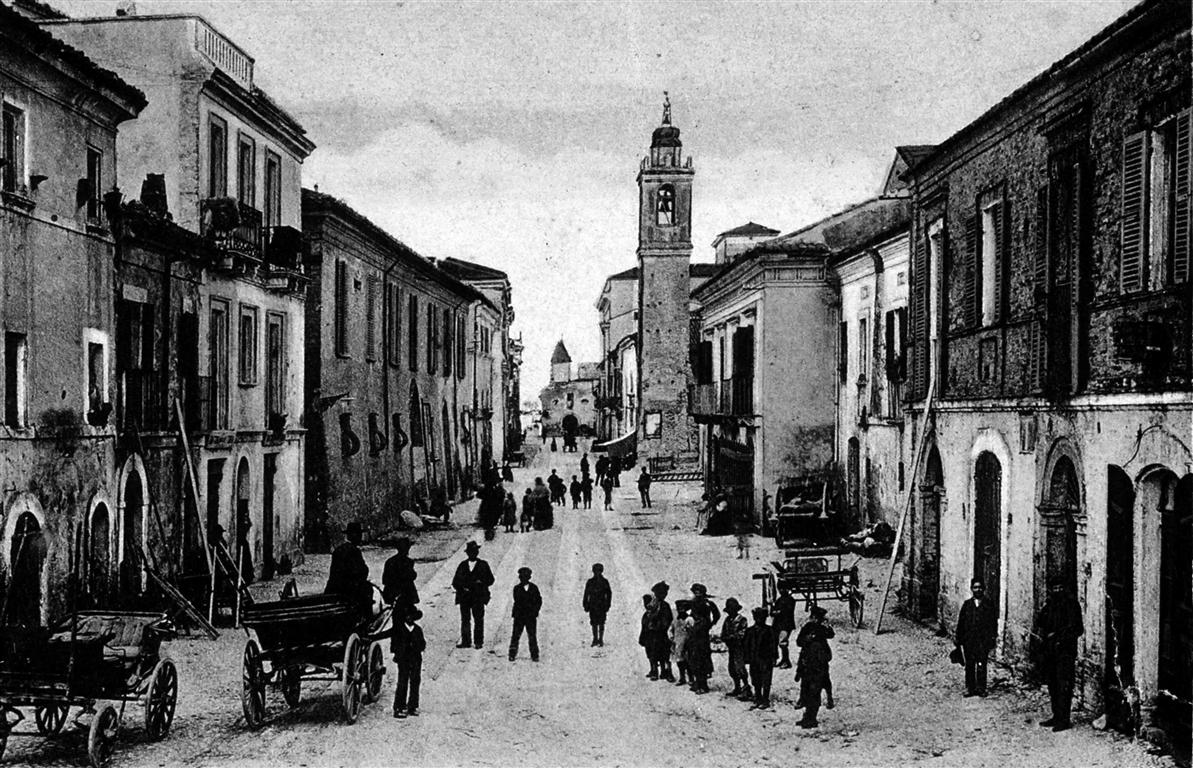
Pescara Vecchia nel primo Novecento

Alla caduta di Murat seguirono la Restaurazione e il ritorno dei Borbone alla guida del Regno di Napoli, che unito al Regno di Sicilia prese il nome di Regno delle Due Sicilie.
La fortezza, ritenuta all'epoca “Porta degli Abruzzi e chiave del Regno" (motto riportato anche nello stemma comunale), venne restaurata tra il 1820 e il 1840, e nel 1831 fu potenziato al piano terra della caserma di fanteria il carcere simbolo della repressione borbonica, nel quale languirono gli sfortunati compagni di Carlo Pisacane e altri patrioti meridionali, per lo più abruzzesi. Si trattava di un carcere tristemente famoso per le condizioni disumane con cui venivano trattati i detenuti: drammatica fu l'alluvione dell'ottobre del 1857 che investì il carcere causando la morte per annegamento degli internati. Nel 1858, l'anno precedente alla chiusura, il carcere ospitava settantacinque detenuti, e fu stimato che la mortalità media degli internati fosse del 40%. Tra coloro che furono rinchiusi in quello che veniva chiamato il "sepolcro dei vivi" fu anche Clemente de Caesaris, una figura centrale del risorgimento meridionale che, liberato per ordine di Giuseppe Garibaldi dal confino a Bovino, prese possesso nel 1860 della città e della fortezza convincendo alla resa la guarnigione per poi consegnarla, insieme al resto della regione, al nascente Regno d'Italia. Nel 1837 venne redatto un nuovo progetto per il recupero della chiesa di Santa Gerusalemme dal maggiore del genio Albino Majo, il cui disegno ha permesso la conoscenza approfondita del monumento, tuttavia anche quest'ultimo tentativo di recupero non si concretizzò.

### L'unificazione italiana

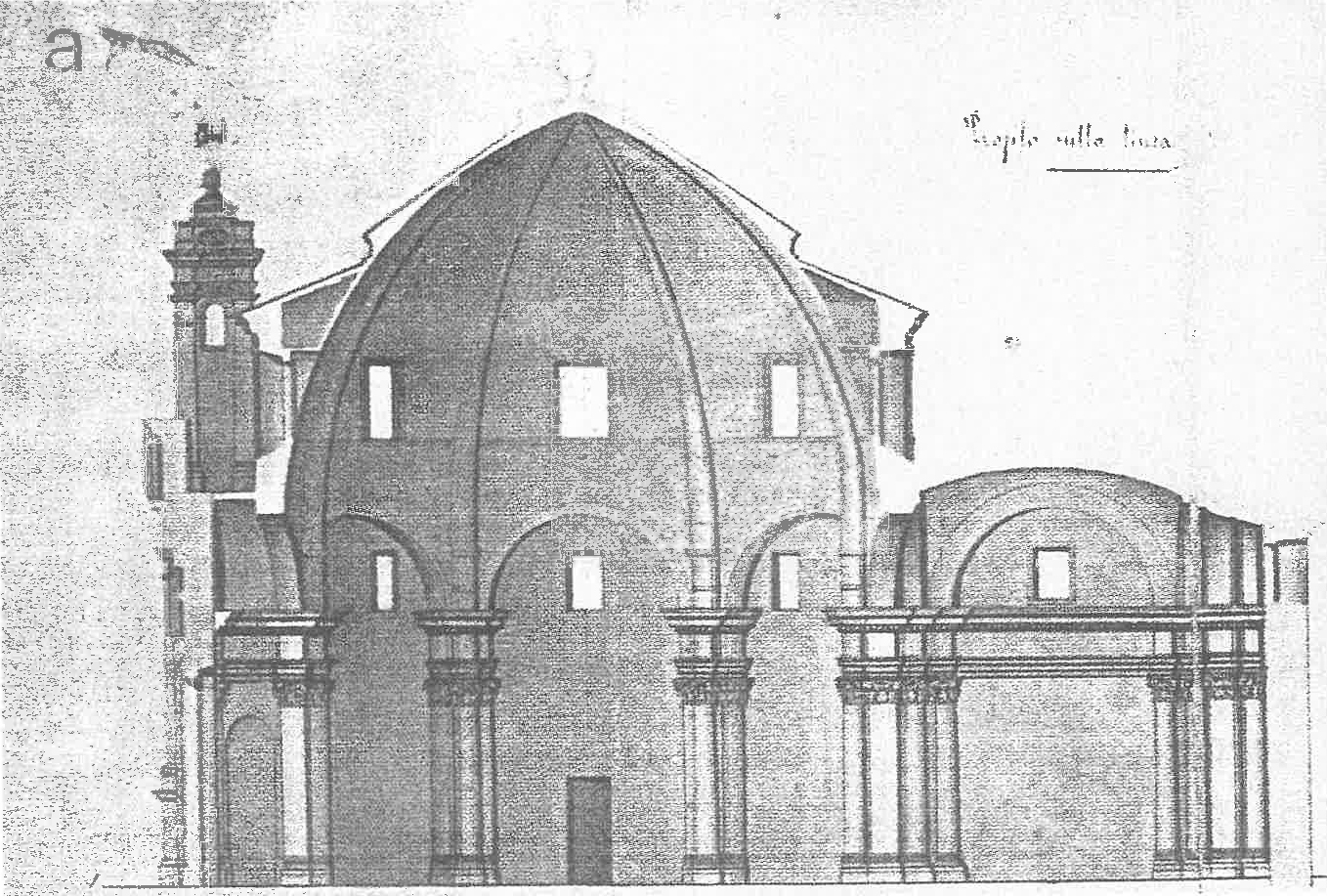
Sezione del progetto di recupero della chiesa di Santa Gerusalemme, da tempo nota anche come San Cetteo, del 1837

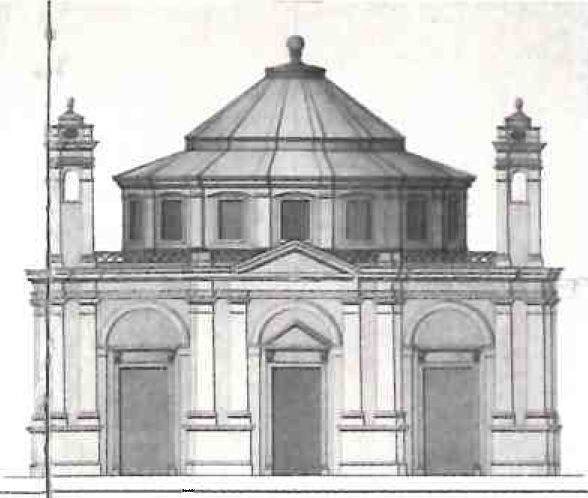
Prospetto frontrale del progetto di recupero di Santa Gerusalemme

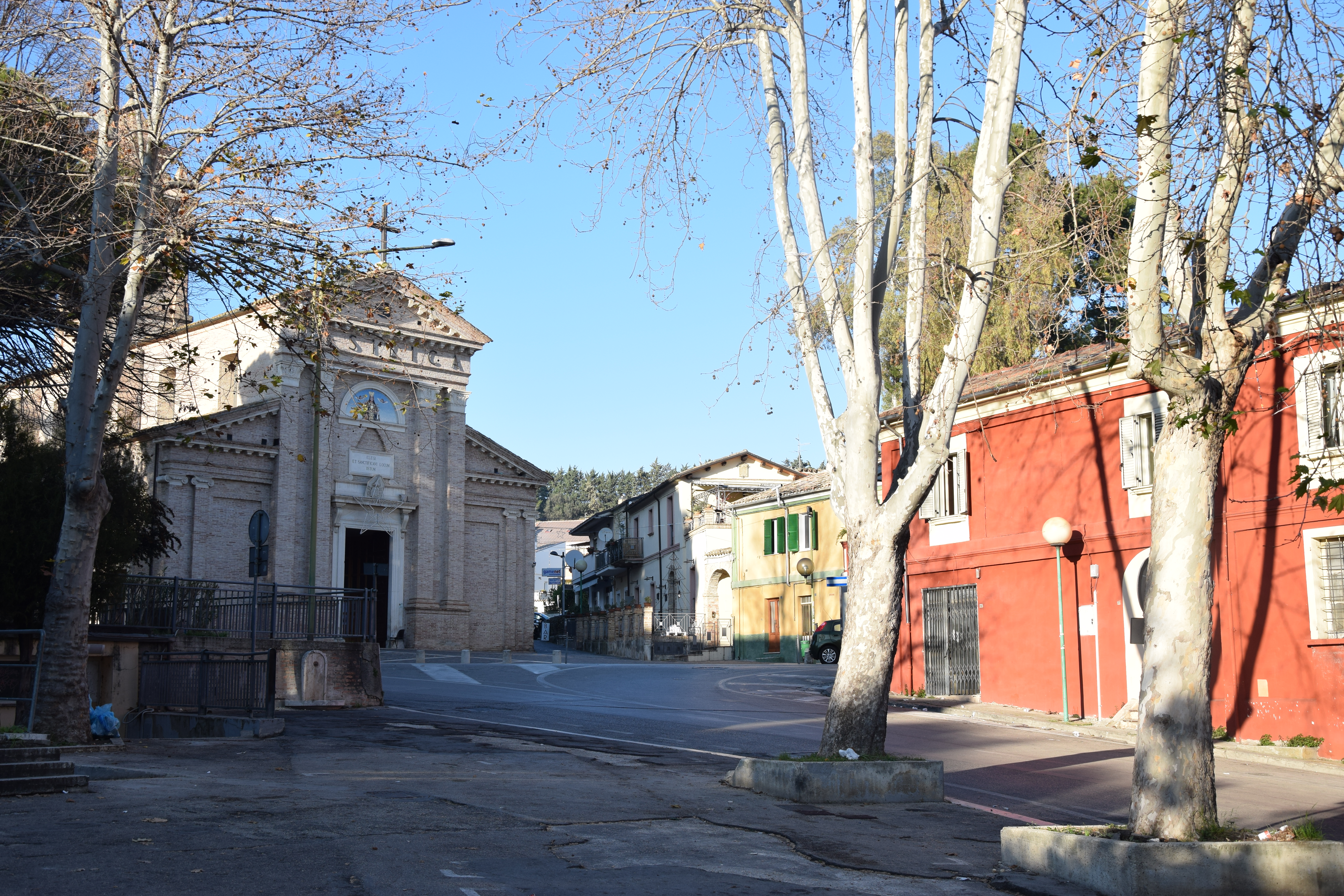
Il nucleo originario di Castellammare Adriatico, circostante la basilica della Madonna dei sette Dolori

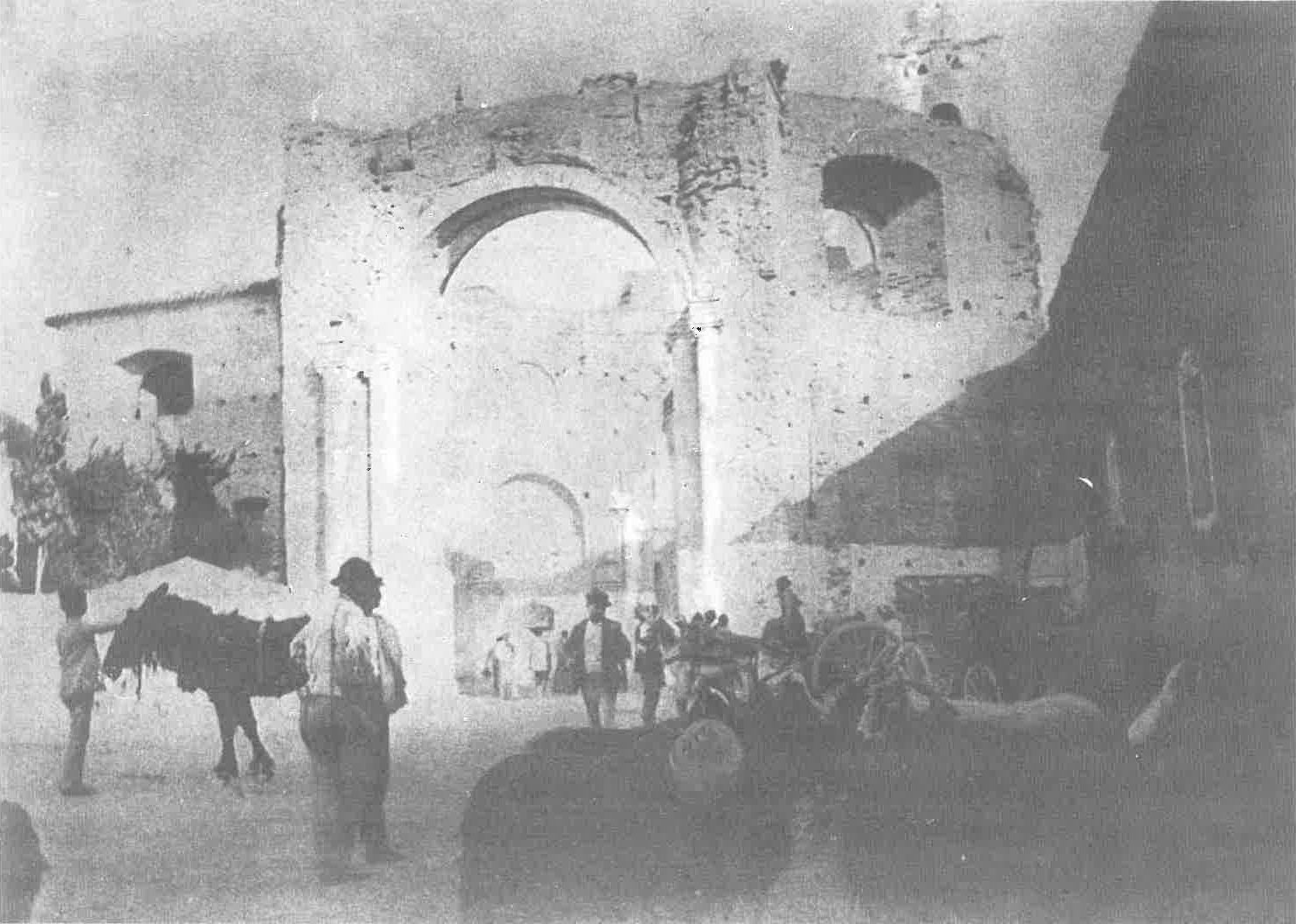
La chiesa di Santa Gerusalemme, già parzialmente demolita, a fine 800, quando iniziò a essere nota come "Porta Nuova"

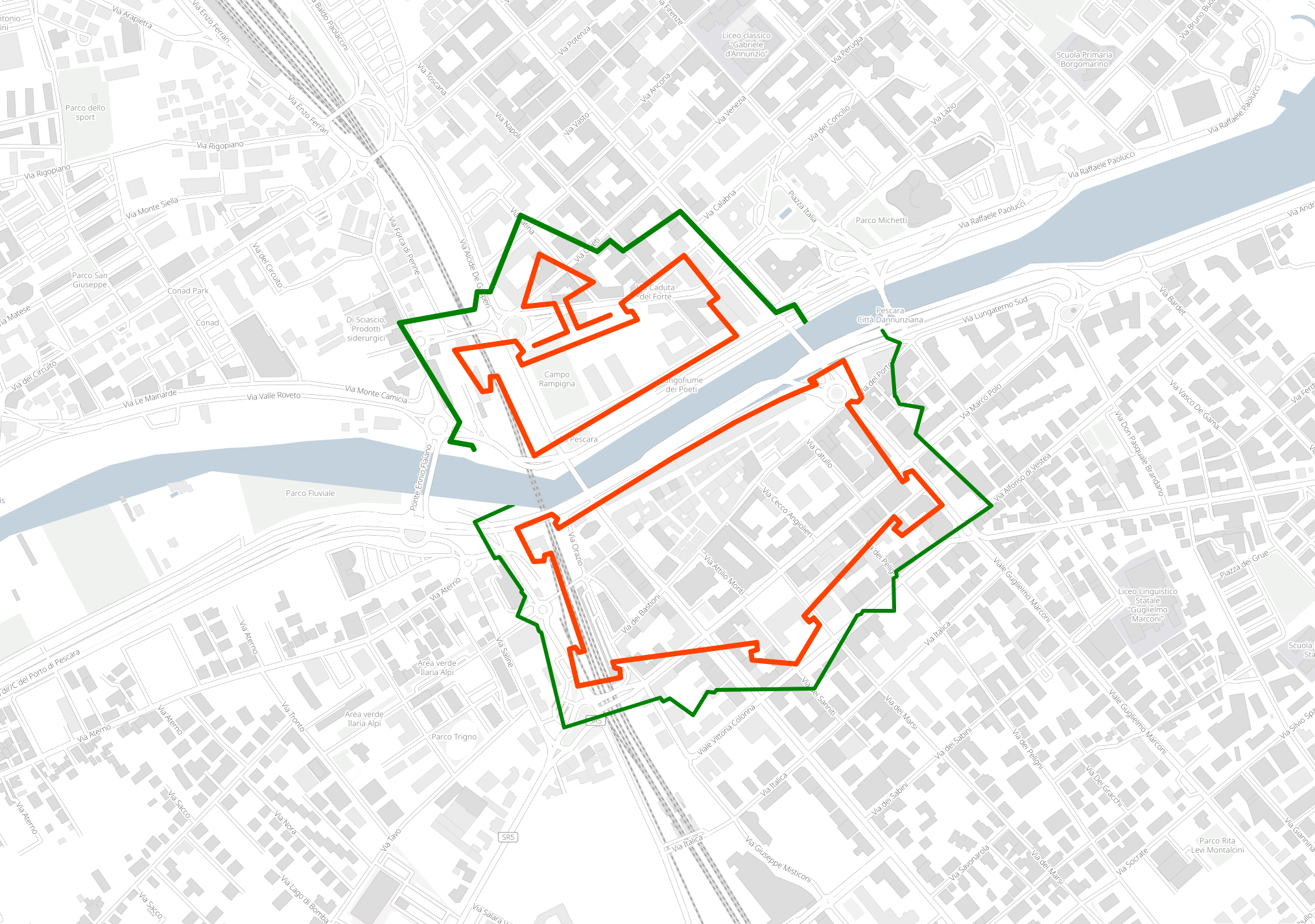
L'area occupata dalla fortezza

Il 17 ottobre 1860, alla fine del processo che porterà alla nascita dello stato italiano, Vittorio Emanuele II, in viaggio per l'incontro di Teano con Giuseppe Garibaldi, giunse a Castellammare e fu ospitato nel villino Coppa, meglio noto come villa Sabucchi, andato distrutto nella seconda guerra mondiale. Il giorno seguente entrò a cavallo a Pescara per osservarne la fortezza, circondato dalla popolazione festante. Vide gli armamenti, salì e si fermò sul bastione "Bandiera", sito nell'area che ospiterà piazza Unione e dal quale si dominava il territorio della città, e rivoltosi all'abate De Marinis che gli stava di fianco esclamò le profetiche parole, poi scolpite sulla torre comunale:
(Vittorio Emanuele II di Savoia)
come testimoniano una delibera del consiglio comunale del 12 dicembre 1869, una lettera del sindaco di allora, Gennaro Osimani, al ministro delle Finanze Quintino Sella datata 19 luglio 1869 e successivamente il marchese Francesco Farina il 26 dicembre 1906.
Castellammare Adriatico e Pescara, che nel 1861 contavano rispettivamente 4.562 e 3 743 abitanti, furono inserite la prima nella provincia di Teramo e la seconda in quella di Chieti, rispettando i precedenti confini amministrativi preunitari.

### La discesa a valle di Castellammare
La fine del secolo fu fortemente caratterizzata dalla presenza politica e culturale di Leopoldo Muzii, personaggio controverso ma di grande carisma e peso decisionale, il quale, da sindaco della città di Castellammare Adriatico, fece approvare nel 1882 il primo "Piano regolatore di ampliamento" e sarà uno dei principali artefici del definitivo spostamento sulle rive del mare del centro della cittadina, fino ad allora limitato ad agglomerati sparsi lungo la fascia collinare e a pochi lotti coltivati da ricchi possidenti (tra i quali egli stesso) nella stretta pianura costiera.
Il piano regolatore originario, elaborato da Tito Altobelli, prevedeva la divisione della città in tre aree: una a vocazione commerciale in direzione sud, tra la stazione e il fiume, una amministrativa in direzione opposta, tra la stazione e il Municipio, e una residenziale a nord del Municipio (al tempo collocato all'inizio di viale Muzii).
Gli interessi del sindaco erano invece rivolti in direzione dei suoi terreni (siti nella zona di via del Milite ignoto), con l'evidente intento di valorizzare le aree di sua proprietà, e quindi spinse per modificare il piano di ampliamento con l'obiettivo di incanalare verso nord le direttrici dello sviluppo, e non verso Pescara come appariva più naturale nell'ottica di un inevitabile avvicinamento delle due cittadine.
Fu tuttavia un momento molto importante per l'evoluzione urbanistica e culturale di Castellammare, in quanto fu il primo forte tentativo di attenuare il disordine urbanistico e, soprattutto, di limitare le ambizioni latifondiste della nobiltà terriera teramana rispetto agli interessi pubblici. Il risultato concreto della politica di Muzii fu l'avvio deciso della colonizzazione della fascia costiera, tramite la costruzione di un nuovo acquedotto, di nuove strade alberate, la creazione delle prime linee di illuminazione pubblica e la sistemazione, inizialmente in strutture precarie e inadeguate, dei primi edifici scolastici.
Gabriele D’Annunzio descriverà ironicamente Leopoldo Muzii nella sua opera Le novelle della Pescara:
È il Gran Nimico un degenere nepote del buon Gargantuasso enorme, sbuffante, tonante, divorante»
(Gabriele D'Annunzio, Le novelle della Pescara)
Leopoldo Muzii, i cui giudizi dei contemporanei si alternavano tra un soffocante paternalismo affarista ed un genuino interesse "socialista" per le classi svantaggiate, fu l'artefice della trasformazione di Castellammare da piccolo agglomerato collinare a moderna cittadina costiera, dotata di tutte le infrastrutture che ne consentiranno la crescita esponenziale dei decenni futuri. La sua vicinanza alla classe operaia venne raccontata più volte anche dallo stesso D’Annunzio, ed è tramandato nella memoria popolare un piccolo ma significativo episodio nel periodo in cui si diffuse un'epidemia di colera nella zona dei colli: Leopoldo Muzii insieme ad altri cittadini si recò senza indugi a contatto con gli ammalati per portare loro aiuto e conforto. Alla sua morte per peritonite il 22 marzo 1903, «la coscienza che un momento felice si sia perso per lunghissimo tempo è pronta ed immediata, e le autorità cittadine gli tributarono ogni onore», intitolandogli anche la via del Municipio di Castellammare, prima di allora nota come via Marilungo, e apponendo una lapide sulla sua casa in viale Bovio 71, che recita: «Qui visse operosa e benedetta si spense l’eletta mente di Leopoldo Muzii».

### L'arrivo della ferrovia Adriatica

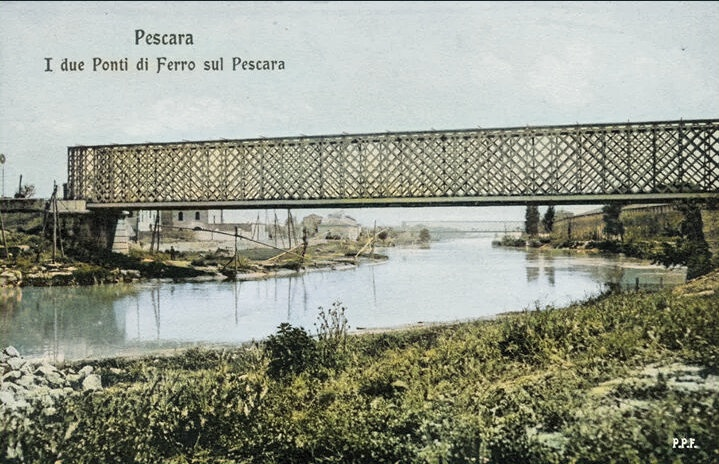
I ponti di Pescara agli inizi del 900; in primo piano il ponte ferroviario e sullo sfondo il ponte carrabile metallico.

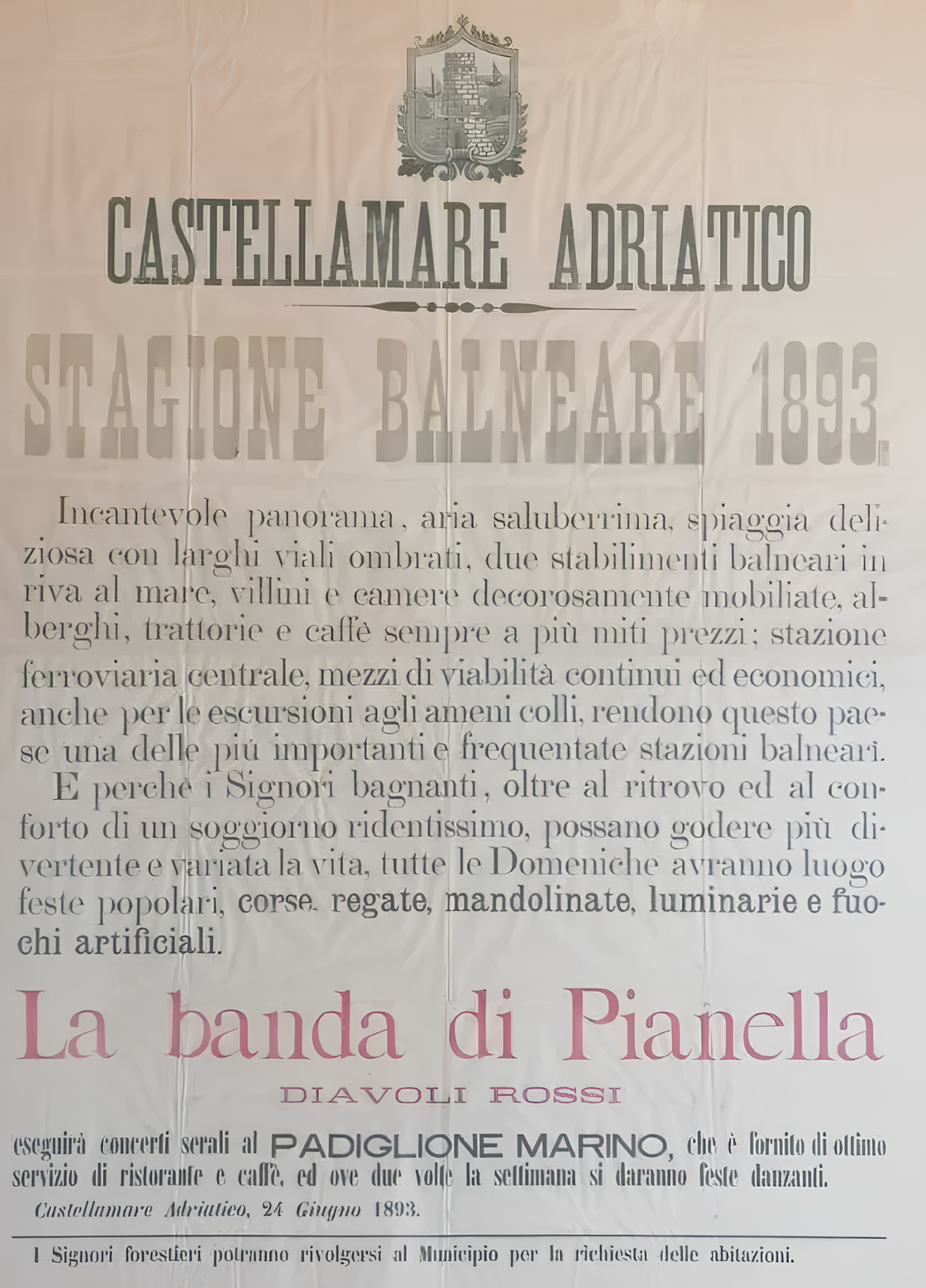
Manifesto promozionale del comune di Castellammare Adriatico per la stagione balneare 1893

A Pescara nel frattempo procedevano le opere di bonifica e risanamento delle aree paludose e si muovevano i primi passi per l'abbattimento delle mura della fortezza (acquistata, mediante un prestito, dal Ministero del Tesoro il 24 marzo 1871 al prezzo di 106 676 lire, circa 500 000€) e l'espansione della città verso la Pineta Dannunziana e i suoi lidi, un'area che nel 1912 sarà anche al centro di un ambizioso progetto di Antonino Liberi volto alla creazione di una città giardino in stile Liberty immersa nella pineta appena bonificata, secondo una classica impostazione urbanistica ottocentesca a cardi e decumani, che però troverà solo parziale realizzazione; nonostante per Liberi l'antica famiglia feudale "compia scientemente opera vandalica", sarà sua l'idea di battezzare la costruenda stazione balneare come "pineta D'Avalos". In seguito al fallimento dei precedenti interventi di recupero, e probabilmente senza che le autorità cittadine del tempo avessero consapevolezza del grande valore storico del manufatto, la chiesa di Santa Gerusalemme venne sbrigativamente demolita, dapprima la grande cappella di fronte all'ingresso nel 1871, poi la rotonda centrale nel 1892 e infine nel 1902 il vano est, con l'adiacente torre campanaria. Fu così, in un clima di ignoranza e superficialità, che andò perduto l'ultimo resto monumentale della città romana di Aterno. Le basi delle poche colonne superstiti, al di sotto di alcuni metri rispetto al piano stradale, furono rinvenute nel 1992, e da allora sono custodite sul posto in teche di vetro, ai civici 8, 10 e 12 di viale Gabriele D'Annunzio, esattamente di fronte alla cattedrale di San Cetteo. L'espansione cittadina si misurava prevalentemente in termini di estensione, e l'assenza di infrastrutture idraulico-sanitarie come acquedotti, fognature e di opere di difesa del territorio portò ad aggravare epidemie come quelle di colera del 1884 (ricordata da D'Annunzio nella novella "La guerra del ponte") e del 1885 e le alluvioni del 1887 e 1888, rese ancora più dannose dagli argini irrazionali dei cantieri della costruenda ferrovia Adriatica.
La costruzione dell'infrastruttura ferroviaria a opera della Società per le Strade ferrate meridionali, con i suoi cantieri irriguardosi delle condizioni ambientali e volti alla minor spesa possibile, finì infatti per alimentare le zone acquitrinose circostanti la fortezza impennando così i rischi per la salute della popolazione, che esposta a periodiche epidemie di malaria, tifo e colera non ebbe alcun tipo di risarcimento o compensazione; la società, pur negando ogni addebito, si limitò a finanziare in parte la pulizia dei canali di bonifica. A creare difficoltà furono anche la piazzaforte stessa, di non facile rimozione, e soprattutto la costruzione di un ponte che finalmente unisse in modo sicuro e stabile le due sponde dopo il crollo definitivo dell'antico ponte romano in muratura e l'evidente inadeguatezza del ponte di barche, ricordato anche da D'Annunzio, che lo sostituiva ormai da secoli. A proposito di questo ci furono molte polemiche tra Pescara e Castellammare, con i dirigenti pescaresi divisi tra coloro che continuavano a rifiutare qualsiasi forma di collaborazione con gli “odiati” cugini e coloro che invece cominciavano ad auspicare in maniera concreta una futura riunificazione dei due centri. Oggetto della contesa fu l'ubicazione del ponte di ferro (sostituito nel 1933 dal ponte “Littorio” in muratura): c'era infatti chi voleva sorgesse a monte del fiume (dove nel 1959 sorgerà il ponte D'Annunzio) per rimarcare la divisione con i teramani della sponda settentrionale e chi invece lo auspicava sulla direttrice di una delle vie principali di Castellammare, come infine avvenne: fu inaugurato il 27 aprile 1893 all'altezza di corso Vittorio Emanuele II; l'attraversamento, sostituito nel secondo dopoguerra dalla nuova costruzione del ponte Risorgimento, resta l'arteria principale della città.

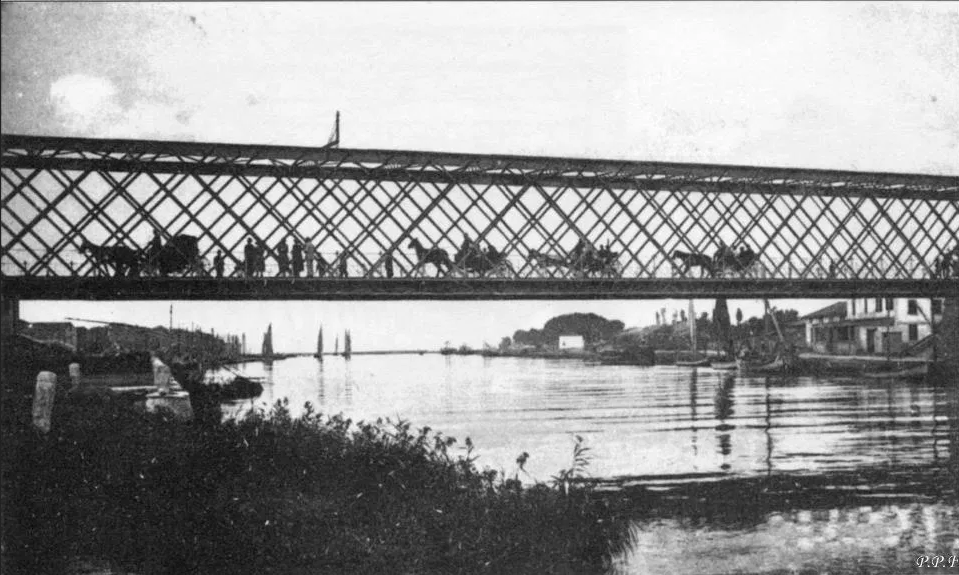
Il ponte carrabile del 1893, antenato dei ponti Littorio e Risorgimento.

Permanevano tuttavia le gravi carenze cittadine riguardo all'igiene pubblica, alle infrastrutture sociali, agli ospedali, alle scuole, alle fognature e all'acqua corrente e potabile, molte delle quali destinate a rimanere irrisolte per tutto il XIX secolo. Sarà solamente a partire dall'apertura della ferrovia Adriatica nel 1863 che si avvierà un primo e deciso sviluppo sociale ed economico per le due cittadine: la stazione castellammarese (In seguito ridenominata stazione di Pescara Centrale), in origine un piccolo edificio in legno, venne attivata il 16 maggio 1863 dall'allora principe Umberto I con un viaggio inaugurale sulla linea Ancona-Pescara appena ultimata, e a novembre dello stesso anno dal re VIttorio Emanuele II con un secondo viaggio inaugurale per la linea Pescara-Foggia; nel 1881 sarà ultimata anche la stazione di Pescara (dal 1927 stazione di Pescara Porta Nuova). Nel 1908, con grande sforzo di concertazione tra i due centri, fu completato il progetto del porto canale, dopo decenni di dibattiti e proposte contrastanti, e in questa fase le due cittadine, diventate nel frattempo frequentate colonie balneari, crebbero grazie ai nuovi e considerevoli flussi commerciali e turistici, facilitati dalla presenza delle due stazioni ferroviarie, dalle nuove infrastrutture portuali e dal crescente tenore di vita. Al di la di queste attività, erano poche le iniziative economiche di altro genere, soprattutto dopo che il 27 novembre 1864 il ministro della Guerra Alessandro Della Rovere rimosse il punto di difesa di Pescara, abolendone la relativa servitù militare e di conseguenza tutta l'economia dell'indotto del presidio militare, che durava da più di trecento anni. Contestualmente il comune si espandeva nell'entroterra, assorbendo la frazione di Fontanelle nel 1868 e gran parte del comune di San Silvestro nel 1879.

### L'inizio del XX secolo
È la piccola patria. È sensibile qua e là come la mia pelle. Si ghiaccia in me, si scalda in me. Quel che è vecchio mi tocca, quel che è nuovo mi repugna. La mia angoscia porta tutta la sua gente e tutte le sue età.»
(Gabriele D'Annunzio, "Notturno")

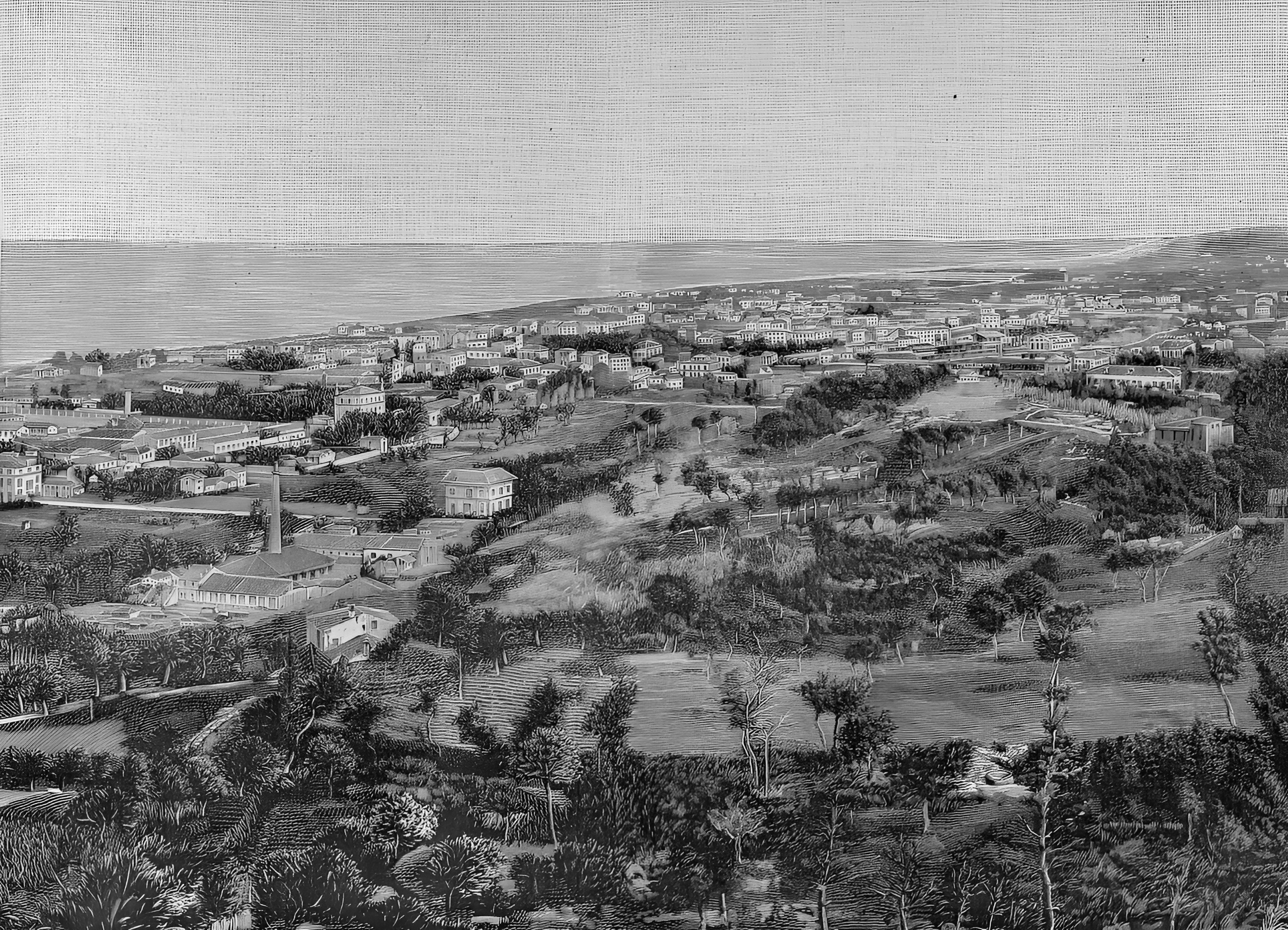
Castellammare Adriatico in una xilografia del 1901

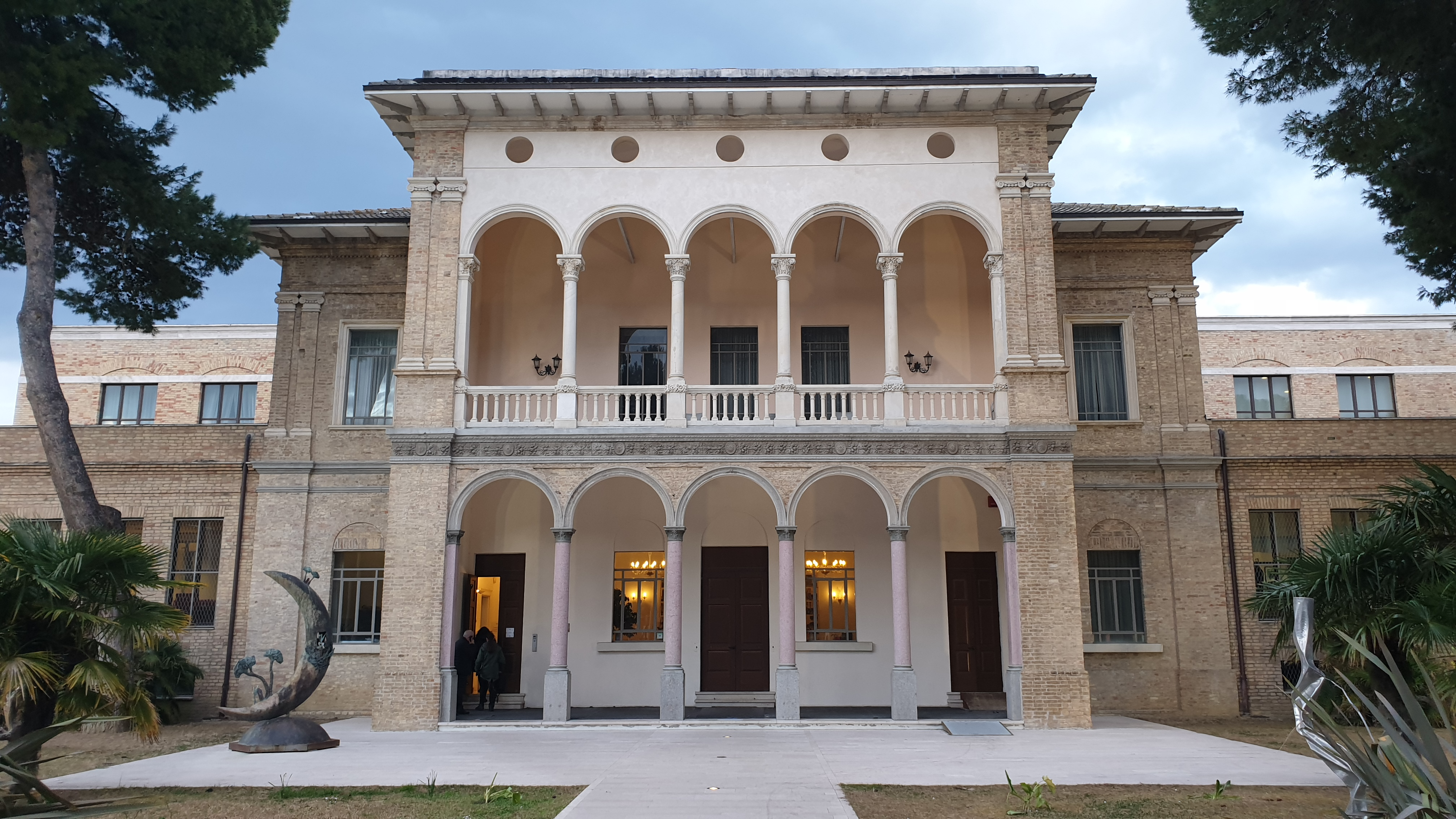
Il Kursaal della pineta del 1910, in seguito trasformato nel liquorificio Aurum

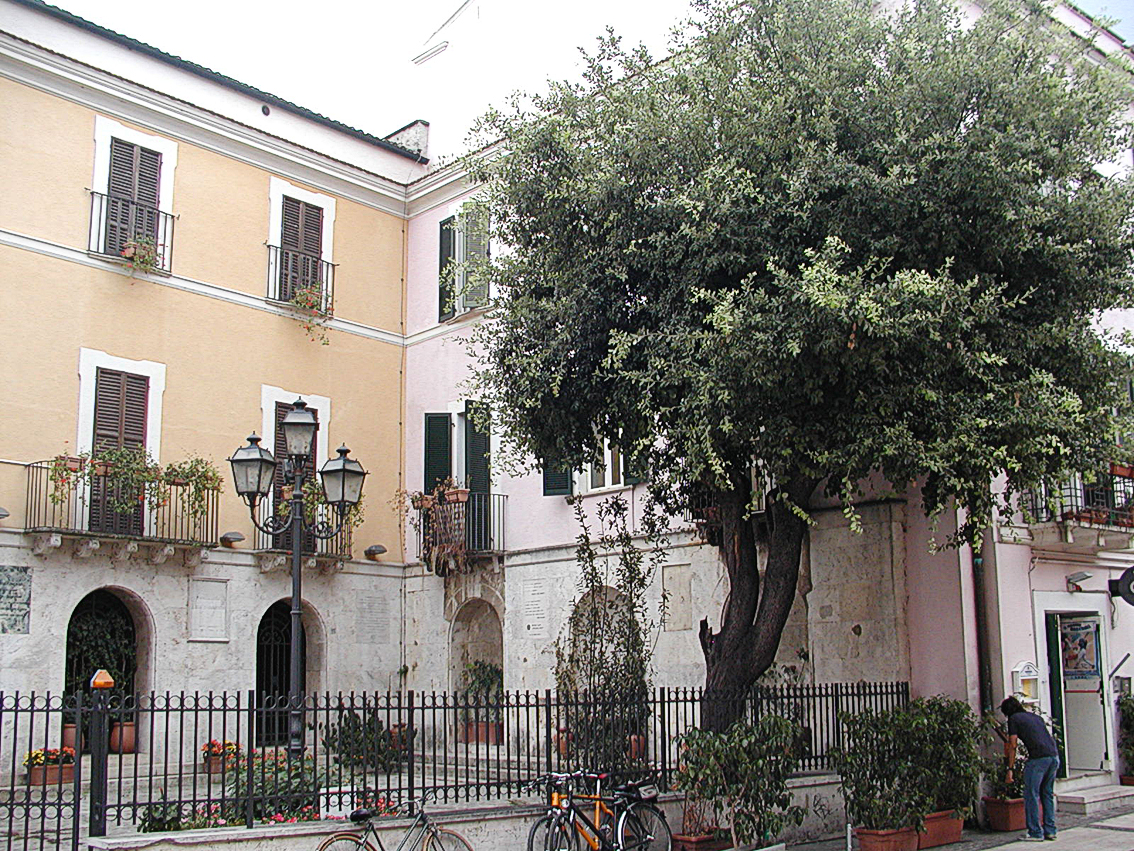
Il cortile posteriore della casa natale di Gabriele D'Annunzio

Nel censimento del 1901 la popolazione dei due comuni pescaresi ammontava a 16 033 residenti, di cui 8 926 residenti a Castellammare e 7 107 a Pescara. Nonostante la presenza a Pescara di estese zone malariche definite dal regio decreto sulle aree malariche del 1902, la propensione al turismo balneare si consolidò e nel 1905 gli alberghi di Castellammare Adriatico ospitavano circa quattromila turisti.
Nella città iniziavano a trovare spazio diverse aree per mercati di tessuti e di generi alimentari. Inoltre il comune della sponda destra del fiume viveva un momento di grande trasformazione urbanistica, soprattutto in seguito al lento ma continuo recupero a uso civile delle aree della ormai ex fortezza, i cui materiali di risulta vennero riutilizzati per la costruzione di nuovi edifici pubblici o venduti.
Nei decenni le rivalità tra le due sponde del fiume si sopirono, mentre aumentavano la concordia e la comunione di intenti per promuovere iniziative di sviluppo: soprattutto il potenziamento del porto canale fu motivo di collaborazione delle due amministrazioni. Carlo Mezzanotte, deputato di Chieti, nell'estate del 1908 presentò alla Camera dei deputati una proposta di legge per la fusione dei due comuni di Pescara e Castellammare Adriatico, che seppur rimasta inattuata (la proposta prevedeva, fra le altre cose, l'inserimento di Castellammare nella provincia di Chieti), testimoniava la presenza sempre più ineludibile nel dibattito pubblico della futura unità dei due centri, riavvicinati dalla costruzione del porto canale.
Il 4 maggio 1917, sul finire della prima guerra mondiale, sulla sponda castellammarese si verificò un'incursione dell'aviazione austriaca, che se da un lato provocò trascurabili danni materiali (la morte di tre persone, due donne e un uomo, e la distruzione del dormitorio e della mensa dei ferrovieri presso la stazione), dall'altro fece comprendere come la grande storia si preparasse ad affacciarsi in modi non sempre pacifici, nella vita dei due abitati. Le vittime di tale tragico evento sono ricordate da una piccola lapide, apposta in corso Vittorio Emanuele II 253.
Per prevenire altri attacchi il Ministero della Guerra fece allora approntare un campo di aviazione lungo la via Tiburtina provvisto di due aerei da combattimento. Nacque così quello che poi diventerà l'aeroporto di Pescara.

### Primo dopoguerra

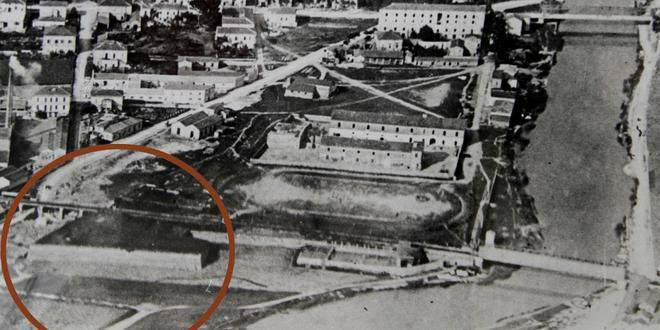
Il bastione San Vitale della fortezza, ormai in gran parte demolita, negli anni 1920

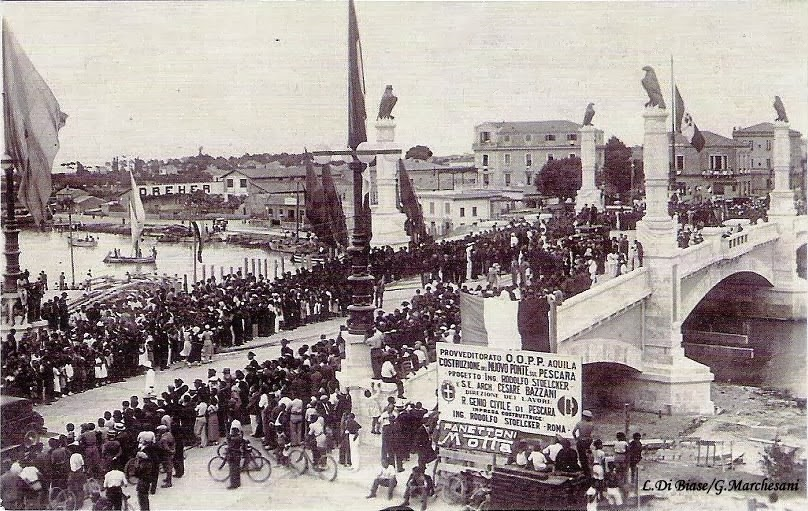
Inaugurazione del ponte Littorio nel 1933. Il ponte verrà minato e distrutto dai tedeschi in ritirata il, durante la Seconda guerra mondiale

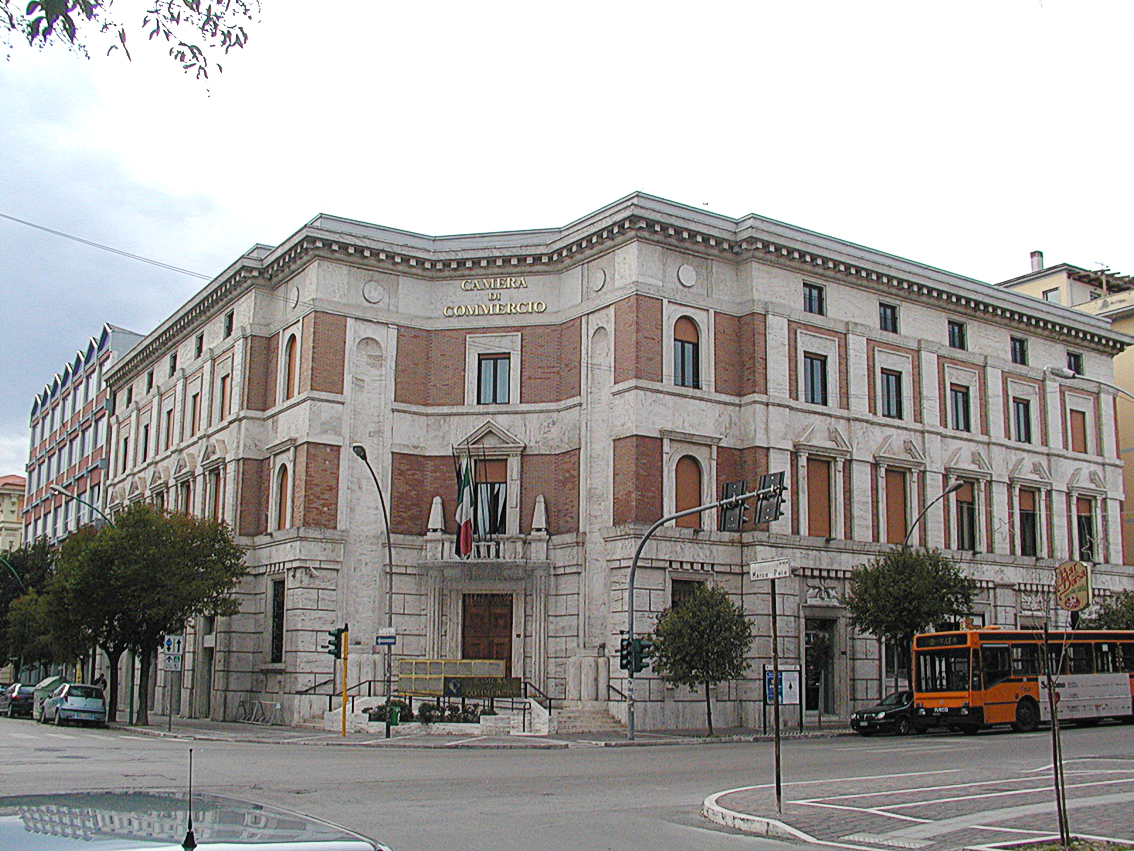
Camera di commercio di Pescara, costruita nel 1934

Alla fine del primo conflitto mondiale le due cittadine si presentavano ancora molto diverse tra loro: commerciale, artigianale e “popolare” Pescara, borghese, signorile e turistica Castellammare Adriatico, scandita dalle grandi ville dei possidenti.
Un primo concreto atto in favore della unificazione dei due comuni si verificò nell'inverno del 1918: il 30 novembre i due consigli comunali si riunirono nello stesso momento e votarono lo stesso ordine del giorno e si impegnarono ad adoperarsi per chiedere al governo Orlando di decretare la fusione dei comuni; l'unico risultato ottenuto in quell'anno fu però solamente un accordo di gestione congiunta del servizio di tram a cavallo, sarà infatti destinata a non concretizzarsi la proposta castellammarese dell'anno seguente di un ospedale consorziale, con la cittadina della sponda settentrionale che, in mancanza di riscontri pescaresi, provvide da sé all'istituzione di un primo luogo di ricovero.
Per la qualificazione degli abitanti delle due sponde e per la nascita della nuova provincia ci furono moltissime trattative, volte a stabilire soprattutto la denominazione della nuova comunità; era chiaro a tutti che l'unione dei due comuni avrebbe sicuramente determinato il loro rapido progresso, sia dal punto di vista amministrativo ed economico che industriale e commerciale, si cercarono così faticosi compromessi volti a chiamare la città unificata Aterno (fu preso in considerazione anche il nome Castelpescara).
Negli anni seguenti le due amministrazioni collaborarono per perorare la causa della fusione, e decisivo fu l'impegno di Gabriele D'Annunzio, che il 16 maggio 1924 scrisse a Mussolini una lettera nella quale chiedeva la fusione delle due città e l'elevazione a capoluogo di provincia. Con lo stesso intento operava l'allora deputato abruzzese Giacomo Acerbo.
Dal punto di vista economico la città presentava nuove linee di sviluppo commerciale e industriale, mentre il turismo continuava a fiorire e i bagni di Castellammare Adriatico erano una meta turistica nota in tutta Italia. A rafforzare questo ruolo di centro di villeggiatura di livello nazionale, nel 1924, sotto la spinta politica del ministro Giacomo Acerbo, a Castellammare Adriatico venne organizzata la Coppa Acerbo, che divenne subito una delle gare automobilistiche più importanti del tempo e un evento capace di portare in città decine di migliaia di visitatori. Sempre in quel periodo iniziarono a vedersi i primi opifici e le prime attività di tipo industriale in città, come il noto pastificio Puritas di Angelo Delfino, la fornace Verrocchio alla Madonna dei Sette Dolori, la fornace Forlani di via Caravaggio e le Fonderie Camplone sulla Tiburtina. Inoltre, il porto stava incominciando ad acquisire maggiore importanza e i volumi di traffico commerciale si facevano sempre più ingenti, complice la navigabilità del fiume, al tempo mezzo ampiamente usato anche per i trasporti di materiali da e verso l'entroterra abruzzese.

### Riunificazione cittadina e istituzione della provincia
Dopo centoventi anni di divisione cittadina il 2 gennaio 1927 venne istituita la provincia di Pescara, e tra i comuni amministrati vi era anche quello di Castellammare. Nell'articolo quattro il decreto di legge tuttavia sanciva: «Il comune di Castellammare Adriatico è unito a quello di Pescara».

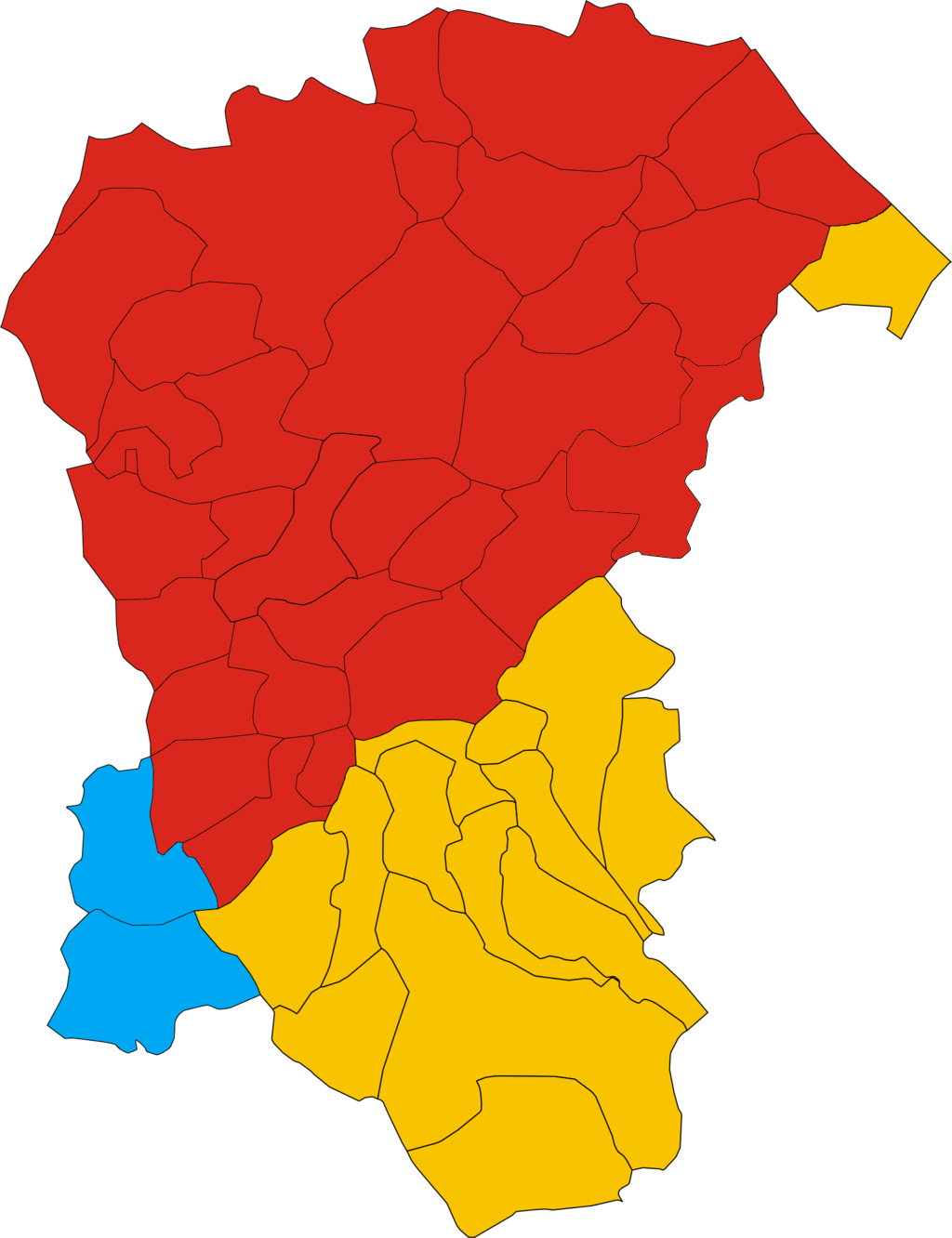
La nuova provincia: in rosso i comuni provenienti dalla provincia di Teramo, in giallo quelli della provincia di Chieti e in azzurro quelli della provincia aquilana

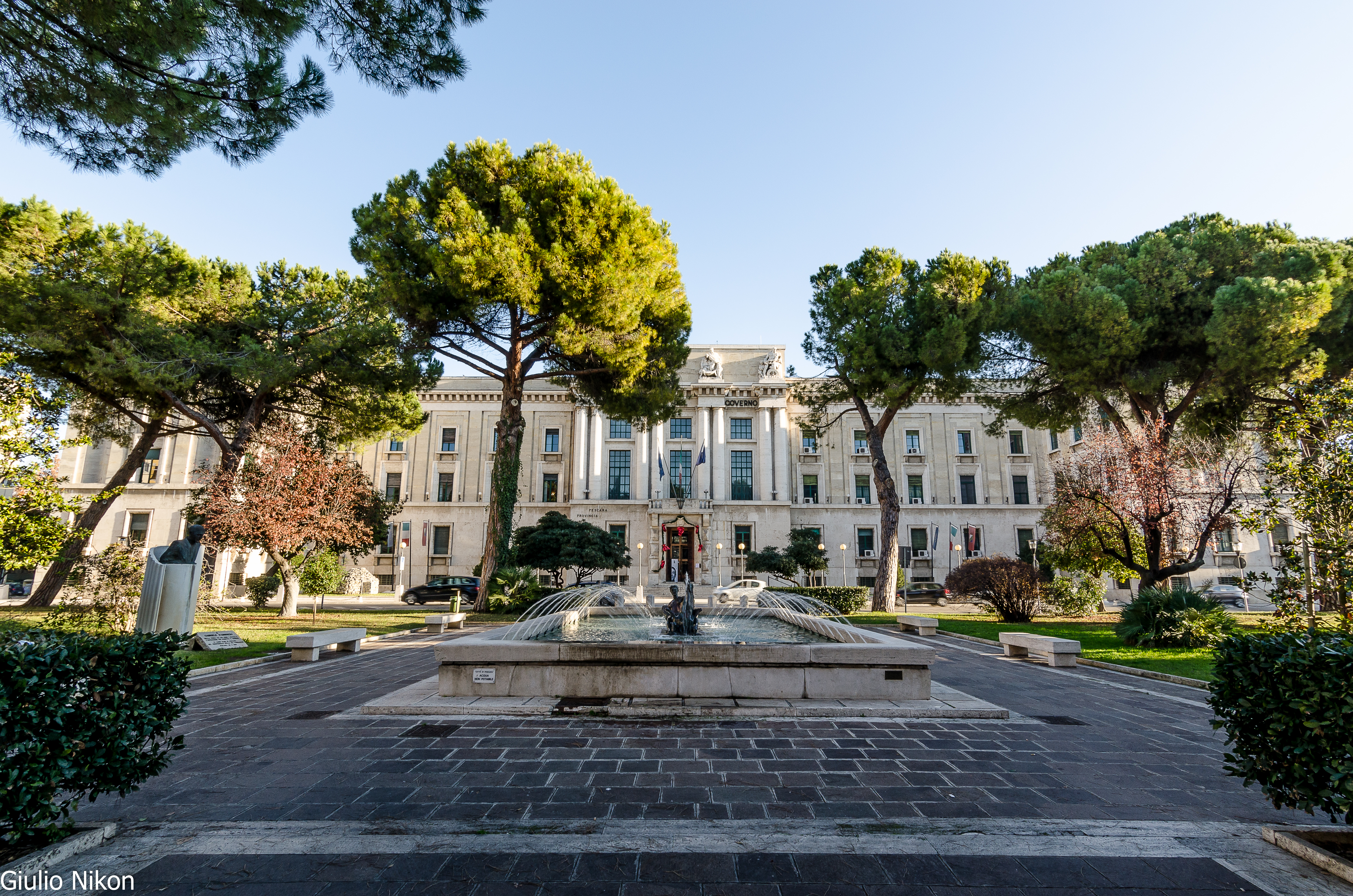
Palazzo del governo, sede della provincia

A favore del provvedimento, inserito in una più ampia azione di riorganizzazione del territorio italiano operata dal regime in quell'anno, sono state decisive la forte spinta popolare e, soprattutto, l'autorità politica del deputato e futuro ministro dell'agricoltura Giacomo Acerbo e il prestigio di cui godeva Gabriele D'Annunzio all'interno del regime fascista.
Il nome della città unita, negli intenti dei promotori, avrebbe dovuto essere Aterno, ma l'influenza di D'Annunzio su Mussolini portò quest'ultimo a dire che mai avrebbe "sacrificato sull'altare della pace il nome del luogo natale del poeta", e così prevalse Pescara. Il 6 dicembre 1926 Mussolini così telegrafò a D'Annunzio, che si trovava a Gardone Riviera, annunciandogli la notizia:
Te lo comunico perché credo che ti farà piacere. Ti abbraccio.»
E D'Annunzio gli rispose:

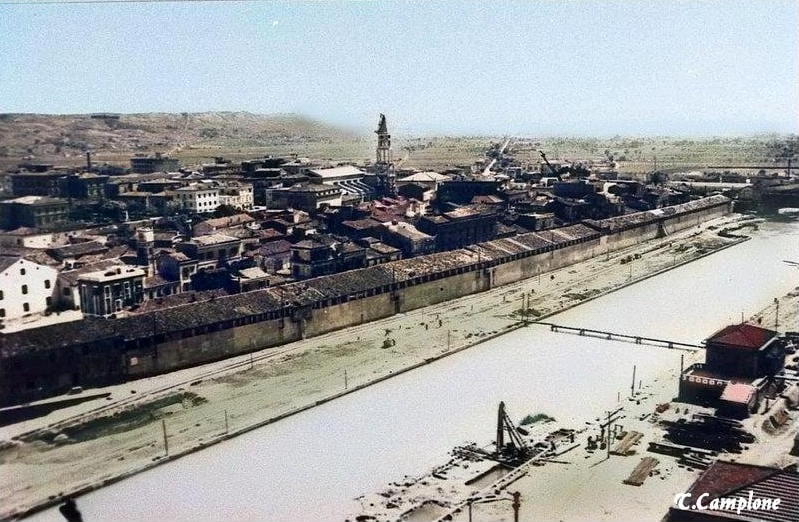
Panoramica del centro storico negli anni 1930

La risposta dell'allora commissario prefettizio di Castellammare Adriatico, il barone De Landerset, alla comunicazione dell'avvenimento ricevuta dallo stesso D'Annunzio, fu invece scevra da entusiasmi, ma non da una sottile ironia:
Alla nuova provincia vennero trasferiti dalla provincia di Teramo tutti i centri dell'area Vestina, ovvero i comuni del circondario di Penne all'infuori dei comuni del mandamento di Bisenti, mentre dalla provincia teatina arrivarono, scorporati dal circondario di Chieti, i comuni del versante nord-occidentale della Maiella, oltre a Pescara stessa; dalla provincia dell'Aquila passarono a quella pescarese i comuni di Popoli e Bussi sul Tirino, formando così la quarta provincia abruzzese, la più piccola della regione e tra le meno estese d'Italia, con 1230,33 km² e quarantasei comuni amministrati. L'istituzione del nuovo ente fu anche un adeguamento alle mutate condizioni economiche di questi territori; l'aumento globale della popolazione di Castellammare Adriatico e Pescara nei primi due decenni del Novecento infatti fu pari al 61,3%, contro il 19,1% di Chieti, il 10% dell'Aquila e il 9,2% di Teramo, e al censimento generale dell'industria e del commercio del 1927, realizzato solo pochi mesi dopo l'elevazione della città a capoluogo di provincia, solo tre capoluoghi abruzzesi, L'Aquila, Pescara e Teramo, vennero giudicati «industrialmente importanti», ma era Pescara con i suoi 658 esercizi e 4.812 addetti a spiccare nettamente sugli altri. Il nuovo assetto amministrativo andò quindi a sancire il definitivo spostamento verso il mare del baricentro economico abruzzese.

### Il ventennio fascista

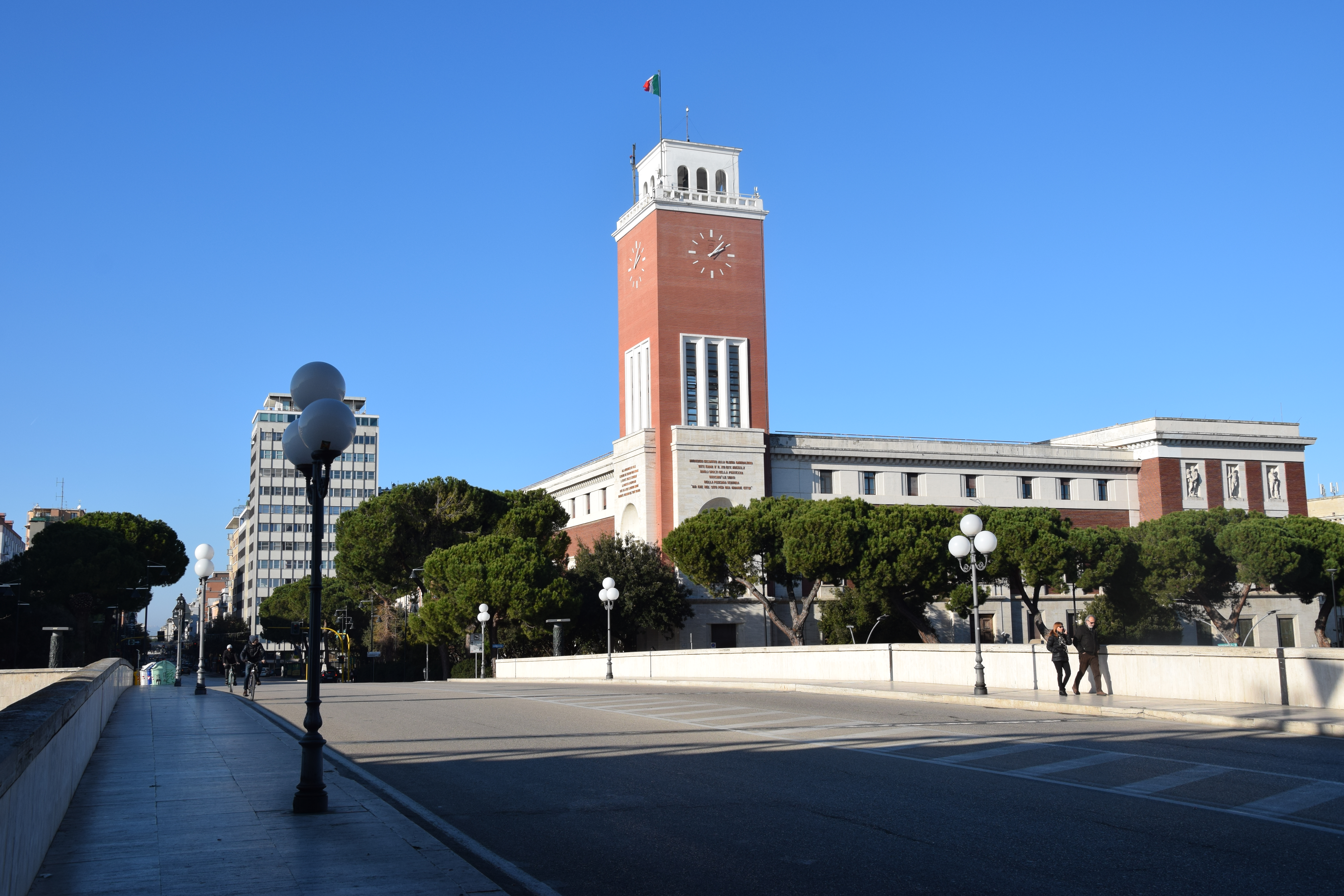
Il Palazzo di Città, completato nel 1935 su progetto dell'architetto Vincenzo Pilotti. La torre campanaria fu distrutta durante gli eventi bellici della seconda guerra mondiale e immediatamente ricostruita alla fine del conflitto.

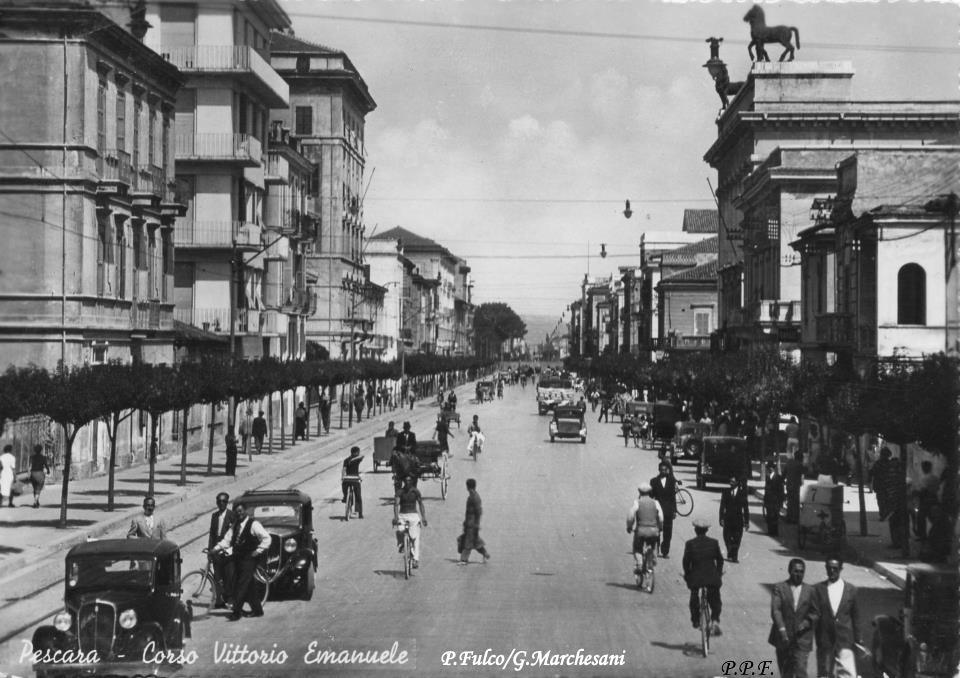
Corso Vittorio Emanuele II negli anni 1930

Dopo l'unificazione e l'elevazione a capoluogo di provincia, la città fu protagonista di un forte sviluppo industriale ed edilizio, con la costruzione delle nuove sedi di tutte le pubbliche amministrazioni, di scuole, mercati e del primo vero ospedale cittadino, l'ospedale "Santo Spirito". Diversi sono i palazzi a uso pubblico costruiti in quel periodo che hanno conservato la loro funzione anche dopo il secondo conflitto mondiale, tra i quali il Palazzo di Città e il Palazzo del Governo e diverse scuole della città come il liceo classico ginnasio Gabriele D'Annunzio. Venne invece distrutto dai bombardamenti del 1943 l'allora Palazzo della prefettura, all'incrocio tra viale D'Annunzio e viale Vittoria Colonna; anche il circolo canottieri "La Pescara", sostenuto dallo stesso D'Annunzio, presidente ad honorem e coniatore del suo motto Arranca sotto, venne ampliato in quel periodo.
Nel febbraio del 1928 fu unito al comune di Pescara anche il comune di Spoltore, che però riguadagnerà l'autonomia già nel 1947. Particolare rilevanza tra le opere pubbliche di quel periodo ebbe il ponte Littorio, che pur se da inserire nel quadro dell'esaltazione dei tempi e del regime, fu anche la celebrazione della riunificazione dei due comuni e il simbolo dell'evoluzione della città. Disegnato da Cesare Bazzani, questo monumento che sostituì la vecchia gabbia di ferro, fu rivestito e rifinito con travertino di Ascoli e granito di Sardegna e arricchito da quattro colonne che sostenevano quattro aquile di bronzo, opera dello scultore Ernesto Brozzi; alle basi recavano incisi ognuna un distico elegiaco. Questi erano in lingua latina, e furono dettati da Domenico Tinozzi, presidente della provincia, medico e letterato, la cui traduzione venne fornita da egli stesso:

quattor hoc aquilae rite tuentur opus

Stat ducis huic populo pergratum pignus amoris

perpetuum et faustum cordibus auspicium

Urbs renovata decus gentis portusque Sabellae

excubat ad nostrum pervigilatque mare

Hoc resonat flumen lympharum murmure leni

quattro aquile ne son fiere custodi

S’erge pegno gratissimo d’amore del magnanimo Duce al Popol nostro,

é fausto auspicio di concordia ai cuori.

Pescara che fu delle sabelliche genti emporio ed onor, rinnovellata,

or è del nostro Mar vigile scolta.

Col lene mormorio delle sue onde questo fiume ricanta i puri carmi

che ispirar seppe al suo Poeta Alato.»

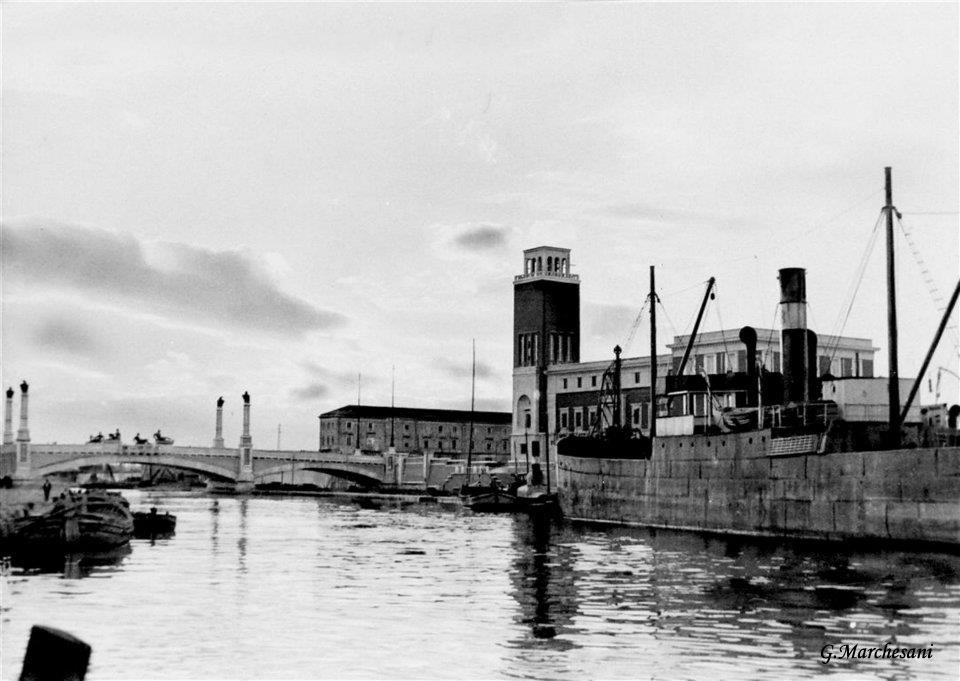
Il porto canale negli anni 1930

A completamento dell'opera, nel 1935 furono collocate sul ponte anche quattro grandi statue muliebri in bronzo, allegorie delle quattro fonti principali a cui l'Abruzzo attinge per le sue attività, cioè il Monte, il Mare, il Fiume e il fertile Piano, realizzate dallo scultore abruzzese Nicola D’Antino. Nel 1939 vennero definitivamente ultimati i lavori di bonifica delle aree di Portanuova, permettendo lo sviluppo del quartiere Marina. La cattedrale di San Cetteo, voluta e parzialmente finanziata da Gabriele D'Annunzio, i cui lavori iniziarono nel 1933, venne conclusa nel 1938, assumendo il nome di Tempio della conciliazione in riferimento agli allora recenti Patti Lateranensi e alla riconciliazione tra stato e chiesa. La nuova costruzione andava a rimpiazzare la precedente e fatiscente cappella del santissimo Sacramento, già detta di san Cetteo.

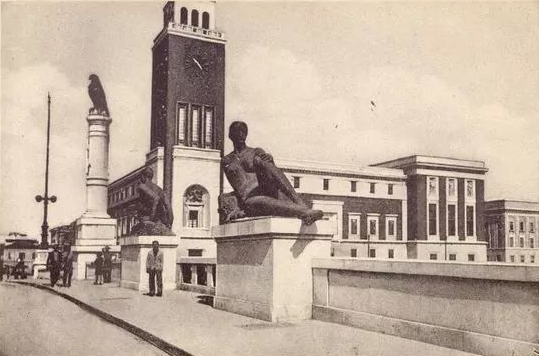
Il Palazzo di Città visto dal ponte Littorio

Nacquero anche altre infrastrutture in quegli anni, come la nuova ferrovia Pescara-Penne del 1929 e l'allora aeroporto della città, il "Campo di fortuna di Pescara", che venne ingrandito a cinquanta ettari e rimodernato, cambiando nome con decreto ministeriale il 25 giugno 1928 e intitolato, per volontà di D'Annunzio, a Pasquale Liberi, un aviatore pescarese premiato con la medaglia di bronzo caduto in un incidente di volo a Mestre il 19 giugno 1921 a venticinque anni, e ricordato da un cippo all'interno della struttura. Venne seppellito nel cimitero di San Silvestro di Pescara, e così D'Annunzio lo ricordava in una lettera al padre del suo amico:
Nel censimento del 1936, l'ultima rilevazione precedente il secondo conflitto mondiale, il comune di Pescara (i cui abitanti avevano già superato di numero quelli del suo storico capoluogo di provincia, Chieti, nelle precedenti rilevazioni del 1931) registrava 45 445 abitanti, confermandosi la seconda città abruzzese dopo i 51 160 dell'Aquila, seguita da Teramo con 33 796 abitanti e Chieti con 30 266 abitanti.

### Seconda guerra mondiale

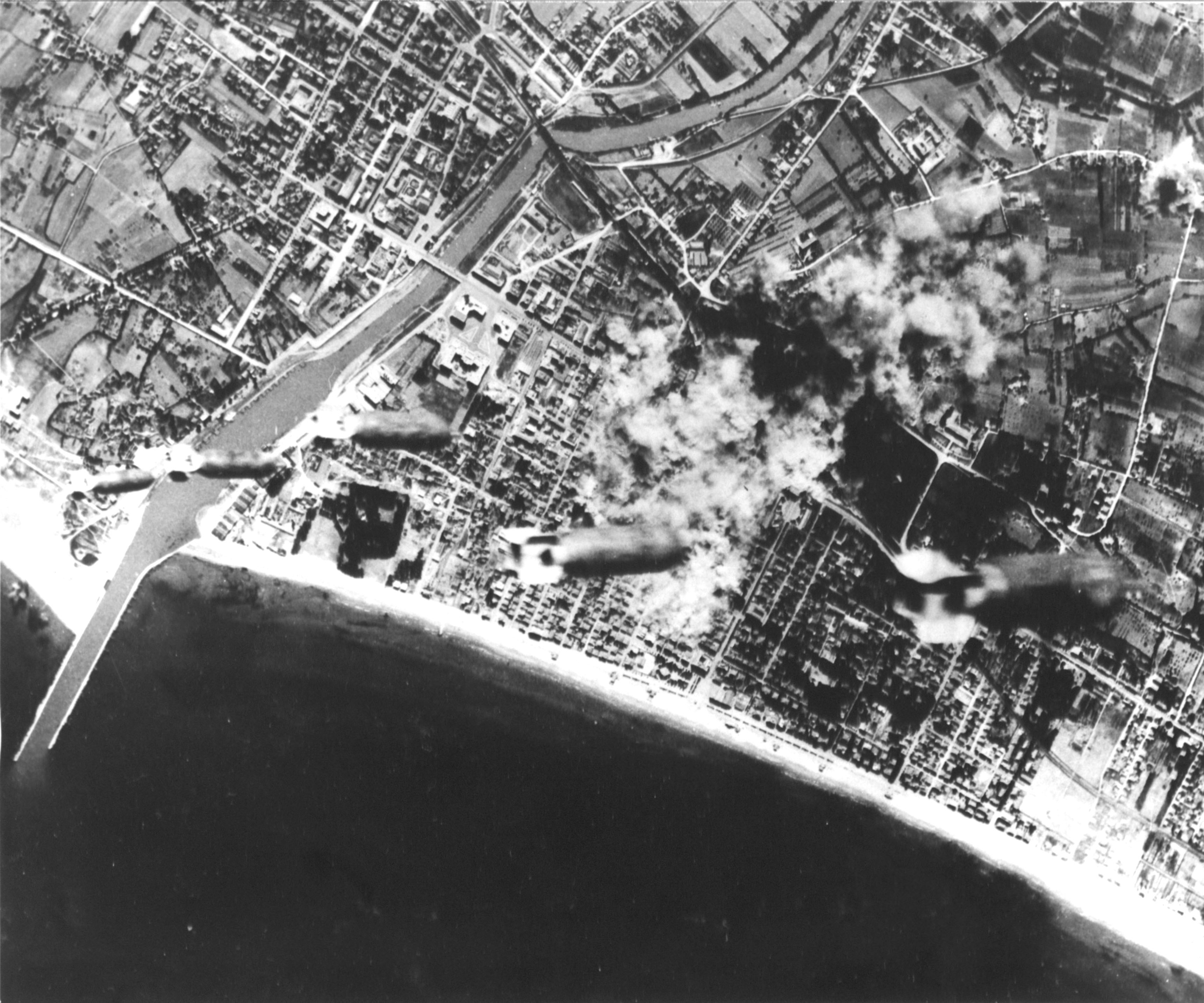
Ripresa aerea di uno dei bombardamenti sulla città

Diversamente da molte città italiane, regolarmente bombardate già dalle prime fasi della seconda guerra mondiale, fino alla fine di agosto del 1943 Pescara non ebbe un contatto diretto con la guerra, e le normali attività come l'andare al mare o il passeggio serale non si erano mai interrotte, nonostante gli sporadici allarmi e l'oscuramento in atto. Neppure l'arrivo dei profughi da altre città meridionali preoccupò la popolazione e le autorità, convinte che la guerra avrebbe coinvolto solo i centri maggiori del Paese.
I bombardamenti di Pescara avevano l'obiettivo di colpire in maniera decisiva le linee di rifornimento dell'esercito tedesco che faceva ampio uso del nodo ferroviario pescarese, in collegamento con Roma e il Nord Italia. Nonostante la violenza dei bombardamenti, l'impeto dell'attacco alleato alla linea Gustav e il contributo dei partigiani abruzzesi della brigata Maiella, la difesa dell'esercito tedesco in questo settore fu strenua e gli scontri, il cui momento più violento si raggiunse con la Battaglia di Ortona, si dilungarono per molti mesi in più del previsto, fino all'inizio di giugno del 1944.

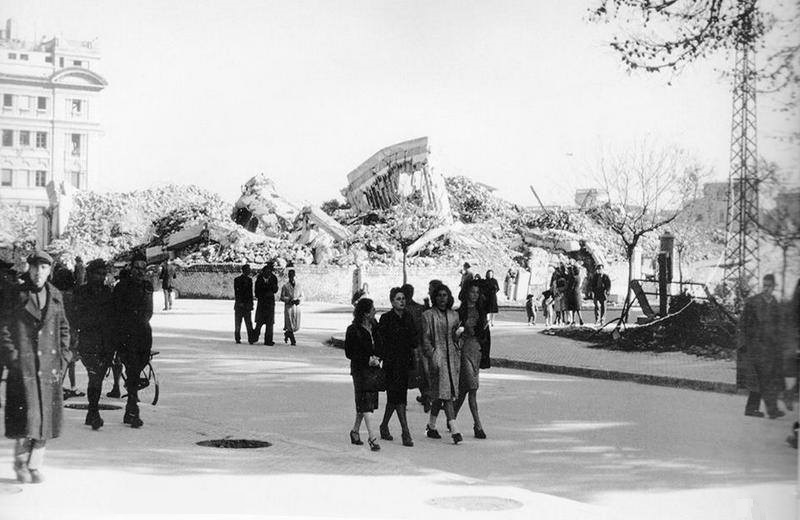
Macerie in via Carducci

La prima ricognizione aerea alleata sulla città risaliva al 6 aprile 1943, nella quale vennero individuati gli obiettivi strategici da colpire come l'aeroporto, la stazione ferroviaria e gli attraversamenti sul fiume. Gli attacchi aerei avvennero in cinque incursioni principali e diversi raid minori tra l'agosto e il dicembre di quell'anno, su una città dove nonostante i vari progetti nessun rifugio antiaereo venne mai costruito e dove le poche mitragliatrici poste sui palazzi più alti non entrarono in funzione perché non presidiate o non operative.
Il primo attacco del 31 agosto 1943 aveva lo scopo di colpire obiettivi militari (infrastrutture cittadine, oltre agli uomini e mezzi dell'esercito tedesco diretti a sud), il risultato tuttavia fu un massacro tra la popolazione civile con danni limitati agli obiettivi militari. Il numero dei morti della sola incursione del 31 agosto, pur non essendo mai stato accertato a causa della precipitosa fuga delle autorità cittadine, varia da seicento ai tremila. La maggior parte delle vittime furono anziani, donne e bambini. Furono colpite la questura, le poste e l'istituto Acerbo, allora adibito a caserma per allievi piloti: tra questi ultimi si registrò una cinquantina di morti, a causa di una bomba caduta nei pressi dell'edificio proprio sul gruppo di cadetti, al rientro da una marcia. Intere famiglie, che erano riunite in casa per il pranzo, furono cancellate. Inoltre, venne colpita una fabbrica di vernice, da cui si sprigionò una nube tossica che rese l'aria irrespirabile in alcune zone della città.
A peggiorare il tutto ci pensarono le carenze e la disorganizzazione che caratterizzavano il sistema di Protezione civile dell'epoca; difatti la Croce Rossa disponeva di due sole autoambulanze e di pochissimi uomini, metà dei quali in quei giorni erano stati trasferiti a Genova e Napoli proprio per fronteggiare i bombardamenti che colpivano quelle città. Infine i volontari dell'UNPA (Unione Nazionale Protezione Antiaerea) erano dotati solo di una maschera antigas, di un elmo e di un'ascia. A livello di mezzi, l'UNPA disponeva solo di qualche piccone, due biciclette e un pesante carretto da spingere a mano. I soccorsi, comunque permisero a molte persone di salvarsi e scongiurare infezioni ed epidemie. Questo risultato fu dovuto non tanto alla Protezione Civile, ma a chi era scampato al bombardamento e si era subito messo al lavoro con ogni mezzo possibile, spesso a mani nude. Il 3 settembre fu ordinato lo sgombero della popolazione per permettere un più rapido ripristino dell'acqua, della luce e del gas e per procedere alle disinfezioni necessarie. I resti umani non ricomponibili vennero accatastati e dati alle fiamme. Diversi cadaveri vennero rinvenuti sotto le macerie anche a distanza di anni.
In definitiva, vi furono tantissimi morti e una distruzione quasi totale del quadrilatero settentrionale, la vecchia Castellammare, per un unico risultato strategico-militare tra l'altro non raggiunto, ovvero la distruzione della stazione ferroviaria, ottenendo solo la messa fuori servizio di qualche metro di tracciato ferroviario. La stazione infatti sarà presto resa nuovamente operativa in brevissimo tempo, testimoniando i danni minimi se non nulli inferti dagli Alleati all'infrastruttura bersaglio.
In seguito all'annuncio della firma dell'armistizio di Cassibile dell'8 settembre di quell'anno, in città come nel resto del Paese si diffuse la convinzione che la guerra fosse finita, lasciando la popolazione completamente impreparata per quello che sarebbe successo nei mesi seguenti, con gli sfollati che cominciarono a rientrare in città.

Pochi giorni dopo l'annuncio dell'armistizio infatti (e subito dopo aver assistito alle avvilenti vicissitudini della fuga di Vittorio Emanuele III a Pescara e Ortona), il 12 settembre Pescara veniva occupata senza offrire resistenza (la città fu lasciata totalmente sguarnita da ciò che restava delle autorità italiane del tempo) dall'esercito tedesco e dovette subire le razzie e la distruzione delle strutture portuali, fabbricati, strade, ponti e uffici pubblici da parte degli occupanti, che disseminarono di mine la spiaggia e il territorio circostante; furono eseguiti molti rastrellamenti tra la popolazione (impiegata nella realizzazione delle fortificazioni) e infine venne ordinato lo sfollamento definitivo della città alla fine di settembre. La repressione fu durissima, come testimoniato dagli avvenimenti dell'11 febbraio 1944, ricordati da una lapide sul posto, in cui nove partigiani furono fucilati in una cava di argilla di una fornace abbandonata nella zona della Pineta Dannunziana, mentre altri tre cittadini pescaresi, trovati in possesso di armi da caccia non funzionanti e scariche, furono giustiziati dai tedeschi a colle Orlando il 13 ottobre 1943, anche loro commemorati da un cippo sul luogo.

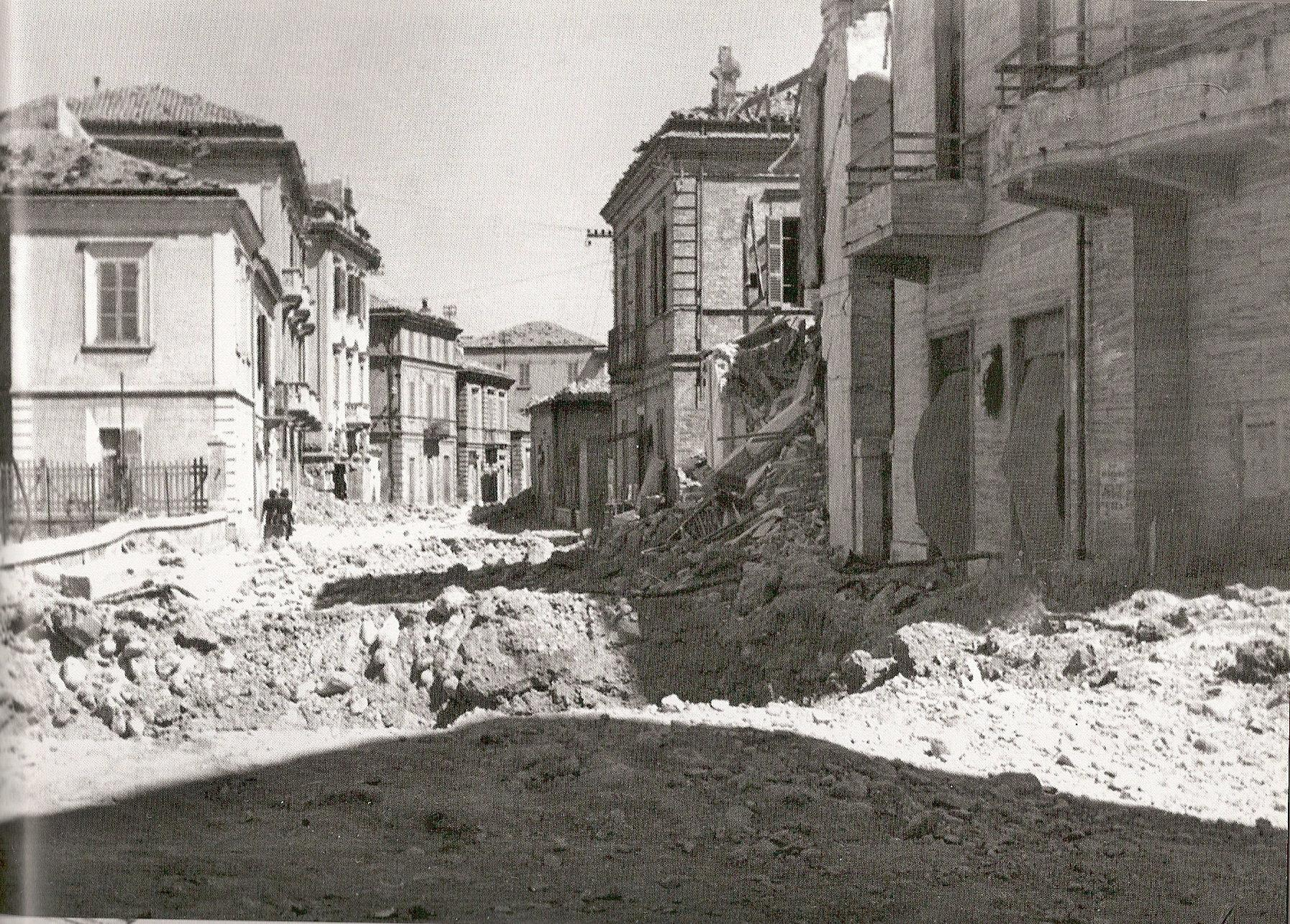
Macerie in via Ravenna

Il 14 settembre la città fu violentemente bombardata per una seconda volta, e fu colpita anche Portanuova, dove fu centrato il borgo storico della vecchia fortezza, con la distruzione di tutto il lato meridionale di via dei Bastioni, cancellando per sempre le seicentesche chiese di san Giacomo e del Rosario, e con la distruzione della vecchia porta cittadina cinquecentesca nel Bagno borbonico, in seguito ricostruita come ingresso in stile moderno del museo delle genti d'Abruzzo. La strage più grave si verificò alla stazione centrale, dove in quel momento una folla stremata dalla fame stava saccheggiando dei vagoni carichi di merci e derrate alimentari di un convoglio di rifornimenti diretto a sud. Le bombe che caddero lì vicino provocarono tra i seicento e i novecento morti nel raggio di poche centinaia di metri. Il risultato di questa nuova incursione, oltre alle migliaia di morti, fu quello di convincere la maggior parte dei pescaresi ad andarsene di nuovo. Si spostarono fuori città anche gli uffici pubblici, come il comune che si trasferì a Spoltore. Pescara divenne una città deserta.
Questo sfollamento consentì di avere un numero limitato di morti nelle successive incursioni aeree, come in quelle del 17, 19 e 20 settembre in cui vennero sganciate complessivamente centosessantacinque tonnellate di bombe. Un'altra incursione fu effettuata il 4 ottobre, quando dodici aerei bombardarono Portanuova con centinaia di bombe con il risultato di sedici morti tra la popolazione civile. Tra l'altro, questa incursione fallì il vero obiettivo che era un gruppo di tedeschi che aveva lasciato la città già da qualche ora.
Fu inoltre registrata un'ulteriore incursione il 17 ottobre: in questa occasione fu nuovamente colpita la ferrovia, dove i tedeschi concentravano uomini e mezzi. Due civili rimasero feriti e morirono decine di soldati della Wehrmacht. In seguito le azioni aeree diminuirono, se non in quantità, almeno in gravità: si registrarono diverse incursioni, ma di poco conto; finalmente gli Alleati colpirono solo obiettivi militari.
Un'ennesima incursione aerea fu registrata l'8 dicembre; l'azione fu condotta da numerosi aerei che bombardarono la città senza obiettivi specifici. Come in precedenza, i morti furono pochi a causa dello spopolamento. Questa fu l'ultima azione aerea su Pescara, che venne distrutta al 78%. Inoltre la città, bombardata per tre mesi e mezzo, subì la morte di molti suoi cittadini, per un numero che varia dai duemila ai novemila. Inoltre molti altri, circa dodicimila, rimasero senza casa.
Agli inizi di giugno 1944 i tedeschi abbandonarono Pescara ritirandosi verso nord, lasciandosi alle spalle una città distrutta, secondo stime successive, all'80%; spariti o in rovina anche molti simboli cittadini, come le statue che adornavano il ponte Littorio, trafugate prima della distruzione dello stesso, le campane delle chiese del Sacro Cuore e di san Cetteo, destinate alla fusione per il recupero del bronzo o la torre comunale, abbattuta insieme a molti storici edifici per non lasciare punti di riferimento alle artiglierie nemiche. Fu in questi giorni che ignoti saccheggiarono la casa natale di Gabriele D'Annunzio, da cui vennero trafugati monili e preziosi appartenuti alla famiglia del poeta, e quando finirono i tedeschi seguitarono gli "sciacalli" locali e del circondario a finire di depredare quanto ancora di valore rimaneva nei palazzi, nei negozi e nelle banche distrutti e disabitati dell'ormai ex città Liberty.
Subito dopo, il 10 giugno 1944, gli Alleati e le forze del CIL provenienti da Chieti e Francavilla liberarono Pescara, coadiuvate dalla divisione Nembo del battaglione San Marco e da due brigate di truppe indiane del British Indian Army.
Durante la guerra, diversi gruppi di antifascisti operarono nella città. Nel 1940, rientrato dall'esilio francese vi si stabilì l'ex deputato comunista Ettore Croce. Questi, malgrado la sorveglianza della polizia fascista riuscì a raggruppare attorno a sé un piccolo gruppo di discepoli, tra cui il tregliese Mario Bellisario, che costituirono a loro volta piccoli nuclei antifascisti nei loro paesi d'origine e nella stessa Pescara. Dopo oltre 50 anni dal termine del conflitto, il presidente della Repubblica Carlo Azeglio Ciampi insignì la città della Medaglia d'oro al Merito Civile:

### Secondo dopoguerra ed esplosione demografica

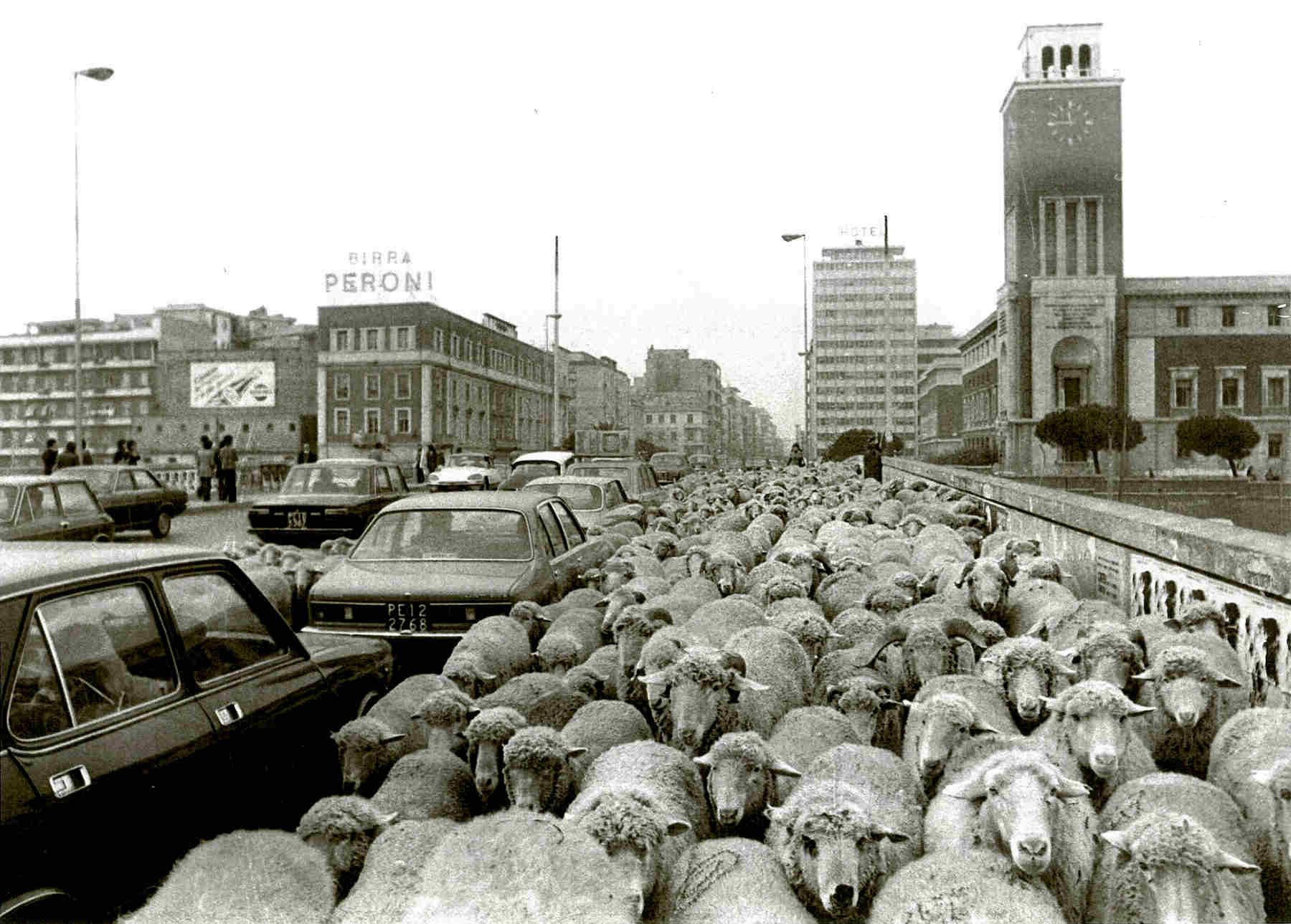
Ponte Risorgimento attraversato da un gregge di pecore nel 1970

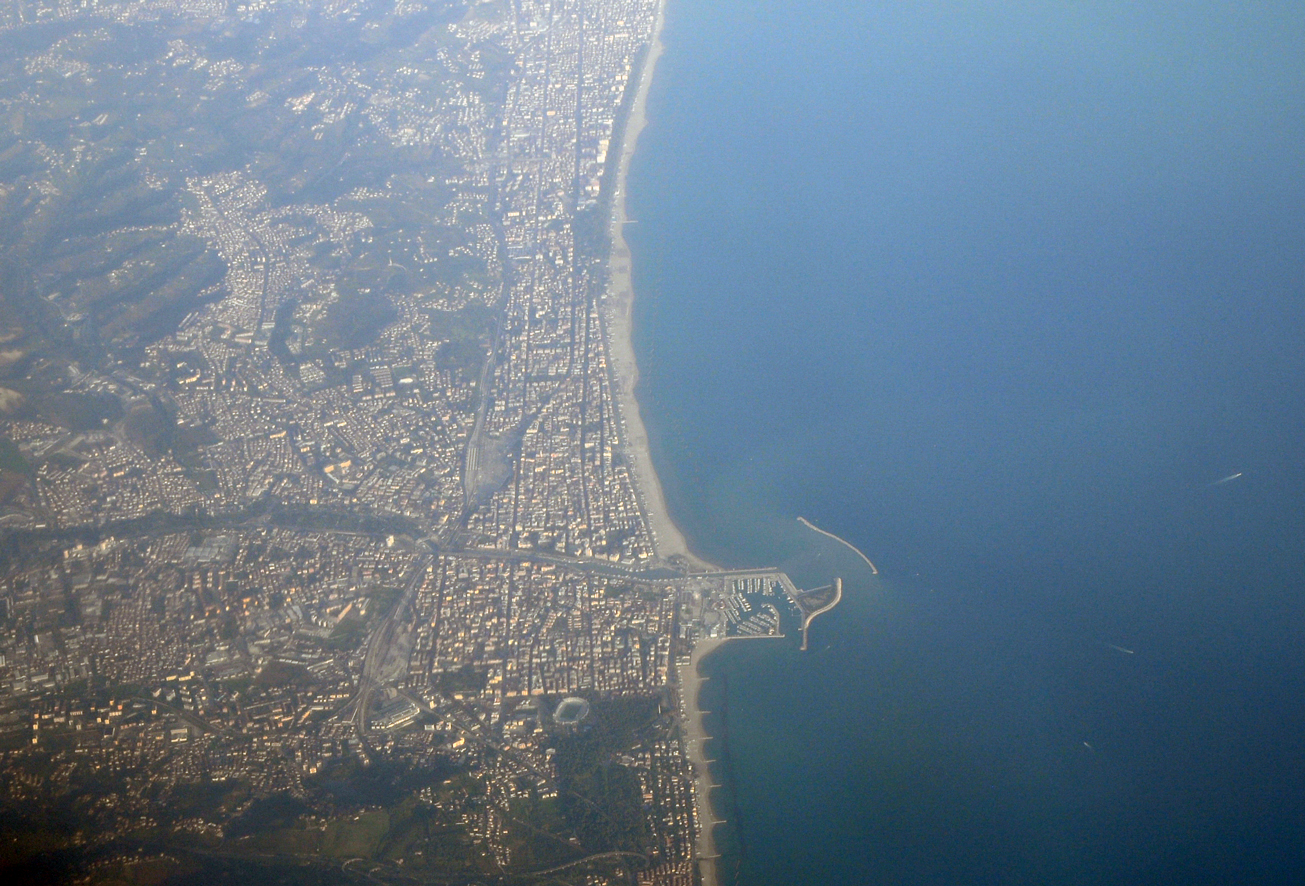
La città vista dall'alto

Conclusi gli eventi bellici, lo scenario materiale economico e sociale della città era disastroso: le attività economiche erano ridotte al minimo, la città quasi completamente in macerie ed erano in migliaia i “senza tetto”; inoltre le vie di comunicazione con il resto del Paese erano per lo più accidentate e difficilmente percorribili.

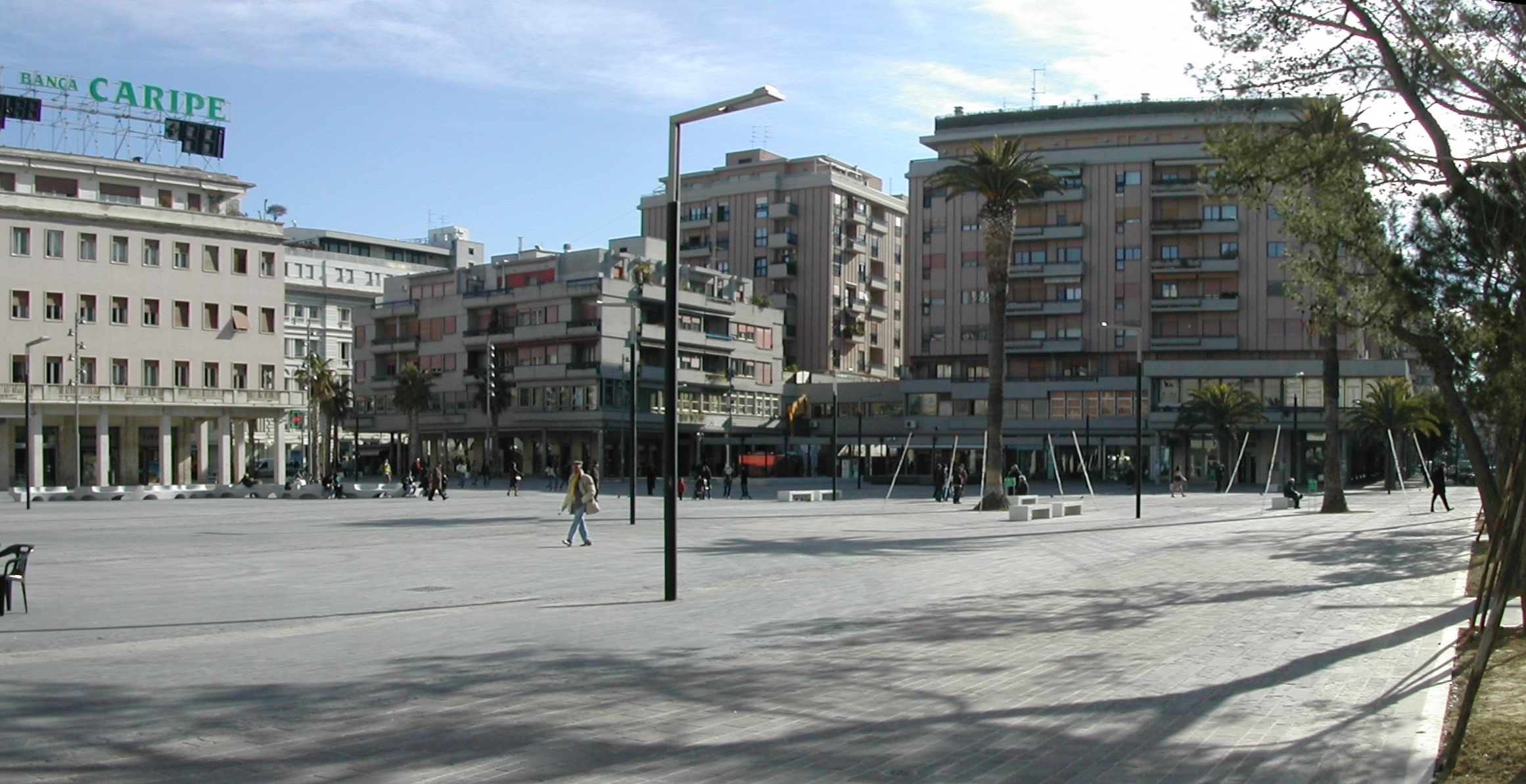
Piazza della Rinascita, nota come piazza Salotto, sorta dopo i bombardamenti del '43 in un'area di corso Umberto I precedentemente occupata da villini e palazzi, e subito divenuta piazza centrale della città.

In pochi anni tuttavia vennero rimosse le macerie e sanate alla meno peggio le esigenze primarie più immediate, e la città prese nuovamente a crescere, anche grazie al sempre più vigoroso afflusso di nuovi residenti favorito dalla depressione economica che attanagliava le zone interne d'Abruzzo e le regioni limitrofe. In particolare la ricostruzione industriale fu rapida grazie al contributo dell'imprenditoria locale, che finanziò la ricostruzione in attesa dei contributi statali, e già negli anni 1950 le maggiori attività furono ripristinate. Nel 1951 Pescara, ritrovatasi al centro di un poderoso fenomeno di migrazione interna abruzzese (che, seppure attenuatosi nel corso dei decenni, non si è mai arrestato), era diventata in pochi anni il centro maggiore della regione raggiungendo il numero di 65 466 abitanti, dilatando l'area urbanizzata e occupando massicciamente lo spazio tra la linea ferroviaria e il mare, sia verso nord che verso sud. La città crebbe soprattutto in altezza senza un piano preciso, con la sostituzione di storiche palazzine e villini con ampi condomini, sacrificando verde pubblico e conseguentemente congestionando il centro, le cui planimetrie furono concepite decenni prima del conflitto per densità abitative molto meno pressanti e senza alcuna possibile previsione di quella che sarebbe stata la motorizzazione di massa in Italia. Fu in questo periodo che i luoghi più simbolici della città, come piazza della Rinascita e il lungomare assunsero le loro fisionomie definitive. Il centro storico, a più riprese intaccato da demolizioni e ricostruzioni spesso indiscriminate già a partire dalla seconda metà del XIX secolo, fu segnato negli anni della ricostruzione da interventi molto impattanti, e nonostante la planimetria ne ricalcasse ancora le prime attestazioni cinquecentesche, la maggior parte del costruito era databile tra il XVIII e il XIX secolo, con le nuove costruzioni del dopoguerra che andarono a circondare la zona; nulla si era conservato di precedente a tali epoche. 
La tradizione automobilistica di Pescara, storicamente rappresentata dalla Coppa Acerbo, ebbe modo di concretizzarsi ulteriormente quando la corsa 1000 miglia inserì la città adriatica nel suo itinerario dall'edizione del 1949 a quella del 1957, culminando poi con l'organizzazione della settima gara del mondiale di Formula 1 del 1957 nel Circuito di Pescara.
In meno di vent'anni, dal 1951 al 1971, la città raddoppiò il numero degli abitanti raggiungendo 122 470 residenti con un boom edilizio di grandi proporzioni, anche rispetto ai già alti standard italiani del tempo.
(L'Italia vista dal cielo - Abruzzo e Molise, di Folco Quilici e Ignazio Silone, 1970)
Nel 1965 nacque l'università degli Studi "Gabriele d'Annunzio" con i campus di Pescara, Teramo e Chieti, che riunirà i precedenti consorzi universitari provinciali abruzzesi in un unico ente. La realizzazione della nuova stazione di Pescara Centrale, inaugurata il 31 gennaio 1988, fu un importante evento per lo sviluppo della città: l'apertura della nuova stazione ebbe particolare rilevanza dal punto di vista urbanistico poiché l'intera linea ferroviaria venne trasferita su una sede sopraelevata, più arretrata verso le colline e priva di intersezioni con le strade della città, così liberandola dai numerosi passaggi a livello. Il tracciato ferroviario dismesso è stato riconvertito in un corridoio verde noto in città come Strada parco, destinato al trasporto pubblico di massa della filovia di Pescara. Nel 1967 l'Ente manifestazioni pescaresi, ente morale nato negli anni 1950 per la ricostruzione della vita culturale cittadina, diede vita al festival Pescara Jazz, primo festival estivo dedicato al jazz in Italia e divenuto negli anni punto di riferimento nazionale e internazionale del genere musicale. In seguito all'istituzione dell'ente regionale abruzzese nel 1971, che fisserà all'Aquila il capoluogo, venne deciso in sede politica di stabilire le sedi del consiglio e della giunta regionali anche nella città adriatica, creando una doppia sede per questi enti. Durante le accese negoziazioni, venne deciso di collocare a Pescara anche la maggior parte degli assessorati regionali.

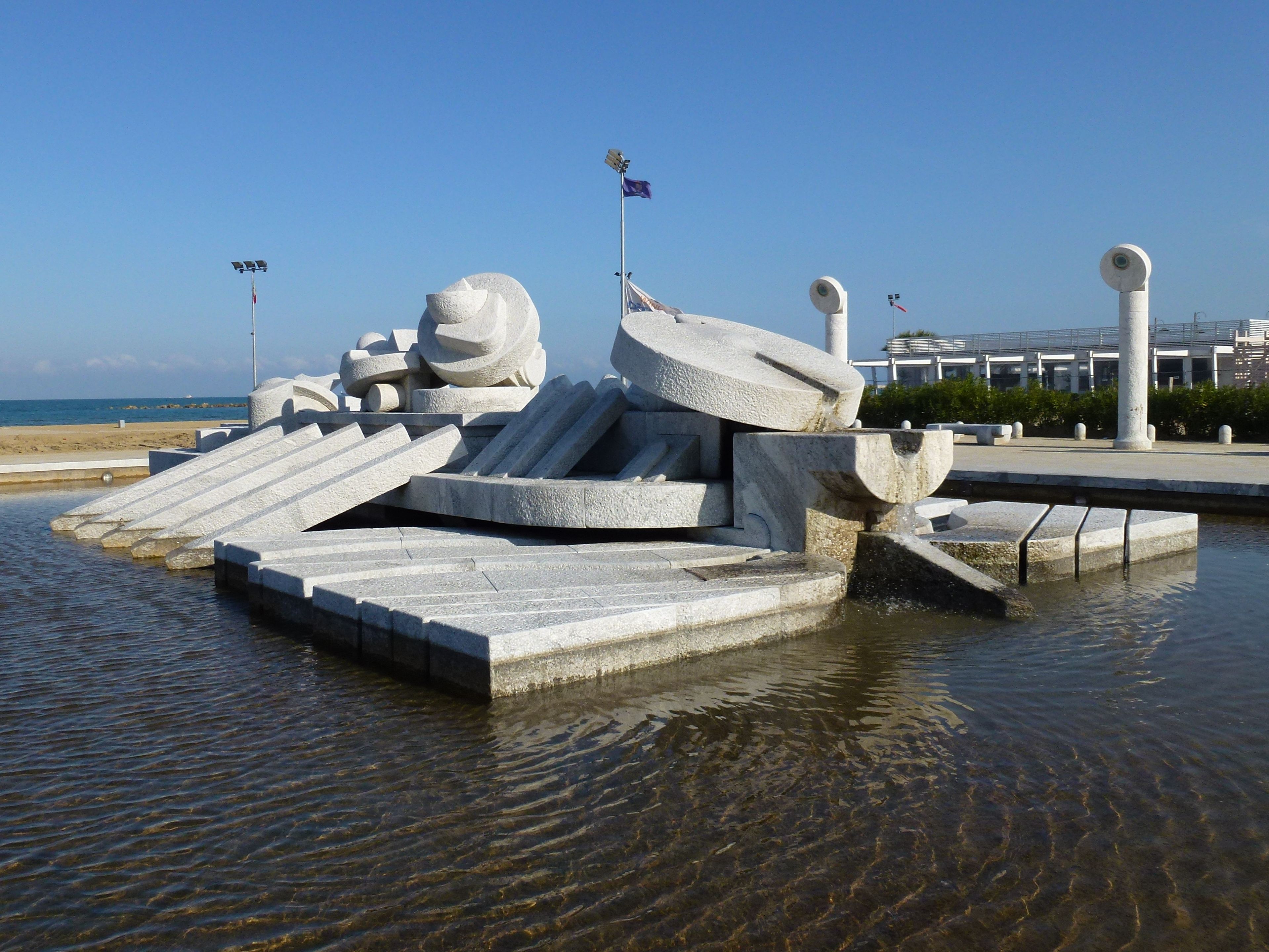
La "Nave di Cascella", collocata nel 1987 in largo Mediterraneo nel punto in cui fino al 1943 si trovava il monumento ai caduti, eretto nel 1927 dallo scultore ortonese Guido Costanzo

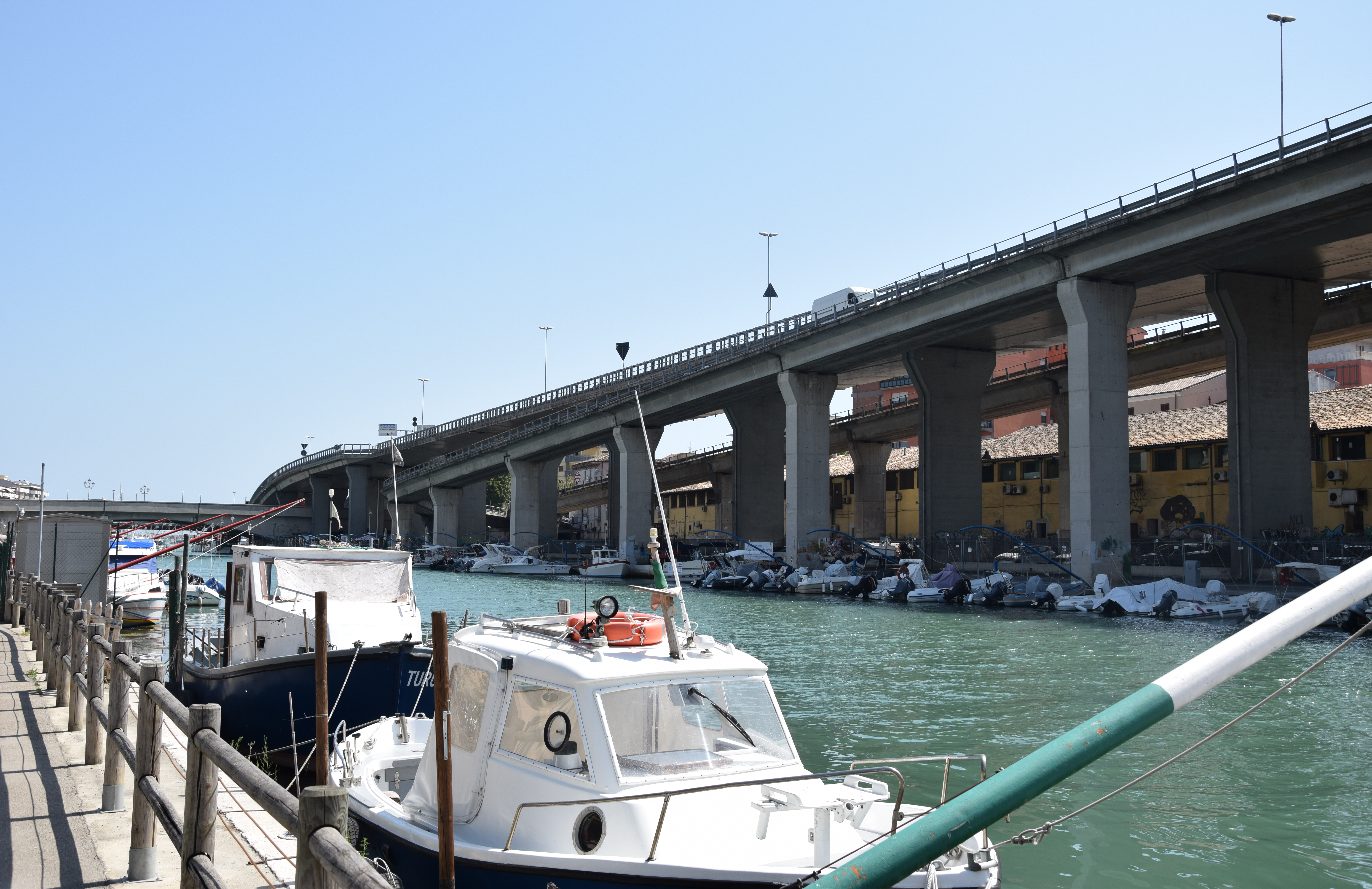
La SS 16 dir/C sovrastante il carcere borbonico

### Dalla Prima alla Seconda repubblica

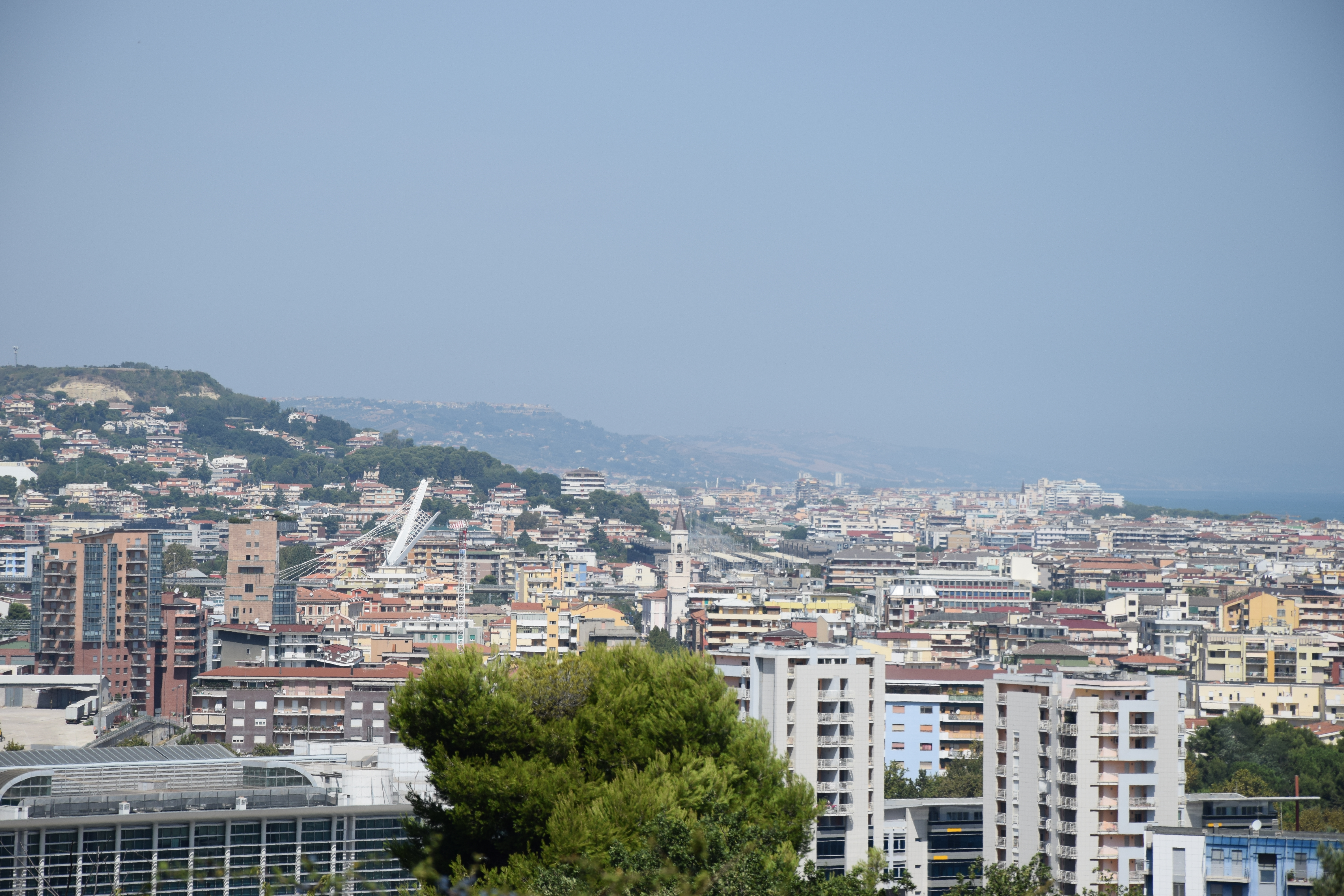
Vista della città da colle Falcone

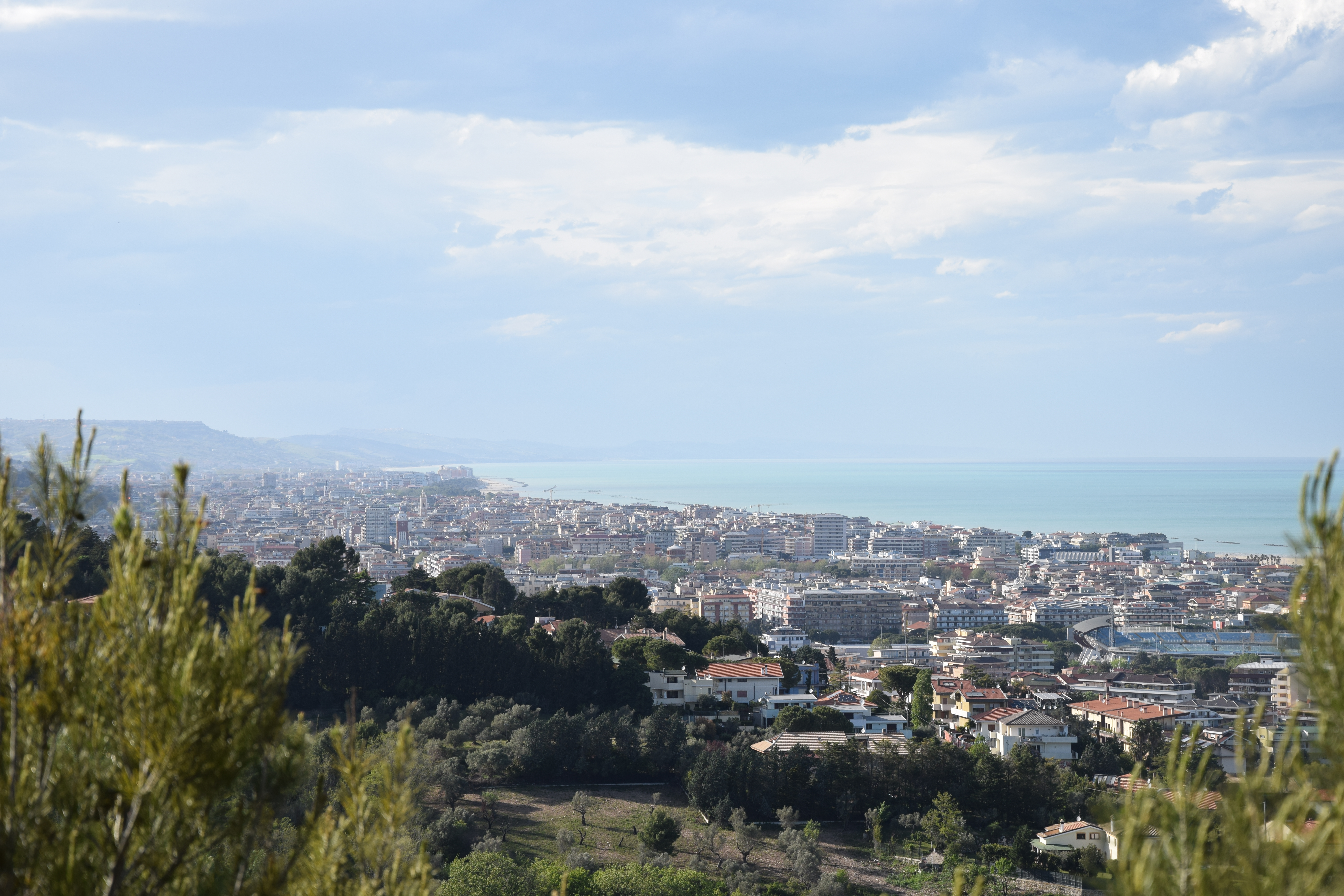
Panoramica della città da San Silvestro

Dal punto di vista amministrativo, dopo la prima fase della ricostruzione gestita da amministrazioni di sinistra, guidate da Italo Giovannucci e Vincenzo Chiola (espressioni di maggioranze PCI-PSI), a partire dalle elezioni del 1956 la città venne governata ininterrottamente dalla Democrazia Cristiana e dai suoi alleati fino al 1993. Queste amministrazioni tuttavia si resero protagoniste di discusse azioni urbanistiche, tra le quali la costruzione della sopraelevata dell'Asse attrezzato nel 1978 sul lungofiume meridionale, a ridosso del centro storico, la demolizione degli edifici superstiti del lato meridionale di corso Umberto I (e in altre zone della città) negli anni 1960 e la loro sostituzione con condomini e la demolizione nel 1963 del Teatro Pomponi sul lungomare (che a sua volta aveva già rimpiazzato nel 1923 il Padiglione marino, primo stabilimento balneare cittadino e Kursaal di Castellammare, risalente al 1887), sacrificato per non affrontare costosi interventi di recupero; l'abbattimento del teatro tuttavia era già previsto nei piani di ricostruzione del 1947 di Luigi Piccinato, spesso largamente ignorati, per fare spazio a un parco della Riviera mai realizzato. Negli stessi anni, precisamente nel 1963, cessava anche l'attività della ferrovia Pescara-Penne, sostituita da un servizio autobus che nel corso dei decenni, sotto una lunga gestione governativa che terminerà solo nel 2001, si estese sempre di più in provincia e in regione, fino a confluire nella TUA nel 2015. Nel 1979 si registrò il massimo storico di residenti in città, con 137 059 abitanti; da allora la città iniziò a perdere abitanti in favore dei centri limitrofi dell'area metropolitana, attestandosi sui 120 000 residenti. Nel 1988 molti componenti della giunta comunale presieduta dal sindaco Nevio Piscione (DC), incluso lo stesso sindaco, vennero giudicati colpevoli e condannati per abuso d'ufficio nell'ambito di assunzioni di dipendenti comunali. Una serie di indagini del 1993, nel periodo in cui la politica italiana era scossa dalle inchieste dette Mani pulite, portò all'arresto e alla condanna per vari reati relativi alla corruzione nella gestione di appalti pubblici di numerosi esponenti regionali e comunali, come l'arresto del sindaco Giuseppe Ciccantelli (DC) e dei vertici locali della Democrazia Cristiana e del Partito Socialista Italiano in aprile per irregolarità nell'assegnazione dell'appalto del servizio di smaltimento rifiuti. L'assassinio in città, in circostanze mai del tutto chiarite, dell'avvocato chietino Fabrizio Fabrizi il 6 ottobre 1991 fu inoltre attribuito all'ambiente politico-criminale oggetto delle indagini e alla tentata penetrazione in regione della criminalità organizzata campana. Il clima di forte sfiducia nella classe politica e l'incalzare di sempre nuove indagini nei confronti degli amministratori pubblici indussero il consigliere comunale democristiano Valterio Cirillo, inquisito e poi prosciolto, a suicidarsi il 13 aprile 1993 lanciandosi dal sesto piano della sua abitazione in città. Un'altra inchiesta vedeva coinvolto Remo Gaspari, principale esponente abruzzese della Democrazia Cristiana, per l'uso per scopi personali degli elicotteri del corpo dei Vigili del Fuoco, e ulteriori indagini portarono all'arresto dei responsabili locali della RAI e dell'ex assessore all'edilizia Fernando Di Benedetto per falso ideologico, abuso in atti d'ufficio per fini patrimoniali e truffa ai danni dell'emittente pubblica nell'ambito della costruzione di una nuova sede regionale in città nell'ottobre del 1993.
Le elezioni del novembre 1993, immediatamente successive gli eventi di Mani pulite, segnarono la caduta della Prima repubblica, e furono le prime in cui i sindaci furono eletti direttamente dai cittadini: videro la coalizione dei Progressisti guidata dall'indipendente di sinistra Mario Collevecchio battere la lista civica di ispirazione DC-PSI, ma dopo una esperienza di governo di pochi mesi le elezioni furono annullate dopo un ricorso al TAR per un vizio di forma all'epoca della presentazione delle liste, e nella successiva tornata elettorale del novembre 1994 venne eletta la coalizione di centro-destra, capeggiata dal sindaco Carlo Pace (AN), che governò la città per due mandati fino al 2003. In questo periodo la città' sperimentò un primo periodo di trasformazione urbanistica con l'approvazione del nuovo piano regolatore, la realizzazione di nuovi spazi museali e l'istituzione della riserva regionale della Pineta Dannunziana nel 2000.

### Il nuovo millennio

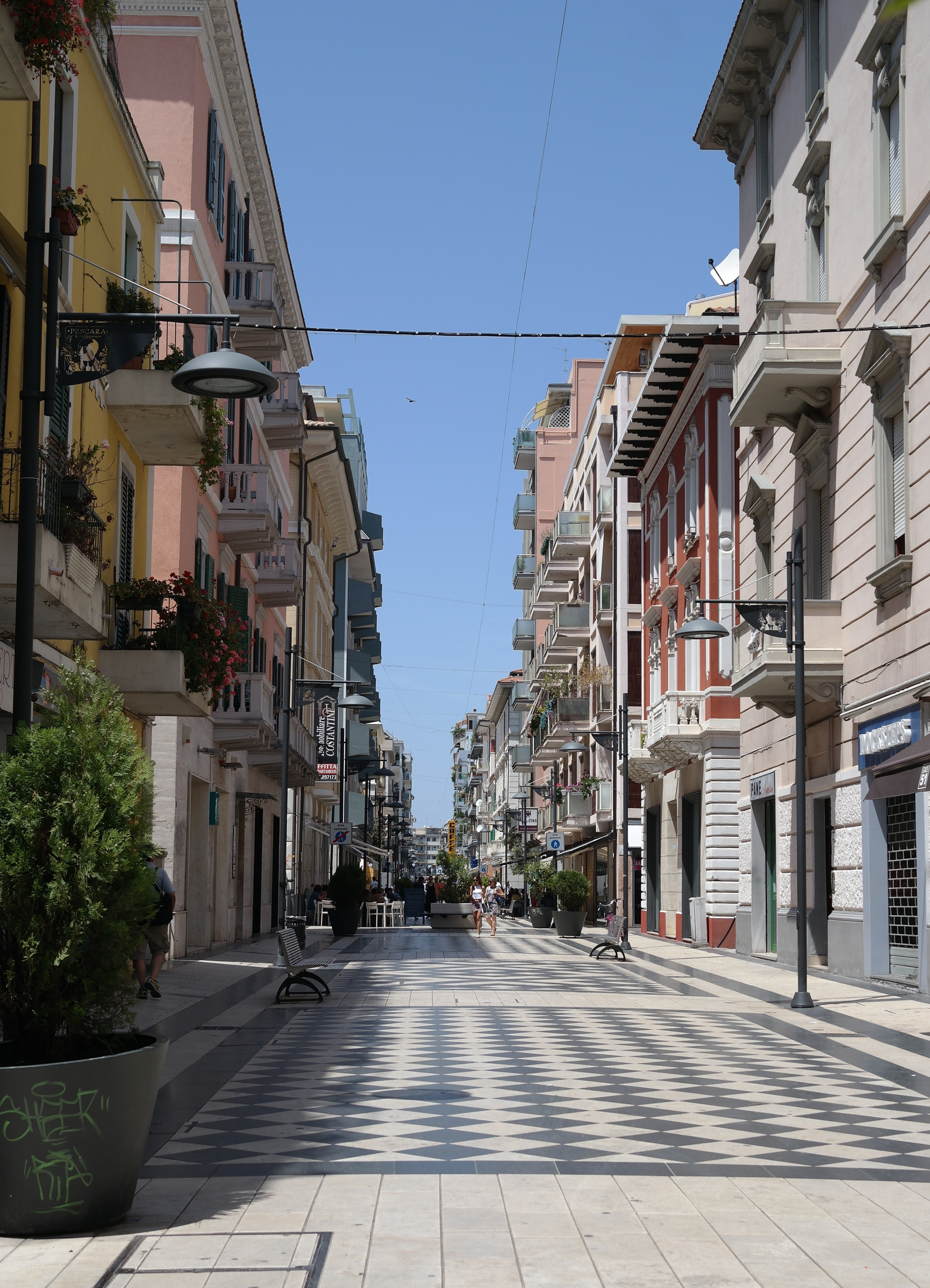
Via Firenze, cardo del centro città, dopo la riqualificazione del 2011

L'amministrazione di centro-sinistra del sindaco Luciano D'Alfonso (L'Ulivo), eletta nelle elezioni del maggio 2003 e riconfermata nella successiva tornata elettorale dell'aprile 2008 ha avviato l'opera di rilancio dell'impianto urbanistico della città, ripristinando l'uso di zone ed edifici storici abbandonati come l'ex caserma Cocco (adibita a parco pubblico) e l'ex fabbrica dell'Aurum, realizzando molti progetti come l'estensione della pedonalizzazione delle aree centrali, già avviata dalla precedente amministrazione, e la creazione di una rete di piste ciclabili, dotando inoltre la città di grandi opere come il ponte del Mare e l'avvio dei progetti preliminari per la costruzione del ponte Flaiano, che hanno inciso sull'aspetto della città e sulla sua qualità della vita. Il secondo mandato dell'amministrazione non ha avuto lunga vita, a causa di una serie di imputazioni rivolte a D'Alfonso in merito a presunte attività di tangenti tra imprenditori e comune di Pescara. D'Alfonso sarà poi assolto, insieme a tutti gli altri imputati, per non aver commesso il fatto.
Nelle successive elezioni del 2009 venne eletta la coalizione di centro-destra del sindaco Luigi Albore Mascia (PdL); nello stesso anno la città ha ospitato i XVI Giochi del Mediterraneo, mentre nel gennaio 2010 viene inaugurata la nuova stazione di Pescara Porta Nuova. L'amministrazione Albore Mascia è stata in seguito accusata dalla Ragioneria generale dello Stato di aver portato le finanze del comune in una situazione di predissesto, determinando un debito di oltre 50 milioni di euro allo stato economico dell'ente. Alle elezioni del 2014, torna al governo la coalizione di centro-sinistra guidata dal sindaco Marco Alessandrini (PD), il cui lavoro amministrativo ha condotto al risanamento delle casse del comune. Rinunciata la candidatura ad un secondo mandato, alle elezioni del 2019 è stato eletto il sindaco Carlo Masci (FI), a capo di una coalizione di centro-destra.

### Area metropolitana

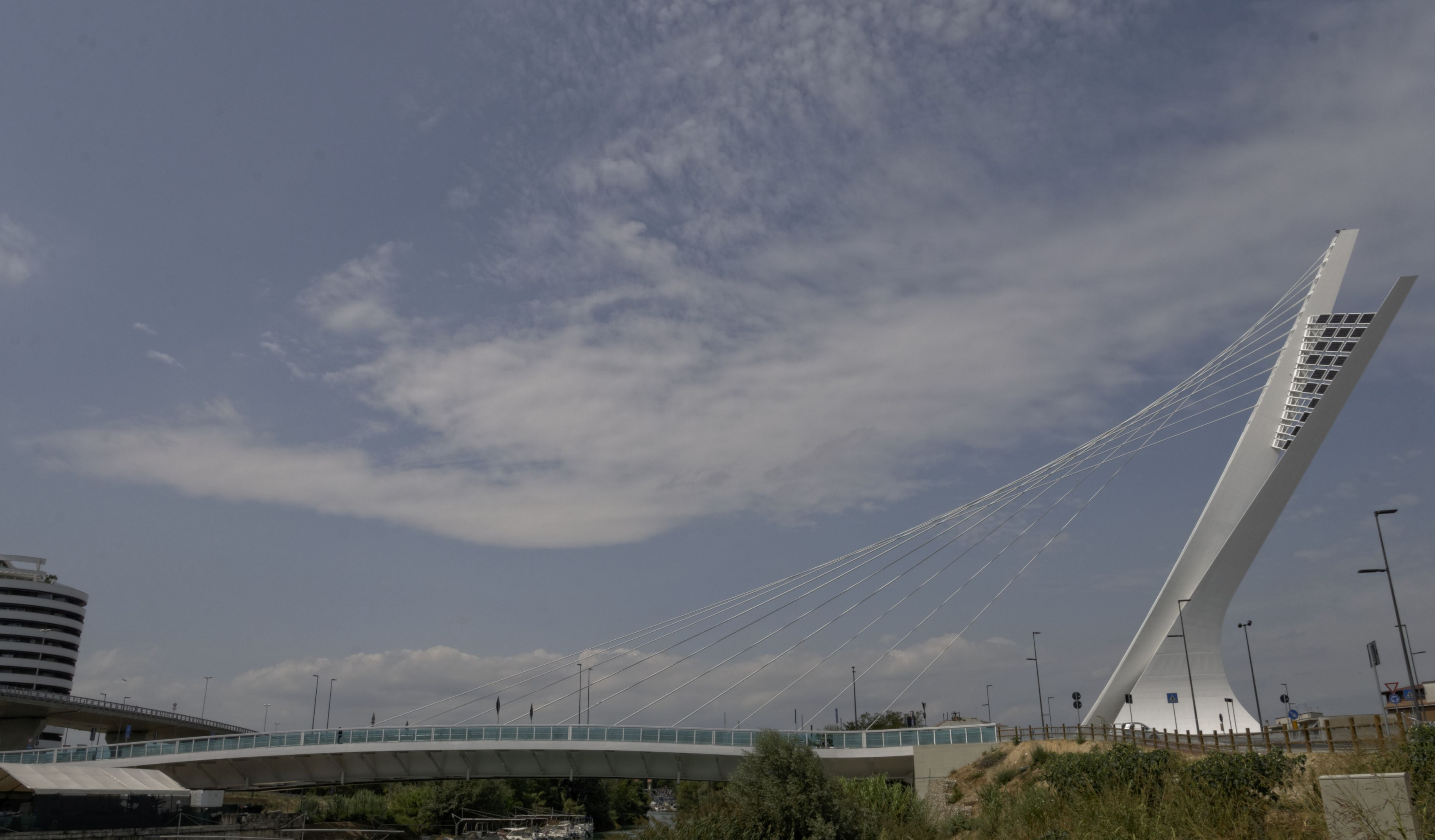
Ponte Flaiano, inaugurato nel 2017

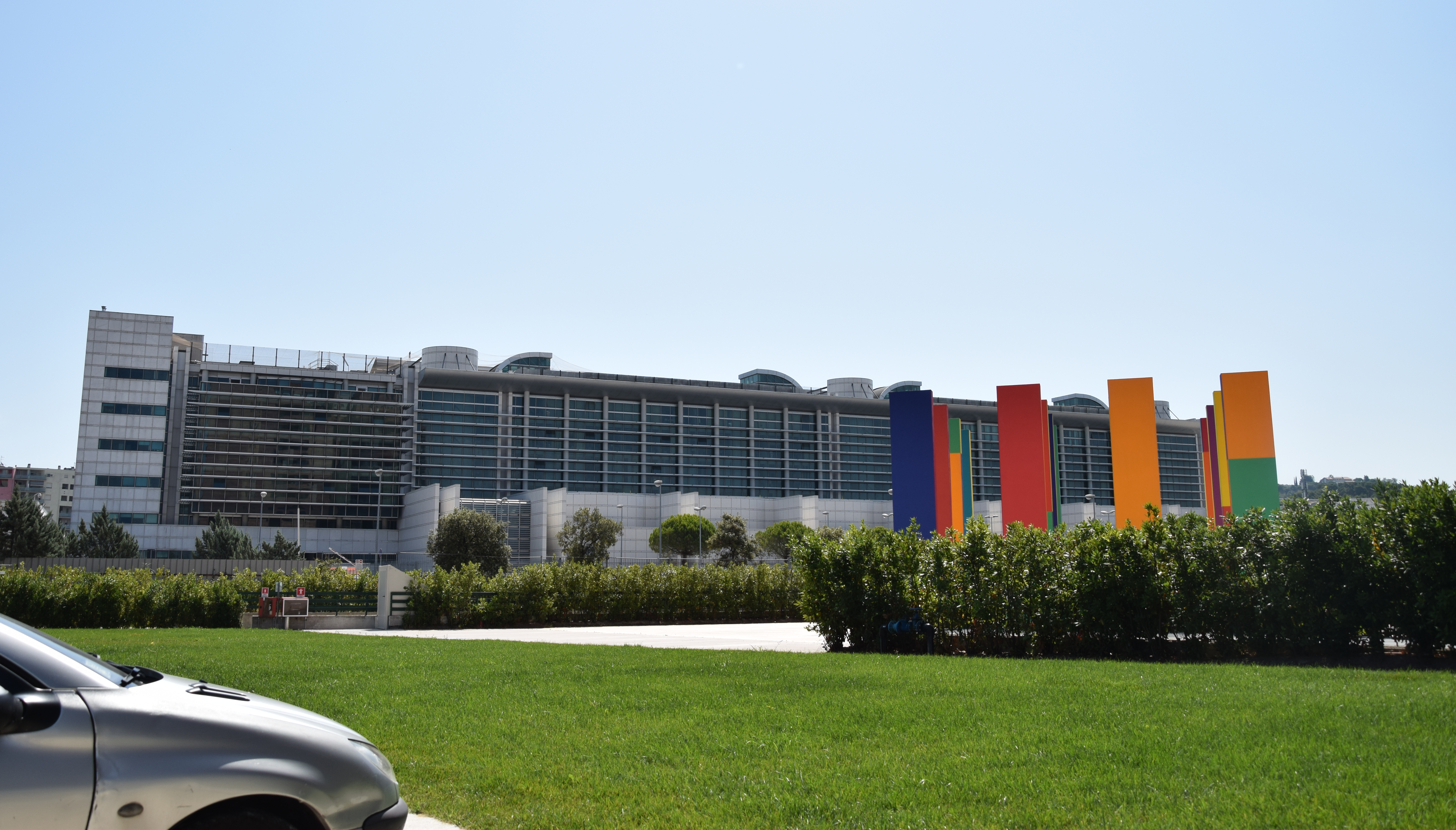
Il Palazzo di Giustizia del 2004

In seguito alla rapida saturazione edilizia dell'esiguo territorio comunale di 33,95 km² raggiunta negli anni 1970 (con una densità al 31 dicembre 2019 di 3 528,72 ab./km², Pescara è tra i primi capoluoghi italiani per densità di popolazione, preceduta solo dalle grandi metropoli), la città continuò nel tempo a espandersi al di fuori dei propri confini nei comuni limitrofi (segnatamente a Montesilvano, Città Sant'Angelo, Spoltore, Francavilla al Mare e San Giovanni Teatino), e già a partire dagli anni 1980 Pescara insieme a Chieti è al centro di un'area metropolitana sempre più integrata e interdipendente, sostenuta e collegata dal sistema di tangenziali delle strada statale 714 e raccordo autostradale 12. Questa area tuttavia non è stata individuata dal legislatore tra le città metropolitane italiane, e nei propri limiti legislativi le amministrazioni locali hanno cercato comunque di assecondarne lo sviluppo, sia dal punto di vista urbanistico, cercando di costruire le infrastrutture di mobilità opportune (come nuovi svincoli e prolungamenti delle tangenziali nei comuni limitrofi), sia dal punto di vista della pianificazione del territorio e del trasporto pubblico locale in ottica metropolitana.

La suddetta area vista dall'alto assume la sagoma di una T: dalla vallata che parte ai piedi di Chieti, punta sul mare e si allarga con le ali sulla riviera, a nord verso Montesilvano e a sud verso Francavilla al Mare. Essa comprende i comuni di Pescara, Montesilvano, Francavilla al Mare, Silvi, Città Sant'Angelo, Chieti, Spoltore, Cappelle sul Tavo e San Giovanni Teatino, e conta circa 350 000 abitanti, approssimativamente un quarto dell'intera popolazione regionale.

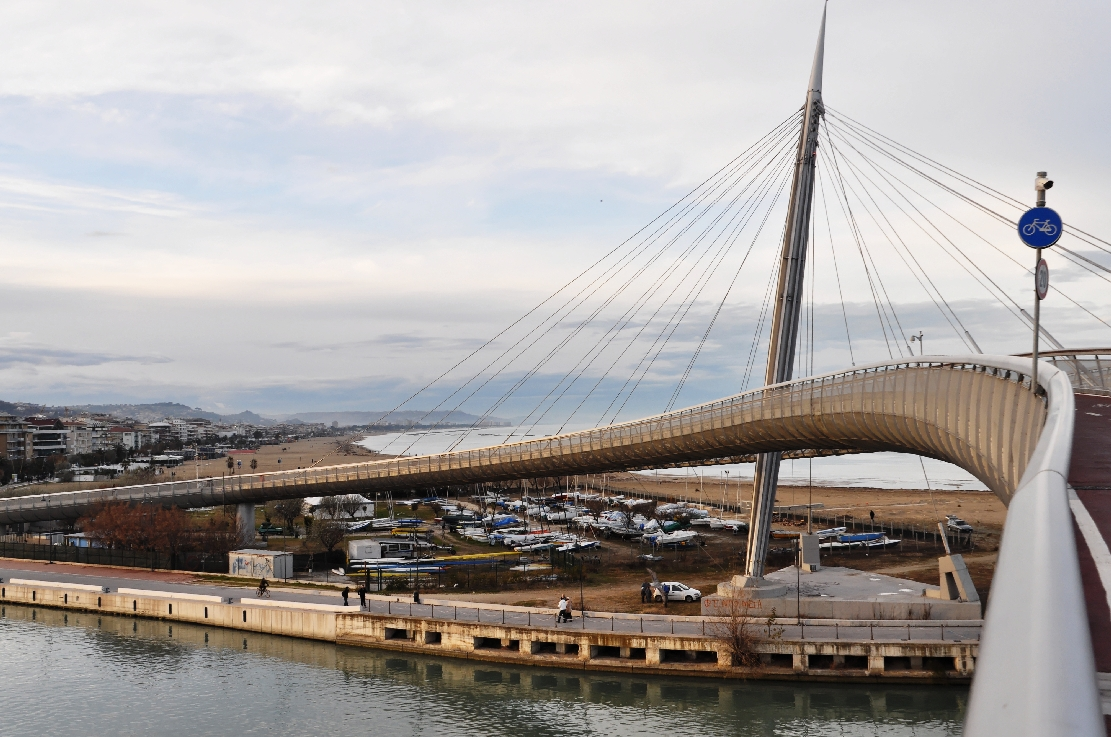
Ponte del Mare, inaugurato nel 2009

### Nuova Pescara
Il 25 maggio 2014 i residenti dei comuni di Pescara, Montesilvano e Spoltore si sono espressi in un referendum a favore dell'istituzione di un unico comune. Ha partecipato al voto il 69,46% degli aventi diritto e di questi il 64% si è espresso a favore della fusione degli enti: a Pescara ha risposto "Sì" il 70,32% dei votanti, a Montesilvano il 52,23%, a Spoltore il 51,15%. La relativa legge regionale è stata approvata l'8 agosto 2018, fissando il 1º gennaio 2022 come data di nascita del nuovo comune. La scadenza è stata in un primo momento differita al 1º gennaio 2023, e successivamente al 2027.
| Comuni interessati | Residenti al 31-12-1971 | Residenti al 31-12-1981 | Residenti al 31-12-1991 | Residenti al 31-12-2001 | Residenti al 31-12-2011 | Residenti al 31-12-2021 | Residenti al 31-12-2024 | Superficie (km²) | Densità al 31-12-2024 (ab./km²) |
| ------------------ | ----------------------- | ----------------------- | ----------------------- | ----------------------- | ----------------------- | ----------------------- | ----------------------- | ---------------- | ------------------------------- |
| Pescara            | 122 470                 | 131 330                 | 122 236                 | 116 286                 | 117 166                 | 119 406                 | 118 419                 | 33,949           | 3 488,14                        |
| Montesilvano       | 18 265                  | 29 240                  | 35 153                  | 40 700                  | 50 413                  | 53 174                  | 53 556                  | 23,5746          | 2 271,76                        |
| Spoltore           | 8 560                   | 10 552                  | 12 930                  | 15 417                  | 18 566                  | 18 909                  | 18 997                  | 37,0144          | 513,23                          |
| Nuova Pescara      | 149 295                 | 171 112                 | 170 319                 | 172 403                 | 186 145                 | 191 489                 | 190 972                 | 94,538           | 2 020,05                        |